# Lijst van afleveringen van Pokémon
Dit is een lijst van afleveringen van Pokémon (ポケットモンスター Poketto Monsutā, Pocket Monsters). Pokémon is een Japanse animatieserie die voor het eerst in 1997 in Japan door TV Tokyo werd uitgezonden. Datzelfde jaar beleefde de serie ook in Amerika zijn primeur, en wel op The WB. In Nederland wordt de reeks sinds 1999 uitgezonden door Fox Kids, dat sinds 2005 bekendstaat als Jetix en sinds 2010 als Disney XD. In België wordt de reeks door VT4 uitgezonden, dat sinds 2012 bekendstaat als VIER. Sinds 2015 is daar VtmKzoom bijgekomen en vanaf 18 december 2015 Kadet, de nieuwe kinderzender van Medialaan. Sinds 2021 wordt Pokémon in Nederland en België uitgezonden op Nickelodeon Nederland. Ook is Pokémon wereldwijd beschikbaar op Netflix en gratis op de officiële Pokémonwebsite. Hieronder is een lijst van afleveringen van de serie te vinden.
In tegenstelling tot Japan, dat geen seizoenen kent maar hele series (verhaallijnen van gemiddeld drie jaar), kennen zowel Amerika als Nederland en België seizoenen met gemiddeld tweeënvijftig afleveringen per seizoen/jaar. Deze worden in Amerika over de eerste uitzending (première) verdeeld over een half jaar (twee afleveringen per weekend), en in Nederland drie maanden per jaar achtereenvolgens, namelijk vijf uitzendingen per week.

## Pokémon(reeks 1)

### Seizoen 1: Indigo League
| Nr. | Titel aflevering NL                    | Titel aflevering VS                | Titel aflevering JP (NL vertaling)               | Uitzenddatum JP   |
| --- | -------------------------------------- | ---------------------------------- | ------------------------------------------------ | ----------------- |
| 01  | Pokémon, Ik Kies Jou!                  | Pokémon — I Choose You!            | Pokémon! Ik kies jou                             | 1 april 1997      |
| 02  | Pokémon Noodgeval!                     | Pokémon Emergency!                 | Gevecht! Pokémon Center                          | 8 april 1997      |
| 03  | Ash Vangt Een Pokémon                  | Ash Catches a Pokémon              | Ik heb een Pokémon gevangen                      | 15 april 1997     |
| 04  | De Samoerai-Uitdaging                  | Challenge of the Samurai           | Uitdaging van de samoerai                        | 22 april 1997     |
| 05  | Krachtmeting In Pewter City            | Showdown in Pewter City            | Gevecht in Pewter City                           | 29 april 1997     |
| 06  | Clefairy En De Moon Stone              | Clefairy and the Moon Stone        | Clefairy en de maansteen                         | 6 mei 1997        |
| 07  | De Waterbloemen Van Cerulean City      | The Water Flowers of Cerulean City | De waterbloemen van Cerulean Gym                 | 13 mei 1997       |
| 08  | Op Weg Naar Het Pokémon Kampioenschap  | The Path to the Pokémon League     | De weg naar De Pokémon League                    | 20 mei 1997       |
| 09  | Een Harde Leerschool                   | The School of Hard Knocks          | De handleiding tot overwinning met Pokémon       | 27 mei 1997       |
| 10  | Bulbasaur En De Verborgen Stad         | Bulbasaur and the Hidden Village   | Bulbasaurs verborgen stad                        | 3 juni 1997       |
| 11  | Charmander, De Verlaten Pokémon        | Charmander — The Stray Pokémon     | Charmander — De verlaten Pokémon                 | 10 juni 1997      |
| 12  | Opzij Voor De Squirtle Bende           | Here Comes the Squirtle Squad      | Opkomst van de Squirtle Bende                    | 17 juni 1997      |
| 13  | Mysterie In De Vuurtoren               | Mystery at the Lighthouse          | De vuurtoren van Bill                            | 24 juni 1997      |
| 14  | Een Schokkende Uitdaging               | Electric Shock Showdown            | Een schokkende strijd! Vermillion Gym            | 1 juli 1997       |
| 15  | Gevecht Aan Boord Van De St. Anne      | Battle Aboard the St. Anne         | Gevecht op de St. Anne                           | 8 juli 1997       |
| 16  | Pokémon Schipbreuk                     | Pokémon Shipwreck                  | Stuurloze Pokémon                                | 15 juli 1997      |
| 17  | Het Eiland Van De Reuze Pokémon        | Island of the Giant Pokémon        | Het Eiland van de Reuze Pokémon?!                | 22 juli 1997      |
| 18  | Tentacool & Tentacruel                 | Tentacool & Tentacruel             | Tentacool & Tentacruel                           | 5 augustus 1997   |
| 19  | De Geest Van Maiden's Peak             | The Ghost at Maiden's Peak         | Spook Pokémon en het Zomer Festival              | 12 augustus 1997  |
| 20  | Vaarwel Butterfree                     | Bye Bye Butterfree                 | Vaarwel Butterfree                               | 19 augustus 1997  |
| 21  | Abra En De Uitzonderlijke Krachtmeting | Abra and the Psychic Showdown      | Abra! Psychische krachtmeting                    | 26 augustus 1997  |
| 22  | De Toren Der Verschrikking             | The Tower of Terror                | Ik heb een Pokémon gevangen in de Pokémon-toren! | 2 september 1997  |
| 23  | De Strijd Tussen Haunter En Kadabra    | Haunter Versus Kadabra             | Haunter tegen Kadabra                            | 9 september 1997  |
| 24  | Primeape Wordt Stapelgek               | Primeape Goes Bananas              | Niet kwaad worden, Primeape!                     | 16 september 1997 |
| 25  | Pokémon Geur-Rukkelijk                 | Pokémon Scent-sation               | Erika en Gloom                                   | 16 september 1997 |
| 26  | De Slaapgolven Van Hypno               | Hypno's Naptime                    | Hypno en Pokémon Hypnose?!                       | 30 september 1997 |
| 27  | De Allernieuwste Mode                  | Pokémon Fashion Flash              | Vulpix! Fokker gevecht                           | 7 oktober 1997    |
| 28  | De Vecht Pokémon                       | The Punchy Pokémon                 | Pokémon wedstrijd! Een groot gevecht!            | 14 oktober 1997   |
| 29  | Vonkenregen Van Magnemite              | Sparks Fly for Magnemite           | Dromen Magnemite van elektrische muizen?         | 21 oktober 1997   |
| 30  | Daar Heb Je De Diglett!                | Dig Those Diglett!                 | Vol met Diglett                                  | 28 oktober 1997   |
| 31  | De Ninja Poké-Demonstratie             | The Ninja Poke-showdown            | Fuchsia Ninja gevecht                            | 4 november 1997   |
| 32  | De Vuurpokémon Atleet                  | The Flame Pokémon-athon            | De grote vuur Pokémon-race!                      | 11 november 1997  |
| 33  | Het Kangaskhan Kind                    | The Kangaskhan Kid                 | Kangaskhans slaapliedje                          | 18 november 1997  |
| 34  | De Brug Fietsbende                     | The Bridge Bike Gang               | Gevecht op de fietsroute                         | 2 december 1997   |
| 35  | Het Geheimzinnige Landhuis             | Ditto's Mysterious Mansion         | Ditto en het copycatmeisje                       | 9 december 1997   |
| 36  | Het Afscheid Van Pikachu               | Pikachu's Good-Bye                 | Het Pikachubos                                   | 16 april 1998     |
| 37  | De Strijdende Eevee Broers             | The Battling Eevee Brothers        | De vier Eevee Broers                             | 16 april 1998     |
| 38  | Wakker Worden Snorlax!                 | Wake up Snorlax!                   | Word wakker! Snorlax!                            | 23 april 1998     |
| 39  | Nieuwe Uitdagingen In Dark City        | Showdown at Dark City              | Krachtmeting! Pokémon Gym!                       | 30 april 1998     |
| 40  | Op De Loop Voor De Exeggutor Bende     | March of the Exeggutor Squad       | Mars van de Exeggutor groep                      | 7 mei 1998        |
| 41  | Het Probleem Met Paras                 | The Problem with Paras             | Paras en Parasect                                | 14 mei 1998       |
| 42  | Het Lied Van Jigglypuff                | The Song of Jigglypuff             | Zing! Jigglypuff                                 | 21 mei 1998       |
| 43  | Aanval Van De Prehistorische Pokémon   | Attack of the Prehistoric Pokémon  | Herijzing! Fossiel Pokémon                       | 28 mei 1998       |
| 44  | Een Riskante Operatie                  | A Chansey Operation                | Chanseys klinische records                       | 4 juni 1998       |
| 45  | De Bruiloft!                           | Holy Matrimony!                    | Growlithe en James                               | 11 juni 1998      |
| 46  | De Pokémon Dief                        | So Near, Yet So Farfetch'd         | Farfetch'ds makkelijke doelwit                   | 18 juni 1998      |
| 47  | Voor Wie Is Togepi?                    | Who Gets to Keep Togepi?           | Van wie is Togepi?                               | 25 juni 1998      |
| 48  | De Geheimzinnige Tuin Van Bulbasaur    | Bulbasaur's Mysterious Garden      | De geheimzinnige tuin van Bulbasaur              | 2 juli 1998       |
| 49  | De Zaak Van De K-9 Eenheid!            | The Case of the K-9 Capers!        | Politieagent Growlithe                           | 9 juli 1998       |
| 50  | Pokémon Paparazzi                      | Pokémon Paparazzi                  | Lichtkans Pikachu                                | 16 juli 1998      |
| 51  | Het Pittige Pokémon Examen             | The Ultimate Test                  | Pokémon League Certificatie Test!?               | 30 juli 1998      |
| 52  | Het Geheimzinnige Fok Center           | The Breeding Center Secret         | Pokémon Broeden                                  | 6 augustus 1998   |
| 53  | Prinses Tegen Prinses                  | Princess vs. Princess              | Hevige strijd! Pokémon meisjes festival          | 9 juli 1998       |
| 54  | De Purr-fecte Held                     | The Purr-fect Hero                 | Het is kinderdag! Massaal toegejuicht            | 9 juli 1998       |
| 55  | Moeilijke Raadsels                     | Riddle Me This                     | Vurig Gevecht in Cinnibar Gym                    | 13 augustus 1998  |
| 56  | De Brullende Vulkaan                   | Volcanic Panic                     | Beslissend Gevecht                               | 20 augustus 1998  |
| 57  | Blastoise Eiland In Een Roes           | Beach Blank-Out Blastoise          | Squirtle Eiland                                  | 27 augustus 1998  |
| 58  | De Misty-rieuze Zeemeermin             | The Misty Mermaid                  | Vechten in Water                                 | 3 september 1998  |
| 59  | Het Ruimteschip Van Clefairy           | Clefairy Tales                     | Clefairy tegen Jigglypuff                        | 10 september 1998 |
| 60  | Het Gevecht Voor De Badge              | The Battle of the Badge            | Wij Hebben de Laatste Badge                      | 17 september 1998 |
| 61  | De Fratsen Van Mr. Mime                | It's Mr. Mimie Time                | Mr. Mime en het Pokemon Circus                   | 24 september 1998 |
| 62  | De Kerstman Is Een Jynx                | Holiday Hi-Jynx                    | Jynx en Kerst                                    | 5 oktober 1998    |
| 63  | Verdwaald In De Sneeuw!                | Snow Way Out!                      | Onix als Bivak                                   | 5 oktober 1998    |
| 64  | De Krachtmeting In Het Po-ké Kamp      | Showdown at the Po-ké Corrall      | Duel Met de Rivaal                               | 8 oktober 1998    |
| 65  | De Evolutie Sensatie                   | The Evolution Solution             | Slowpoke Evolueert in Slowbro                    | 15 oktober 1998   |
| 66  | De Pi-Kahuna                           | The Pi-Kahuna                      | Legende van de Surfende Pikachu                  | 22 oktober 1998   |
| 67  | Ruim Baan Voor Gloom                   | Make Room for Gloom                | Gloom in de Tuin                                 | 29 oktober 1998   |
| 68  | De Helden Van Het Witte Doek!          | Lights, Camera, Quacktion!         | Pokémon: De Film                                 | 5 november 1998   |
| 69  | Naar Het Westen, Jonge Meowth          | Go West, Young Meowth              | Waarom Meowth Kan Praten                         | 12 november 1998  |
| 70  | Het Overmeesteren Van Onix!            | To Master the Onixpected!          | De Geheimen van Pokémon Training                 | 19 november 1998  |
| 71  | Geheimen Uit De Oudheid                | The Ancient Puzzle of Pokemopolis  | Een Gevecht van Historische Pokémon              | 26 november 1998  |
| 72  | Slecht Tot Op Het Bot                  | Bad to the Bone                    | Marowaks Vriendschap                             | 3 december 1998   |
| 73  | In Vuur En Vlam!                       | All Fired Up!                      | Moltres! Opening van de Pokémon League!          | 10 december 1998  |
| 74  | De Eerste Ronde!                       | Round One - Begin!                 | Pokémon League Openingsgevecht in het Water      | 17 december 1998  |
| 75  | Vuur En IJs                            | Fire and Ice                       | Gevecht Met Arcanine op het IJs                  | 24 december 1998  |
| 76  | Het Vierde Ronde Gerommel              | Fourth Round Rumble                | Formidabele Rivaal op het Gras                   | 1 januari 1999    |
| 77  | Een Echte Vriend                       | A Friend In Deed                   | Nieuwe Rivaal?                                   | 7 januari 1999    |
| 78  | Zowel Vriend Als Vijand                | Friend and Foe Alike               | Duel met Ritchie                                 | 14 januari 1999   |
| 79  | Vrienden Voor Het Leven                | Friends to the End                 | Einde van de Pokémon League                      | 21 januari 1999   |

### Seizoen 2: Orange Islands
| Nr.      | Titel aflevering NL            | Titel aflevering VS             | Titel aflevering JP (NL vertaling)      | Uitzenddatum JP   | Uitzenddatum VS   |
| -------- | ------------------------------ | ------------------------------- | --------------------------------------- | ----------------- | ----------------- |
| 083 / 01 | Een Pittig Feestje             | Pallet Party Panic              | Nog Een Avontuur                        | 28 januari 1999   |                   |
| 084 / 02 | Angst In De Lucht              | A Scare in the Air              | Luchtschip Ongeluk                      | 4 februari 1999   | 8 januari 2000    |
| 085 / 03 | Een Pokéball Met Hindernissen  | Pokéball Peril                  | Pokémon en Pokeball in het Zuiden       | 11 februari 1999  | 15 januari 2000   |
| 086 / 04 | De Verdwaalde Lapras           | The Lost Lapras                 | Lapras in Familiezaken                  | 18 februari 1999  | 22 januari 2000   |
| 087 / 05 | Een Wedstrijd Op Zee           | Fit to be Tide                  | Orange League! Mikan Gym!               | 25 februari 1999  | 5 februari 2000   |
| 088 / 06 | Pikachu Komt In Opstand        | Pikachu Re-Volts                | Mysterie van de Verdwijnende Pokémon    | 4 maart 1999      | 5 februari 2000   |
| 089 / 07 | De Kristallen Onix             | The Crystal Onix                | Kristallen Onix                         | 11 maart 1999     | 5 februari 2000   |
| 090 / 08 | De Roze Pokémon                | In the Pink                     | Roze Pokémon                            | 18 maart 1999     | 12 februari 2000  |
| 091 / 09 | Het Schild Van Kabuto!         | Shell Shock!                    | Geheim van Fossielen Kabuto             | 25 maart 1999     | 4 maart 2000      |
| 092 / 10 | *The Show Must Go On!          | *Stage Fight!                   | Dans! Pokémon Showboot!                 | 1 april 1999      | 12 februari 2000  |
| 093 / 11 | Vaarwel Psyduck                | Bye Bye Psyduck                 | Adios Psyduck, Hallo Golduck            | 8 april 1999      | 26 februari 2000  |
| 094 / 12 | De Pokémon Beschermengel       | The Joy of Pokémon              | Zuster Varen Stijgende Golven           | 15 april 1999     | 4 maart 2000      |
| 095 / 13 | Navel Manoeuvres               | Navel Maneuvres                 | Navel Eiland! Gevecht op Snow Mountain  | 22 april 1999     | 11 maart 2000     |
| 096 / 14 | De Vraatzuchtige Pokémon       | Snack Attack                    | Snorlax Paniek!                         | 29 april 1999     | 25 maart 2000     |
| 097 / 15 | Het Pokémon Spookschip         | A Shipful of Shivers            | Spookschip! Spook Pokémon               | 6 mei 1999        | 25 maart 2000     |
| 098 / 16 | De Heilige Meowth!             | Meowth Rules!                   | Meowths Eiland                          | 13 mei 1999       | 25 maart 2000     |
| 099 / 17 | Tracey Krijgt De Kriebels      | Tracey Gets Bugged              | Scyther wordt Soldaat                   | 20 mei 1999       | 1 april 2000      |
| 100 / 18 | Een Echte Slechte Dag          | A Way Off Day Off               | Pokémon in Zuidelijke Eilanden          | 27 mei 1999       | 8 april 2000      |
| 101 / 19 | *De Mandarin Island Miss Match | *The Mandarin Island Miss Match | Lorelei van de Elite Four! IJsgevecht!  | 3 juni 1999       | 15 april 2000     |
| 102 / 20 | Twee Verliefde Pokémon         | Wherefore Art Thou, Pokémon     | Nidorans Verhaal van de Liefde          | 10 juni 1999      | 22 april 2000     |
| 103 / 21 | Een Belangrijke Opdracht       | Get Along, Little Pokémon       | Magnemite in Vast Plains                | 17 juni 1999      | 29 april 2000     |
| 104 / 22 | De Duistere Dreiging           | The Mystery Menace              | Monster van het riool                   | 24 juni 1999      | 6 mei 2000        |
| 105 / 23 | Misty Neemt Een Besluit        | Misty Meets her Match           | Trovita Gym Type Gevecht! 3 tegen 3!    | 1 juli 1999       | 9 september 2000  |
| 106 / 24 | Pikachu In Moeilijkheden       | Bound For Trouble               | Pikachu tegen Meowth                    | 15 juli 1999      | 15 september 2000 |
| 107 / 25 | Een IJskoude Charizard         | Charizard Chills                | Charizard!Ik Kies Jou!                  | 22 juli 1999      | 2 september 2000  |
| 108 / 26 | Het Pokémon Watergevecht       | The Pokémon Water War           | Squirtle tegen Wartortle                | 29 juli 1999      | 26 augustus 2000  |
| 109 / 27 | Het Pokémon Voedselgevecht!    | Pokémon Food Fight!             | Branden! Snorlax!                       | 5 augustus 1999   | 19 augustus 2000  |
| 110 / 28 | De Dubbele Uitdaging           | Pokémon Double Trouble          | Het Laatste Gevecht! De Laatste Gym!    | 12 augustus 1999  | 9 september 2000  |
| 111 / 29 | De Ongewone Observator!        | The Wacky Watcher!              | Magikarp! Het ware Geheim               | 19 augustus 1999  | 16 september 2000 |
| 112 / 30 | De Verdeelspoor Omweg          | Stun Spore Detour               | Poliwag en Misty                        | 26 augustus 1999  | 16 september 2000 |
| 113 / 31 | Hallo, Pummelo!                | Hello, Pummelo!                 | Winnaars Cup! 6 tegen 6!                | 2 september 1999  | 23 september 2000 |
| 114 / 32 | De Komst Van De Dragonite      | Enter The Dragonite             | Eindwedstrijd! Dragonites Verschijning! | 9 september 1999  | 23 september 2000 |
| 115 / 33 | Viva Las Lapras                | Viva Las Lapras                 | Tot Ziens Lapras                        | 16 september 1999 | 30 september 2000 |
| 116 / 34 | De Ondergrondse Drijvers       | The Underground Round-Up        | Electrodes Verschrikkelijke Explosie!   | 23 september 1999 | 30 september 2000 |
| 117 / 35 | Een Gespannen Situatie         | A Tent Situation                | Terugkeer naar Pallet Town              | 30 september 1999 | 7 oktober 2000    |
| 118 / 36 | De Hernieuwde Rivaliteit       | The Rivalry Revival             | Rivaal Confrontatie! Ash tegen Gary!    | 7 oktober 1999    | 14 oktober 2000   |

### Seizoen 3: The Johto Journeys
| Nr.     | Titel aflevering NL             | Titel aflevering VS           | Titel aflevering JP (NL vertaling)                     | Uitzenddatum JP  |
| ------- | ------------------------------- | ----------------------------- | ------------------------------------------------------ | ---------------- |
| 119 /01 | Kom niet aan die Totodile       | Don't Touch That 'dile        | New Bark Town! Waar de Wind van Nieuwe Beginners Waait | 14 oktober 1999  |
| 120 /02 | Een Lastige Tweestrijd          | The Double Trouble Header     | Casey’s Chikorita                                      | 21 oktober 1999  |
| 121 /03 | Een Sappig Verhaal              | A Sappy Ending                | Botsing! Heracross tegen Pinsir                        | 28 oktober 1999  |
| 122 /04 | Steengoeie Pokémon!             | Roll On, Pokémon!             | Donphan Vallei                                         | 4 november 1999  |
| 123 /05 | Verwarrende Waan!               | Illusion Confusion!           | Hoothoot en het Misterieuze Bos                        | 11 november 1999 |
| 124 /06 | Flower Power                    | Flower Power                  | Bellossoms Gevechtsdans                                | 18 november 1999 |
| 125 /07 | Spinarak Aanval                 | Spinarak Attack               | Spinarak! De laatste Detective Baan                    | 25 november 1999 |
| 126 /08 | Een Zeurderige Snubbull         | Snubble Snobbery              | Snubbulls prachtige Leven                              | 2 december 1999  |
| 127 /09 | De Hoorn Des Overvloeds         | The Little Big Horn           | Stantler! Het Bos der Illusies                         | 9 december 1999  |
| 128 /10 | Operatie Chikorita              | The Chikorita Rescue          | Koppige Chikorita                                      | 16 december 1999 |
| 129 /11 | Op een Blauwe Maan Dag          | Once in a Blue Moon           | Quagsire en de GS Bal                                  | 23 december 1999 |
| 130 /12 | Uitgefloten                     | The Whistle Stop              | Lediba’s Fluit                                         | 1 januari 2000   |
| 131 /13 | Blisseys Onwetendheid           | Ignorance is Blissey          | Blissy de vrolijke Zuster                              | 6 januari 2000   |
| 132 /14 | De Strijd Van Bellsprout        | A Bout With Sprout            | Pokemon School en Bellsprouts Toren                    | 13 januari 2000  |
| 133 /15 | Bevecht een Vlieger met Vuur    | Fighting Flyer With Fire      | Krachtmeting in de Violet Gym                          | 20 januari 2000  |
| 134 /16 | Het Is Om Te Janken             | For Crying Out Loud           | Huilbaby Marill                                        | 27 januari 2000  |
| 135 /17 | Tank Je Wel!                    | Tanks A Lot!                  | Weide! Sentret en Togepi!                              | 3 februari 2000  |
| 136 /18 | Charizard's Brandende Verlangen | Charizard's Burning Ambitions | Charizard Vallei! Tot We Elkaar Weer Ontmoeten         | 10 februari 2000 |
| 137 /19 | Glimmen Om Te Winnen!           | Grin To Win!                  | Grote Paniek! Sunflora Wedstrijd!!                     | 17 februari 2000 |
| 138 /20 | Chikorita's Ontsteltenis        | Chikorita's Big Upset         | Chikorita’s Jaloezie                                   | 24 februari 2000 |
| 139 /21 | Vrienden Bij Slecht Weer        | Foul Weather Friends          | Hoppips Jaloezie! Gevecht in de Grote Prairie          | 2 maart 2000     |
| 140 /22 | Het Geheim Van De Superheld     | The Superhero Secret          | Superheld Raadsel! Gligar Man!                         | 19 maart 2000    |
| 141 /23 | Zacht en Wollig                 | Mild 'n Wooly                 | Mareep en het Weilandse Meisje!!                       | 16 maart 2000    |
| 142 /24 | Aangesloten voor een Gevecht!   | Wired For Battle!             | Gevecht! Heracross tegen Scizor                        | 23 maart 2000    |
| 143 /25 | Een Goeie Jacht                 | Good 'Quil Hunting            | Ik heb een Cyndaquil                                   | 30 maart 2000    |
| 144 /26 | De Droogte Werpt Een Schaduw    | A Shadow Of A Drought         | Azalea Town! Slowpokes Bron                            | 6 april 2000     |
| 145 /27 | In De Apricorn Gelogeerd!       | Going Apricorn!               | Pineco en de Apricorns                                 | 13 april 2000    |
| 146 /28 | Daar Heb Je De Beestjes         | Gettin' The Bugs Out          | Azalea Gym! Gevecht in het Bos                         | 20 april 2000    |
| 147 /29 | Een Bevlogen Verhaal            | A Farfetch'd Tale             | Ilex Forest! De Zoektocht naar Frafetch’d              | 27 april 2000    |
| 148 /30 | De Kneepjes van het Vak         | Tricks of the Trade           | Wobbufet en de Pokemon Uitwisseling                    | 4 mei 2000       |
| 149 /31 | Het Brandbestrijdingsteam       | The Fire-ring Squad           | Brand, Squirtle Bende! Als Vuur!!                      | 11 mei 2000      |
| 150 /32 | Klein Maar Fijn!                | No Big Woop!                  | Veel Whooper!                                          | 18 mei 2000      |
| 151 /33 | Het Licht in de Tunnel          | Tunnel Vision                 | Jigglypuff tegen Snubbell                              | 25 mei 2000      |
| 152 /34 | Het Uur van de Houndour         | Hour of the Houndour          | De Duister Pokemon Houndour!                           | 1 juni 2000      |
| 153 /35 | Het Totodile Duel               | The Totodile Duel             | Wie krijgt Totodile?! Ash tegen Misty!                 | 8 juni 2000      |
| 154 /36 | Een Vurige Strijd!              | Hot Matches!                  | Skarmory tegen Cyndaquil! Stalen Vleugels              | 15 juni 2000     |
| 155 /37 | Liefde Op Z'n Totodiles         | Love, Totodile Style          | Dansende Totodile! Pasjes van Liefde                   | 22 juni 2000     |
| 156 /38 | Een Vuil Spelletje!             | Fowl Play!                    | Anders Gekleurde Noctowl! Pak hem!!                    | 29 juni 2000     |
| 157 /39 | Gegrom in het Bos               | Forest Grumps                 | Ursaring in Shock                                      | 6 juli 2000      |
| 158 /40 | De Psycho Partner               | The Psychic Sidekicks         | Girafarig en de Pschychische Stad                      | 13 juli 2000     |
| 159 /41 | De Gelukzoekers                 | The Fortune Hunters           | Pokemon Waarzegging?! Nieuws!                          | 27 juli 2000     |

### Seizoen 4: Johto League Champions
| Nr.     | Titel aflevering NL                   | Titel aflevering VS         | Titel aflevering JP (NL vertaling)                            | Uitzenddatum JP   |
| ------- | ------------------------------------- | --------------------------- | ------------------------------------------------------------- | ----------------- |
| 160 /01 | Een Gouden Kans in Goldenrod          | A Goldenrod Opportunity     | Goldenrod Gym! Snelheid en Kracht!?!                          | 3 augustus 2000   |
| 161 /02 | Hoe een Haas een Koe Vangt            | A Dairy Tale Ending         | Miltank! Wraak Gevecht                                        | 10 augustus 2000  |
| 162 /03 | Met een Zucht in de Lucht             | Air Time!                   | Radio Toren Gevecht! Kruisingscentrum!                        | 17 augustus 2000  |
| 163 /04 | Een Feesie om een Beesie              | The Bug Stops Here          | Insect-Vogel voornamelijk! Gevangen in het Natuurpark         | 24 augustus 2000  |
| 164 /05 | Type Casting                          | Type Casting                | Waar is Sudowoodo                                             | 31 augustus 2000  |
| 165 /06 | Fossielenjagers                       | Fossil Fools                | De Historische Pokemon Omanyte! Belangrijk Evenement!         | 7 september 2000  |
| 166 /07 | We Gaan Door!                         | Carrying On!                | Pidgey de Postduif                                            | 14 september 2000 |
| 167 /08 | Een Complot in het Slot               | Hassle in the Castle        | Zubat Huis! Gevaarlijk Labyrinth                              | 21 september 2000 |
| 168 /09 | Twee Treffers en één Misser           | Two Hits and a Miss         | Bulbasaur tegen Hitmontop! Vechtende Strijd                   | 28 september 2000 |
| 169 /10 | Een Heet Water Gevecht                | A Hot Water Battle          | Drie in de Jungle! Hete Bron Gevecht                          | 5 oktober 2000    |
| 170 /11 | Een Haak, een Lijn, en een Grote Bek  | Hook, Line, and Stinker     | Seaking! Vissersgevecht                                       | 12 oktober 2000   |
| 171 /12 | De Schoonheid en de Fokker            | Beauty and the Breeder      | Dag Vulpix! Schoonheidswedstrijd                              | 19 oktober 2000   |
| 172 /13 | Een Betere Pil                        | A Better Pill to Swallow    | Bellsprout tegen Shuckle                                      | 26 oktober 2000   |
| 173 /14 | Elektrische Spanning!                 | Power Play!                 | Umbreon! Gevecht in de Maanloze Nacht                         | 2 november 2000   |
| 174 /15 | Bergen in Zicht                       | Mountain Time               | Ledian! Door de Winderige Vallei gaan                         | 9 november 2000   |
| 175 /16 | Wobbu-Beulen!                         | Wobbu-Palooza!              | Wobbufet Dorp                                                 | 16 november 2000  |
| 176 /17 | Imitatie Confrontatie                 | Imitation Confrontation     | Ik wil een Ditto Meester Zijn! De terugkeer van Duplica       | 23 november 2000  |
| 177 /18 | Problemen met Snubbull                | The Trouble with Snubbull   | Snubbel, Meowth en Granbull?!                                 | 30 november 2000  |
| 178 /19 | Ariados, Amigos                       | Ariados, Amigos             | Ariados en het Ninja Gevecht                                  | 7 december 2000   |
| 179 /20 | Vleugels En Zo                        | Wings 'N' Things            | Versla de Gevleugelde Yanma die door de Lucht van Morgen gaat | 14 december 2000  |
| 180 /21 | De Gras Route                         | The Grass Route             | Baby Skiploom! Gras Typer Pokemon Gevecht                     | 21 december 2000  |
| 181 /22 | De Appel Coöperatie!                  | The Apple Corp!             | Pichu en Pikachu                                              | 4 januari 2001    |
| 182 /23 | Houndoom's Speciale Bezorging         | Houndoom's Special Delivery | Houndoom en Togepi                                            | 11 januari 2001   |
| 183 /24 | Het Spookt Hier                       | A Ghost of a Chance         | Verbrande Toren! Morty Verschijnt                             | 18 januari 2001   |
| 184 /25 | Van Spook naar Spook                  | From Ghost to Ghost         | Ecruteak Gym! Een Spook Gevecht                               | 25 januari 2001   |
| 185 /26 | Een Potje op het Vuur                 | Trouble's Brewing           | De 5 Eevee Zusters! Het Theekransje Gevecht                   | 1 februari 2001   |
| 186 /27 | Het Is Niet Alles Goud Wat Er Blinkt! | All That Glitters!          | Murkrow! De Diefstal van de vier Badges                       | 8 februari 2001   |
| 187 /28 | Het Fantastische Licht                | The Light Fantastic         | Remoraids Lucht                                               | 15 februari 2001  |
| 188 /29 | OntBEERingen                          | UnBEARable                  | Teddiursa’s Geheim                                            | 22 februari 2001  |
| 189 /30 | Ontroerende Plaatjes                  | Moving Pictures             | De Mysterie van de Bevroren Sunkern                           | 1 maart 2001      |
| 190 /31 | Naar de Bron                          | Spring Fever                | Swinub! Op zoek naar de Hete Bronnen                          | 8 maart 2001      |
| 191 /32 | En Vast                               | Freeze Frame                | Articuno tegen Jigglyppuff                                    | 15 maart 2001     |
| 192 /33 | Gestolen Stenen!                      | The Stolen Stones!          | Arcanine en de Vuurstenen                                     | 22 maart 2001     |
| 193 /34 | De Dunsparce Desillusie               | The Dunsparce Deception     | Een Groep van Baby Dunsparce Experts                          | 29 maart 2001     |
| 194 /35 | De Weerbarstige Wobbuffet             | The Wayward Wobbuffet       | Een Wobbufet Ramp                                             | 5 april 2001      |
| 195 /36 | Ziek Zijn                             | Sick Daze                   | Brocks Instorting! Gevaarlijk Kamp                            | 12 april 2001     |
| 196 /37 | Meesters in de Ring                   | Ring Masters                | Feraligatr tegen Blastoise! Een Sumo Gevecht                  | 19 april 2001     |
| 197 /38 | De Poké Woordvoerder                  | The Poké Spokesman          | Zijn wij in staat om te Praten met Pokemon?                   | 26 april 2001     |
| 198 /39 | Alles Onder Controle!                 | Control Freak!              | Golbat tegen de Gemaskerde Jessie! Gevecht in de Ruïnes       | 3 mei 2001        |
| 199 /40 | De Kunst van Pokémon                  | The Art of Pokémon          | Smeargles Sporen! Schijnen in de Morgenzon                    | 10 mei 2001       |
| 200 /41 | Brocks Liefdesverdriet                | The Heartbreak of Brock     | Nidorina, Nidorino! Brocks kleur is Roze                      | 17 mei 2001       |
| 201 /42 | Schokkende Dingen                     | Current Events              | Dag Chikorita! Gevaarlijk Elektrisch Labyrinth                | 24 mei 2001       |
| 202 /43 | Bayleef en Leed                       | Turning Over a New Bayleef  | Waar is Bayleef? Gevangen bij de Kruiden Boerderij            | 31 mei 2001       |
| 203 /44 | Iets Natu-urlijkerwijs Doen           | Doin' What Comes Natu-rally | Waarzegger Natu! Voorschaduw, de Mysterie van de Toekomst     | 7 juni 2001       |
| 204 /45 | De Grote Luchtballonrace              | The Big Balloon Blow-Up     | Pokemon Ballon Race! Recht door de Storm                      | 14 juni 2001      |
| 205 /46 | De Zonde van de Filmacteur            | The Screen Actor's Guilt    | Pokemon Superster verliefd                                    | 21 juni 2001      |
| 206 /47 | Goed Zo, Rhydon!                      | Right on, Rhydon!           | Achtervolg de Zwemmende Rhydon! Een Meer van een Gevecht      | 28 juni 2001      |
| 207 /48 | De Kecleon Kaper                      | The Kecleon Caper           | Keckleon is ergens! Pokemon die je niet kan zien              | 5 juli 2001       |
| 208 /49 | Joy en de Waterpokémon                | The Joy of Water Pokémon    | Zuster Joy die Water Pokemon haat! Mysties Wraak              | 12 juli 2001      |
| 209 /50 | Heb je Miltank?                       | Got Miltank?                | Moeder Miltank! De Geheimen van de Woestijn                   | 19 juli 2001      |
| 210 /51 | Strijd om het Licht!                  | Fight for the Light!        | Vuurtoren Straling! Olivine City Gevecht                      | 26 juli 2001      |
| 211 /52 | Machoke, Machoke Man!                 | Machoke, Machoke Man!       | Cianwood City Gym! Worstelende Strijd                         | 2 augustus 2001   |

### Seizoen 5: Master Quest
| Nr.     | Titel aflevering NL                     | Titel aflevering VS                | Titel aflevering JP (NL vertaling)                                     | Uitzenddatum JP   |
| ------- | --------------------------------------- | ---------------------------------- | ---------------------------------------------------------------------- | ----------------- |
| 212 /01 | Rondom De Draaikolk                     | Around The Whirlpool               | Whirl Eilanden! Een nieuwe uitdaging bereiken                          | 9 augustus 2001   |
| 213 /02 | Vlieg Met Me Mee                        | Fly Me To The Moon                 | Pidgey en de Pidgey Detective! Nog steeds de Lucht in de gaten houden  | 16 augustus 2001  |
| 214 /03 | De Trek Van De Chinchou!                | Takin' It On the Chinchou!         | Reis naar het Strand! Chinchou bezitten                                | 23 augustus 2001  |
| 215 /04 | Een Corsola Kaper!                      | A Corsola Caper!                   | Een Vriend in Corsola Hierna! Krachtmeting op Yellowrock Eiland        | 30 augustus 2001  |
| 216 /05 | Mantine Overboord!                      | Mantine Overboard!                 | Mantine en de Sunkern Schip! Geheim Pokemon Raadsel                    | 6 september 2001  |
| 217 /06 | De Verstoten Octillery                  | Octillery The Outcast              | Octillery tegen Remoraid! Whirlpool Cup, kwalificerende ronde          | 13 september 2001 |
| 218 /07 | Strijdende Helden                       | Dueling Heroes                     | Whirlpool Cup! Een Groot Gevecht in het Water Colosseum                | 20 september 2001 |
| 219 /08 | De Perfecte Match!                      | The Perfect Match!                 | Ash tegen Misty! Whirlpool Cup laatste Gevecht                         | 27 september 2001 |
| 220 /09 | Eerst Zaaien... Dan Oogsten             | Plant It Now... Diglett Later      | Bescherm het Diglett dorp! Verbazende Kuilen Strategie                 | 4 oktober 2001    |
| 221 /10 | Ahoy Silver... Tabee!                   | Hi Ho Silver... Away!              | Legende van de Zilverveer! Silver Rock Eiland                          | 11 oktober 2001   |
| 222 /11 | Het Geheim Ontrafeld                    | The Mystery is History             | Mysterie Pokemon X                                                     | 18 oktober 2001   |
| 223 /12 | Ouders in de Val!                       | A Parent Trapped!                  | De gevangen Lugia                                                      | 25 oktober 2001   |
| 224 /13 | Beloofd is Beloofd                      | A Promise is a Promise             | Overeenkomst met Lugia                                                 | 1 november 2001   |
| 225 /14 | De Hulp van Noctowl                     | Throwing in the Noctowl            | Vlieg Trots Hoothoot! Als Doel: Olivine                                | 8 november 2001   |
| 226 /15 | Geen Stalen Maar Steelix Zenuwen!       | Nerves of Steelix!                 | Olivine Gym! Tegen Steelix                                             | 15 november 2001  |
| 227 /16 | Bulbasaur... de Ambassadeur!            | Bulbasaur... the Ambassador!       | Dag Bulbasaur! Avontuur bij Oaks woning                                | 22 november 2001  |
| 228 /17 | Espeon, Niet Inbegrepen                 | Espeon, Not Included               | Sakura en Espeon! Ecruteak City opnieuw                                | 29 november 2001  |
| 229 /18 | De Klok Luidt Voor Ho-oh!               | For Ho-oh the Bells Toll!          | Suicune en Eusine! Legende van ho-oh                                   | 6 december 2001   |
| 230 /19 | Extreme Pokémon!                        | Extreme Pokémon!                   | Berijd De Snel Rennende Pokemon                                        | 13 december 2001  |
| 231 /20 | Een EI-zingwekkend Avontuur!            | An EGG-sighting Adventure!         | De Grote Politie Detective! Mysterie van het Ei dat verdwenen is       | 20 december 2001  |
| 232 /21 | Een Plan Uitbroeden                     | Hatching a Plan                    | Het Ei… Uitgebroed                                                     | 27 december 2001  |
| 233 /22 | Lasten en Lusten                        | Dues and Don'ts                    | Team Rocket en Delibird                                                | 10 januari 2002   |
| 234 /23 | En Maar Wachten Op een Vriend           | Just Waiting On a Friend           | Ninetales in de Mist                                                   | 17 januari 2002   |
| 235 /24 | Een Tyrogue vol Problemen               | A Tyrogue Full of Trouble          | Tyrouge en de Karate Koning Nobuhiko                                   | 24 januari 2002   |
| 236 /25 | Xatu en de Toekomst                     | Xatu the Future                    | De Grote Voorspelling van Xatu                                         | 31 januari 2002   |
| 237 /26 | Over Evolutie Gesproken                 | Talkin' 'Bout an Evolution         | Lance en de Rode Gyarados! Meer van Razernij                           | 7 februari 2002   |
| 238 /27 | De Woede der Onschuld                   | Rage of Innocence                  | De Razernij van de Rode Gyarados                                       | 15 februari 2002  |
| 239 /28 | Pryce Koud                              | As Cold As Pryce                   | Piloswine en Pryce van de winter                                       | 22 februari 2002  |
| 240 /29 | Onwijze Pryce, Kanjer!                  | Nice Pryce, Baby!                  | Mahogany Gym! IJs Gevecht                                              | 29 februari 2002  |
| 241 /30 | Waar de Wind Vandaan Komt               | Whichever Way the Wind Blows       | Belossom tegen Vilepume! Vrede in het Gras Weiland                     | 7 maart 2002      |
| 242 /31 | Als Je van Heet Houdt                   | Some Like it Hot                   | Magcargo! Vangst in de Hete Energie                                    | 14 maart 2002     |
| 243 /32 | Hocus Pokémon                           | Hocus Pokémon                      | Een grote Transformatie in de Pokemon Magie                            | 21 maart 2002     |
| 244 /33 | Zo Helder als Kristal                   | As Clear as Crystal                | Zapdos en het Kristal! Het geheim van het Meer                         | 28 maart 2002     |
| 245 /34 | Altijd Hetzelfde Liedje                 | Same Old Song and Dance            | Igglybuff Tweeling tegen Jigglypuff! Zing Concert                      | 11 april 2002     |
| 246 /35 | Steek Je Licht Op!                      | Enlighten Up!                      | Slowpokes Kennis! Ash' Kennis                                          | 18 april 2002     |
| 247 /36 | Wil de Echte Oak Nu Opstaan?            | Will the Real Oak Please Stand Up? | De Bedrieger Professor Oak! Komische Kurumi Krachtmeting               | 25 april 2002     |
| 248 /37 | Je Mag een Wens Doen                    | Wish Upon a Star Shape             | Cleffa, Clefairy en de Vallende Ster                                   | 2 mei 2002        |
| 249 /38 | Ga Uit Je Dak                           | Outrageous Fortunes                | De Evolutie van Poliwhirl                                              | 9 mei 2002        |
| 250 /39 | Een Sterk Staaltje Namaak!              | One Trick Phony!                   | Gevecht Park! Tegen Blastoise, Charizard en Venusaur                   | 16 mei 2002       |
| 251 /40 | Boontje Komt Om Zijn Loontje!           | I Politoed Ya So!                  | Politoed en cheerleading                                               | 23 mei 2002       |
| 252 /41 | Overgeslagen in Nederland en Vlaanderen | Overgeslagen in de VS              | De IJsgrot                                                             | 30 mei 2002       |
| 253 /42 | Schoonheid Zit van Binnen               | Beauty is Skin Deep                | Clair en Dratini                                                       | 6 juni 2002       |
| 254 /43 | Tanden Op Elkaar                        | Fangs for Nothin'                  | Blackthorn City Gyms Drakentand                                        | 13 juni 2002      |
| 255 /44 | De Vlam In de Pan!                      | Great Bowls of Fire!               | Dragonite! Roep de Keizerlijke Wraak                                   | 20 juni 2002      |
| 256 /45 | De Achtste, de Beste                    | Better Eight Than Never            | Blackthorn City Gym! Het laatste Gevecht                               | 27 juni 2002      |
| 257 /46 | Wynaut! Waarom Ook Niet?                | Why? Wynaut!                       | Wynaut! Wobbufet en de Gym Badges                                      | 4 juli 2002       |
| 258 /47 | Een Beetje Water Erbij                  | Just Add Water                     | Kustlijn Gym! Gevecht in het Midden van het Water                      | 11 juli 2002      |
| 259 /48 | Lang Leve de Lapras                     | Lapras of Luxury                   | Het Lied van Lapras                                                    | 18 juli 2002      |
| 260 /49 | Kom Er Maar Uit                         | Hatch Me if You Can                | Bescherm het Ei! Een leven was verstopt in de Storm                    | 25 juli 2002      |
| 261 /50 | Alle Ogen Gericht op Entei              | Entei at Your Own Risk             | Entei en Vrienden van de Hete Bronnen                                  | 1 augustus 2002   |
| 262 /51 | Een Bekroonde Prestatie                 | A Crowning Achievement             | Slowking! King’s Rock                                                  | 8 augustus 2002   |
| 263 /52 | Alle Ogen op Elekid                     | Here's Looking at You, Elekid      | Casey en Elekid                                                        | 15 augustus 2002  |
| 264 /53 | Jij Bent de Ster, Larvitar!             | You're a Star, Larvitar!           | Doe je Best Larvitar                                                   | 22 augustus 2002  |
| 265 /54 | Adres Unown!                            | Address Unown!                     | De Unknown van het wonderbaarlijke Land                                | 29 augustus 2002  |
| 266 /55 | De Moeder der Gevechten                 | Mother of All Battles              | Tyrannitar en Larvitar                                                 | 5 september 2002  |
| 267 /56 | Krab Doet de Sneasel                    | Pop Goes the Sneasel               | Sneasel en het Heilige Vuur                                            | 12 september 2002 |
| 268 /57 | Het Uur van het Vuur                    | A Claim to Fame                    | De Silver Tournament! De Terugkeer van Gary                            | 19 september 2002 |
| 269 /58 | Pokémon liefde                          | Love, Pokemon Style                | Voorrondes van het Kampioenschap! Het Gevecht van de Vlam van Quillava | 26 september 2002 |
| 270 /59 | Erop of Eronder                         | Tie One On                         | Meganium tegen Bulbasaur! Energie van de Gras Types                    | 3 oktober 2002    |
| 271 /60 | De Banden Aanhalen                      | The Ties That Bind                 | Tournament Finales! Volledig Gevecht 6 tegen 6                         | 10 oktober 2002   |
| 272 /61 | In het Heetst van de Strijd             | Can't Beat the Heat                | Rivalen Krachtmeting! Blastoise tegen Charizard                        | 17 oktober 2002   |
| 273 /62 | Spelen met Vuur                         | Playing With Fire                  | Blaziken keert terug! Gevecht met Harrison                             | 24 oktober 2002   |
| 274 /63 | Johto Foto Finish                       | Johto Photo Finish                 | Naar het eind van het volledige Gevecht! Iedereen zijn eigen Weg!!     | 31 oktober 2002   |
| 275 /64 | Ik zie je later!                        | Gotta Catch Ya Later!              | Vaarwel… en dan weggaan!                                               | 7 november 2002   |
| 276 /65 | Alleen naar Hoenn!                      | Hoenn Alone!                       | Het afscheid met Pikachu                                               | 14 november 2002  |

## Pokémon: Advanced Generation(reeks 2)

### Seizoen 6: Advanced
| Nr.     | Titel aflevering NL           | Titel aflevering VS              | Titel aflevering JP (NL vertaling)                          | Uitzenddatum JP  |
| ------- | ----------------------------- | -------------------------------- | ----------------------------------------------------------- | ---------------- |
| 277 /01 | Eindelijk Op Weg!             | Get the Show on the Road!        | Een Nieuw Land! Een Nieuw Avontuur                          | 21 november 2002 |
| 278 /02 | Een Ruïne Met Uitzicht        | A Ruin With a View               | Oeroude Pokemon en Mysterieuze Teams!                       | 28 november 2002 |
| 279 /03 | Oost West, Hoenn Best         | There's No Place Like Hoenn      | Petalburg Gym! Tegen Norman                                 | 5 december 2002  |
| 280 /04 | Trotse Taillow                | You Can Never Taillow            | Veel Taillow! Veel Gevaar! Vangst in de Petalburgse Bossen! | 12 december 2002 |
| 281 /05 | Op Het Randje                 | In the Knicker of Time           | Zigzagoon en een Kereltje! Mays Eerste Gevecht              | 19 december 2002 |
| 282 /06 | Een Gestroopt Ego!            | A Poached Ego!                   | Team Rocket! Vaarwel tegen de Herrieschoppers!!             | 26 november 2002 |
| 283 /07 | Een Boom Van Een Treecko      | Tree's a Crowd                   | Treecko’s Bos! Bescherm de grote Boom!                      | 9 januari 2003   |
| 284 /08 | Een Verhaal Met Een Staart!   | A Tail With a Twist!             | Seviper tegen Treecko! Gevecht tot de Dood!                 | 16 januari 2003  |
| 285 /09 | Het Temmen Van De Shroomish   | Taming of the Shroomish!         | Bizar! De Mysterie van het Shroomish Huis!                  | 23 januari 2003  |
| 286 /10 | Jij Zei Een Mond Vol          | You Said a Mouthful!             | De Beste Pelliper Show van de Geschiedenis!                 | 30 januari 2003  |
| 287 /11 | Een Beet Om Nooit Te Vergeten | A Bite to Remember               | Mightyena en Poochyena! De Evolutie Mysterie!               | 6 februari 2003  |
| 288 /12 | Leve De Lotad                 | The Lotad Lowdown                | Lotad en de Drie Zussen van de Bloemenwinkel!               | 13 februari 2003 |
| 289 /13 | Beeldschone Beautifly!        | All Things Bright and Beautifly! | Contest! Beautiflys Prachtige Gevecht!                      | 20 februari 2003 |
| 290 /14 | Alles Draait Om Wurmple       | All in a Day's Wurmple           | Dubbel Gevecht en Dubbele Wurmple!?!                        | 27 februari 2003 |
| 291 /15 | Overmeester De School!        | Gonna Rule the School!           | Proberen te Leren! Pokemon Trainers School!                 | 6 maart 2003     |
| 292 /16 | Winnaar Met Een Neuslengte!   | Winner by a Nosepass!            | Rustboro Gym! Nosepass’ Geheime Wapen!                      | 13 maart 2003    |
| 293 /17 | De Trap Op Naar Devon         | Stairway to Devon                | Devon Bedrijf! De Schaduw van Team Aqua!                    | 20 maart 2003    |
| 294 /18 | Met Wat Geluk En Een Wingull  | On a Wingull and a Prayer        | De Oude Man Briny en Peeko de Wingull!                      | 27 maart 2003    |
| 295 /19 | Sharpedo Aanval!              | Sharpedo Attack!                 | Ontsnap! Sharpedo’s Eiland!                                 | 3 april 2003     |
| 296 /20 | Trotseer De Golf              | Brave the Wave                   | Dewford Gym! Nader Brawly de Surfende Gym Leider!           | 10 april 2003    |
| 297 /21 | Welke Wurmple Is De Goeie?    | Which Wurmple's Which?           | Wurmple tegen Wurmple! Welke is Welke!?!                    | 17 april 2003    |
| 298 /22 | Een Hele Berg Problemen       | A Hole Lotta Trouble             | Steven! Aron en Aggron!                                     | 24 april 2003    |
| 299 /23 | Corphish Vissen               | Gone Corphishin'                 | De Ruwe Klant van de Zee! Corphish nadert!                  | 1 mei 2003       |
| 300 /24 | Een Corphish Op Het Droge!    | A Corphish Out of Water!         | Ren Ash! Steek de Caravanha Rivier over!                    | 8 mei 2003       |
| 301 /25 | Een Mudkip Missie!            | A Mudkip Mission!                | De Geheime Vijver! Vol met Mudkip!                          | 15 mei 2003      |
| 302 /26 | Neem Dat Maar Voor Nuzleaf!   | Turning Over a New Nuzleaf!      | Aanval van de Nuzleaf Familie!                              | 22 mei 2003      |
| 303 /27 | Drie Is Te Veel               | A Three Team Scheme              | Team Magma tegen Team Aqua! Geheime Basis Gevecht!          | 29 mei 2003      |
| 304 /28 | Eerst Zien, Dan Geloven!      | Seeing is Believing              | Beautifly en Dustox! De Laatste Evoluties!                  | 5 juni 2003      |
| 305 /29 | Ik Schrik Me Een Sableye!     | Ready, Willing and Sableye!      | De Schrikker Sableye!                                       | 12 juni 2003     |
| 306 /30 | Een Echt Meditite Gevecht!    | A Meditite Fight!                | Meditite en het Gevechts Meisje! In de Storm!               | 19 juni 2003     |
| 307 /31 | Vechten Met Geisers           | Just One of the Geysers          | Dewford Gym Strijd Opnieuw! Surfende Gevechtsveld!          | 26 juni 2003     |
| 308 /32 | Verlaat Het Schip!            | Abandon Ship!                    | Het verlaten Schip! De Kruipende Schaduw!                   | 3 juli 2003      |
| 309 /33 | Dat Is Flower Power!          | Now That's Flower Power!         | Een Rivaal voor May! Intensieve Pokemon Contest Training!   | 10 juli 2003     |
| 310 /34 | Een Wailord In Nood           | Having a Wailord of a Time       | Het Grote Paniek van de Starter-Pokemon!                    | 17 juli 2003     |
| 311 /35 | Winnen Of Verliezen Van Drew  | Win, Lose, or Drew!              | May! De Eerste Pokemon Contest Uitdaging!                   | 24 juli 2003     |
| 312 /36 | De Goedkeuring Van Spheal     | The Spheal of Approval           | Bescherm het Oceanen Museum! Aanval van Team Magma!         | 31 juli 2003     |
| 313 /37 | In De Bres Voor Joy           | Jump for Joy!                    | De Schoonheid en het Beest! Shiftry en Zuster Joy!          | 7 augustus 2003  |
| 314 /38 | Een Vreemd Soort Mist         | A Different Kind of Misty!       | Plusle & Minun! De Vuurtoren op de Berg!                    | 14 augustus 2003 |
| 315 /39 | Het Trukenhuis                | A PokéBlock Party!               | Zing! Pokemon Trukenhuis!                                   | 21 augustus 2003 |
| 316 /40 | Wat Is Er Met Wattson?        | What's With Wattson?             | Mauville Gym! Wattsons Elektrische Schok Gevecht!           | 28 augustus 2003 |

### Seizoen 7: Advanced Challenge
| Nr.     | Titel aflevering NL            | Titel aflevering VS               | Titel aflevering JP (NL vertaling)                                     | Uitzenddatum JP   |
| ------- | ------------------------------ | --------------------------------- | ---------------------------------------------------------------------- | ----------------- |
| 317 /01 | Wat Je Zaait Zul Je Oogsten    | What You Seed is What You Get     | Treeckos Nieuwe Aanval!! Watmel Fields Kogel Zaad!                     | 4 september 2003  |
| 318 /02 | Vluchtige Liefde               | Love at First Flight              | Volbeat & Illumise! Dans van de Liefde!                                | 11 september 2003 |
| 319 /03 | Het Begon Bij Bagon            | Let Bagons Be Bagons              | Vlieg Bagon! Op naar de toekomst!                                      | 18 september 2003 |
| 320 /04 | De Prinses En De Togepi        | The Princess and the Togepi       | De Terugkeer Van Misty! Togepi en het Luchtspiegelings Rijk!!          | 25 september 2003 |
| 321 /05 | Een Togepi Luchtspiegeling!    | A Togepi Mirage!                  | De Luchtspiegeling! Togepi's paradijs!!                                | 2 oktober 2003    |
| 322 /06 | De Kokend Hete Camerupt!       | Candid Camerupt                   | Winstrate Familie! 4 tegen 4!                                          | 9 oktober 2003    |
| 323 /07 | Hier Is Skitty!                | I Feel Skitty!                    | Skitty en aromatherapie!                                               | 16 oktober 2003   |
| 324 /08 | Zigzag Zangoose!               | Zig Zag Zangoose                  | Zangoose & Seviper! Rivalen confrontatie!                              | 23 oktober 2003   |
| 325 /09 | Maximaal Max!                  | Maxxed Out!                       | Max & Max! Bescherm Surskit!                                           | 30 oktober 2003   |
| 326 /10 | Neppers En Toppers             | Pros and Con Artists              | Pokémon Toernooi! Fallabor Conventie!                                  | 6 november 2003   |
| 327 /11 | Kom Op May!                    | Come What May!                    | Tegen Medicham! Toernooi gevecht!                                      | 13 november 2003  |
| 328 /12 | Ontmoediging                   | Cheer Pressure                    | Plusle & Minun! Weg assistenten!                                       | 20 november 2003  |
| 329 /13 | Winnen Door Bijstand           | Game Winning Assist               | Skitty & Bijstand! Landschap vol Numel!                                | 27 november 2003  |
| 330 /14 | Vecht Voor De Meteoriet        | Fight for the Meteorite           | Opnieuw, Team Magma tegen Team Aqua! Mt. Chimney gevecht!              | 4 december 2003   |
| 331 /15 | Poëzie Commotie!               | Poetry Commotion!                 | De nieuwe Gym Leider, Flannery! Strijveld vol gaten                    | 11 december 2003  |
| 332 /16 | Erop Of Eronder                | Going, Going, Yawn                | Hete strijd! Win De Hitte Badge!                                       | 18 december 2003  |
| 333 /17 | Een Spannende Strijd Om Spinda | Going for a Spinda                | Heel veel Spinda! Achter De Berg op Zoek naar Geluk!                   | 25 december 2003  |
| 334 /18 | Op Hete Torkoalen Zitten       | All Torkoal, No Play              | Door Steel Valley! Torkoal tegen Steelix                               | 8 januari 2004    |
| 335 /19 | Manectrische Ontlading         | Manectric Charge                  | Terug bij de Mauville Gym! Tegen Manectric!                            | 15 januari 2004   |
| 336 /20 | Kattige Delcatty               | Delcatty Got Your Tongue          | Skitty & Delcatty! Op bezoek bij de legendarische Pokémon Co-ordinator | 22 januari 2004   |
| 337 /21 | Een Machtig Masker             | Disaster of Disguise              | De gemaskerde Co-ordinator                                             | 29 januari 2004   |
| 338 /22 | Een Grimmige Strijd            | Disguise Da Limit                 | Verdanturf Town! Pokémon Toernooi!                                     | 5 februari 2004   |
| 339 /23 | Bedank Lombre Voor De Regen    | Take the Lombre Home              | Solrock & Lombre! De legende van het bos                               | 12 februari 2004  |
| 340 /24 | Swablu Taboe!                  | True Blue Swablu!                 | Lucht vol Swablu! De kracht van May!                                   | 19 februari 2004  |
| 341 /25 | Gulzige Gulpin!                | Gulpin It Down!                   | De grote Gulpin ontruimings strategie                                  | 26 februari 2004  |
| 342 /26 | Exploud Explosie               | Exploud and Clear                 | Cruciale situatie! Exploud tegen Grovyle!                              | 4 maart 2004      |
| 343 /27 | Hallo, Ludicolo!               | Go Go Ludicolo                    | Dans gevecht! Ludicolo!                                                | 11 maart 2004     |
| 344 /28 | Een Dubbel Dilemma             | The Double Dilemma                | Papa, de idool?!? Neppe Gym Leider!                                    | 18 maart 2004     |
| 345 /29 | Op Z'n Petalburgs!             | Love, Petalburg Style!            | Petalburg Gym Crisis! Thuis Crisis!                                    | 25 maart 2004     |
| 346 /30 | Macht Vraagt Om Kracht         | Balance of Power                  | Petalburg Gym! De Vijfde Badge!!                                       | 1 april 2004      |
| 347 /31 | Een Half Dozijn Venijn         | Six Pack Attack                   | Professor Oak & Professor Birch! Geheime Basis gevecht!                | 8 april 2004      |
| 348 /32 | Scheiden Doet Lijden           | The Bicker the Better             | Dubbel gevecht! Ash tegen May!                                         | 15 april 2004     |
| 349 /33 | Gedonder Met Gras Pokémon      | Grass Hysteria                    | Koning van het verboden woud! Venusaur                                 | 22 april 2004     |
| 350 /34 | Wel Alle Pokéballen!           | Hokey Pokeballs!                  | Bulbasaur & Bulbasaur! Het terugbrengen van de PokéBalls               | 29 april 2004     |
| 351 /35 | Whiscash En Ash                | Whiscash and Ash                  | Krachtmeting! De Vis Legende & de reuze Whiscash                       | 6 mei 2004        |
| 352 /36 | Het Geheim Van De Baltoy       | Me, Myself and Time               | Baltoy & de ruïnes in de mist                                          | 13 mei 2004       |
| 353 /37 | De Vriendelijke Fan            | A Fan with a Plan                 | Formidabele vijand!? Deelname van de Moeder co-ordinator               | 20 mei 2004       |
| 354 /38 | Een Leerzaam Verlies           | Cruisin' For a Losin'             | Pokémon Toernooi! Rubello Competitie                                   | 27 mei 2004       |
| 355 /39 | Wie De Parel Past              | Pearls are a Spoink's Best Friend | Spoinks verloren parel                                                 | 3 juni 2004       |
| 356 /40 | Pico Bello, Swellow!           | That's Just Swellow!              | De uitdaging begint! Lucht strijd PokéRing!!                           | 10 juni 2004      |
| 357 /41 | Spookt Het, Of Shuppet?        | Take This House and Shuppet       | Het landhuis van Shuppet                                               | 17 juni 2004      |
| 358 /42 | Een Shroomish Schermutseling   | A Shroomish Skirmish              | Het bos van de gevecht koning! Combusken tegen Breloom                 | 24 juni 2004      |
| 359 /43 | Mooi Weer Stelen               | Unfair Weather Friends            | Castform en het Weer Instituut                                         | 1 juli 2004       |
| 360 /44 | Wie Vliegt Eruit?              | Who's Flying Now?                 | Fortree City's Veren Festival!                                         | 8 juli 2004       |
| 361 /45 | Hemelhoog Gymgevecht!          | Sky High Gym Battle!              | Fortree Gym! Gevecht In De Lucht!                                      | 15 juli 2004      |
| 362 /46 | Licht, Camerupt, Actie!        | Lights, Camerupt, Action          | De film draaiende Camerupt                                             | 22 juli 2004      |
| 363 /47 | Zo Gek Als Een Lunatone        | Crazy as a Lunatone               | Mysterie! Pokémon uit de ruimte?                                       | 29 juli 2004      |
| 364 /48 | De Hof Van Eten                | The Garden of Eatin'              | De Snorlax in Slakoths bananentuin                                     | 5 augustus 2004   |
| 365 /49 | De Schrik Van Je Leven         | A Scare to Remember               | Pikachu... bij Team Rocket??                                           | 12 augustus 2004  |
| 366 /50 | Pokéblock En Ander Voer        | Pokeblock, Stock and Berry        | Aankomst in Lilycove City! PokéBlocks en Luchttroef!                   | 19 augustus 2004  |
| 367 /51 | Lessen In Lilycove             | Lessons In Lilycove               | Pokémon Toernooi! Lilycove Competitie                                  | 26 augustus 2004  |
| 368 /52 | Dag Des Oordeels!              | Judgment Day!                     | De Drie Evoluties! Scheidsrechters School Eiland                       | 2 september 2004  |

### Seizoen 8: Advanced Battle
| Nr.     | Titel aflevering NL                        | Titel aflevering VS                      | Titel aflevering JP (NL vertaling)                                         | Uitzenddatum JP   | Uitzenddatum VS   | Uitzenddatum NL |
| ------- | ------------------------------------------ | ---------------------------------------- | -------------------------------------------------------------------------- | ----------------- | ----------------- | --------------- |
| 369 /01 | Clamperl Der Wijsheid                      | Clamperl of Wisdom                       | Spoink en Clamperl! Zoek de Parel!                                         | 9 september 2004  | 17 september 2005 | 2 april 2007    |
| 370 /02 | De Relicanth Kan Het                       | The Relicanth Really Can                 | Relicanth en de Diepzeeschat!                                              | 16 september 2004 | 24 september 2005 | 3 april 2007    |
| 371 /03 | De Evolutie Oorlog                         | The Evolutionary War                     | Huntail en Gorebyss! Evolutie Mysterie!                                    | 23 september 2004 | 1 oktober 2005    | 4 april 2007    |
| 372 /04 | Trainingswrakken                           | Training Wrecks                          | Muscle Gevecht!? Dubbel Gevecht!                                           | 30 september 2004 | 8 oktober 2005    | 5 april 2007    |
| 373 /05 | Groudon Winnen                             | Gaining Groudon                          | Groudon tegen Kyogre! Deel 1                                               | 7 oktober 2004    | 15 oktober 2005   | 6 april 2007    |
| 374 /06 | De Strijd Der Legendes                     | The Scuffle of Legends                   | Grouden tegen Kyogre! Deel 2                                               | 14 oktober 2004   | 22 oktober 2005   | 9 april 2007    |
| 375 /07 | Voor Mij Is Het Nog Steeds Rocket Roll     | It's Still Rocket Roll To Me             | Tate en Liza! Ruimtestation gevecht!                                       | 21 oktober 2004   | 29 oktober 2005   | 10 april 2007   |
| 376 /08 | Sterk Als Een Solrock                      | Solid As A Solrock                       | Mossdeep Gym! Lunatune en Solrock!                                         | 28 oktober 2004   | 5 november 2005   | 11 april 2007   |
| 377 /09 | Overgeslagen in Nederland en Vlaanderen    | Overgeslagen in de VS                    | Schuddend eiland gevecht! Barboach tegen Whiscash! (Overgeslagen in Japan) | N.V.T.            | N.V.T.            | N.V.T.          |
| 378 /10 | Wat Overmoed Doet                          | Vanity Affair                            | Zeeman! De Elite Vier Drake Nadert!                                        | 4 november 2004   | 12 november 2005  | 12 april 2007   |
| 379 /11 | Waar Is Armaldo?                           | Where's Armaldo?                         | Eiland van Dr. Morohoshi! Fossiel Pokémon Verschijnen!                     | 11 november 2004  | 19 november 2005  | 13 april 2007   |
| 380 /12 | Een Cacturne ten Kwade                     | A Cacturne for the worse                 | Izabe Island Pokémon Wedstrijd! Pas op voor de Rivaal!                     | 18 november 2004  | 26 november 2005  | 16 april 2007   |
| 381 /13 | Claydol, Groot en Sterk                    | Claydol, Big And Tall                    | Verzegel de Reusachtige Claydol                                            | 25 november 2004  | 3 december 2005   | 17 april 2007   |
| 382 /14 | Er Was Eens Een Mawile                     | Once in a Mawile                         | Verliefd aan het raken op Mawile! Lombres Bloemengelegenheid!              | 2 december 2004   | 10 december       | 18 april 2007   |
| 383 /15 | Wie Een Kuil Graaft...                     | Beg, Burrow and Steal                    | Trapinch & Vibrava! Meer Van Illusie                                       | 9 december 2004   | 17 december 2005  | 19 april 2007   |
| 384 /16 | Absol-ute Ellende                          | Absol-ute Disaster                       | Absol! Kruipende Schaduw van Ramp!                                         | 16 december 2004  | 7 januari 2006    | 20 april 2007   |
| 385 /17 | Let it Snow, Let it Snow, Laat het Snorunt | Let it Snow, Let it Snow, Let it Snorunt | Vang Snorunt!                                                              | 23 december 2004  | 14 januari 2006   | 23 april 2007   |
| 386 /18 | Hoor Ik een Ralts?                         | Do I Hear a Ralts?                       | Redt Ralts! Schiet op Max!                                                 | 6 januari 2005    | 21 januari 2006   | 24 april 2007   |
| 387 /19 | Op Naar de Achtste Gymbadge!               | The Great Eight Fate!                    | Sootopolis Gym! Adan, Artiest van het Water!Deel 1)                        | 13 januari 2005   | 28 januari 2006   | 25 april 2007   |
| 388 /20 | Acht is Niet Genoeg                        | Eight Ain't Enough                       | Sootopolis Gym! Adan, Artiest van het Water! (Deel 2)                      | 20 januari 2005   | 28 januari 2006   | 26 april 2007   |
| 389 /21 | Een Losgeslagen Linoone                    | Showdown at Linoone                      | Linoone! De Vorm Van Vriendschap!                                          | 27 januari 2005   | 4 februari 2006   | 27 april 2007   |
| 390 /22 | Wie, Wat, Waar, Wanneer, Wynaut?           | Who, What, When, Where, Wynaut?          | Wynauts Eiland der Luchtspiegeling!                                        | 3 februari 2005   | 4 februari 2006   | 30 april 2006   |
| 391 /23 | Donphan man zoekt Donphan vrouw            | Date Expectations                        | Rollout! De Verliefde Donphan!                                             | 10 februari 2005  | 1 april 2006      | 1 mei 2007      |
| 392 /24 | Groen van Jaloezie                         | Mean with Envy                           | Pokémon Wedstrijd - Pokémon Bijeenkomst(Deel 1)                            | 17 februari 2005  | 1 april 2006      | 2 mei 2007      |
| 393 /25 | Pacifidlog Gekte                           | Pacifidlog Jam                           | Pokémon Wedstrijd - Pokémon Bijeenkomst(Deel 2)                            | 24 februari 2005  | 8 april 2006      | 3 mei 2007      |
| 394 /26 | Bes, Bessen, Best                          | Berry, Berry Interesting                 | "May-Verukkelijk" vangt Munchlax                                           | 3 maart 2005      | 11 februari 2006  | 4 mei 2007      |
| 395 /27 | Minder is Morrison                         | Less is Morrison                         | De Rivaal komt! Morrison en Beldum!                                        | 24 maart 2005     | 11 februari 2006  | 7 mei 2007      |
| 396 /28 | De Lintjes Cup Kaper                       | The Ribbon Cup Caper                     | Mysterieuze Dief Brody en De Lintjes Cup Kaper                             | 17 maart 2005     | 18 februari 2006  | 8 mei 2007      |
| 397 /29 | Overgeslagen in Nederland en Vlaanderen    | Overgeslagen in de VS                    | Ash & May! Opwindende Gevechten in Hoenn!                                  | 24 maart 2005     | N.V.T.            | N.V.T.          |
| 398 /30 | Hé Ho Zilverwind!                          | Hi Ho Silver Wind!                       | Begin! Grand Festival (1)!                                                 | 7 april 2005      | 18 februari 2006  | 9 mei 2007      |
| 399 /31 | Bijstand is Bedrieglijk!                   | Deceit and Assist!                       | Hard Vechten! Grand Festival (2)!                                          | 7 april 2005      | 25 februari 2006  | 10 mei 2007     |
| 400 /32 | Drew Nadering                              | Rhapsody in Drew                         | De Beslissende Strijd! Grand Festival (3)!                                 | 7 april 2005      | 25 februari 2006  | 11 mei 2007     |
| 401 /33 | Eiland Tijd!                               | Island Time!                             | We gaan voor overleven!                                                    | 14 april 2005     | 4 maart 2006      | 14 mei 2007     |
| 402 /34 | Zet een Meowth voor je Raam Vannacht       | Like a Meowth to Flame                   | Aankomst in Ever Grande City! Meowth in Laarzen!                           | 21 april 2005     | 4 maart 2006      | 15 mei 2007     |
| 403 /35 | Gered Door De Beldum                       | Saved by the Beldum                      | Start de Voorrondes! Morrison verschijnt!                                  | 28 april 2005     | 11 maart 2006     | 16 mei 2007     |
| 404 /36 | Van Woorden naar Daden                     | Froms Bags to Riches                     | Opening! Ever Grande Toernooi!                                             | 5 mei 2005        | 11 maart 2006     | 17 mei 2007     |
| 405 /37 | Schokken en Banden                         | Shocks and Bonds                         | Naar De Toernooi Finales!Elke Dag Een Vurig Gevecht!                       | 12 mei 2005       | 18 maart 2006     | 18 mei 2007     |
| 406 /38 | In Zware Tweestrijd                        | A Judgment Brawl                         | En... Ga Verder Met Het Gevecht Dat Niet Verloren Kan Gaan!                | 19 mei 2005       | 18 maart 2006     | 21 mei 2007     |
| 407 /39 | Kiezen of Verliezen!                       | Choose It or Lose It!                    | Rivalen Confrontatie! Tegen Morrison!                                      | 26 mei 2005       | 25 maart 2006     | 22 mei 2007     |
| 408 /40 | Aan Het Eind Van De Strijd                 | At the End of the Fray                   | Het Laatste Harde Vechten! De Weg Naar Het Kampioenschap!                  | 16 juni 2005      | 25 maart 2006     | 23 mei 2007     |
| 409 /41 | Een Team vol Plannen                       | The Scheme Team!                         | Scott En De Strijd Der Grenzen                                             | 23 juni 2005      | 8 april 2006      | 24 mei 2007     |
| 410 /42 | Part Time bij Mr. Mime                     | The Right Place at the Right Mime        | Oaks Laboratorium! Iedereen Verzamelen!                                    | 30 juni 2005      | 15 april 2006     | 25 mei 2007     |
| 411 /43 | Een Cleffa Boel                            | A Real Cleffa-Hanger                     | Mt. Moon! Met Cleffa, Clefairy en Clefable!                                | 7 juli 2005       | 15 april 2006     | 28 mei 2007     |
| 412 /44 | Nummer Uno Articuno                        | Numero Uno Articuno                      | Eerste Gevecht! Strijdfabriek (Deel 1)                                     | 21 juli 2005      | 22 april 2006     | 29 mei 2007     |
| 413 /45 | Het Symbolen Leven                         | The Symbol Life                          | Eerste Gevecht! Strijdfabriek (Deel 2)                                     | 28 juli 2005      | 22 april 2006     | 30 mei 2007     |
| 414 /46 | Helemaal Weg Van Onix                      | Hooked on Onix                           | Het Koninkrijk Van Onix                                                    | 4 augustus 2005   | 6 mei 2006        | 31 mei 2007     |
| 415 /47 | De Ongrijpbare Jigglypuff                  | Rough Tough Jigglypuff                   | Jigglypuffs Lied! Vaders Lied!!                                            | 11 augustus 2005  | 13 mei 2006       | 1 juni 2007     |
| 416 /48 | Arcanine in de Wolken                      | On Cloud Arcanine                        | Rivalen Confrontatie! Tegen Arcanine!                                      | 18 augustus 2005  | 20 mei 2006       | 4 juni 2007     |
| 417 /49 | Een Psyduck Leventje                       | Sitting Psyduck                          | Psyducks Depressie                                                         | 25 augustus 2005  | 27 mei 2006       | 5 juni 2007     |
| 418 /50 | Voor Het Keukenblok!                       | Hail to the Chef!                        | Sneasel en Mr. Mime! Welk Restaurant?                                      | 1 september 2005  | 3 juni 2006       | 6 juni 2007     |
| 419 /51 | Het Dilemma Van Caterpie                   | Caterpie's Big Dilemma                   | Evolutie! Het Mysterie en Wonder!                                          | 8 september 2005  | 10 juni 2006      | 7 juni 2007     |
| 420 /52 | De Saffron Strijd                          | The Saffron Con                          | Pokémon Wedstrijd! Saffron Bijeenkomst(Deel 1)                             | 15 september 2005 | 17 juni 2006      | 8 juni 2007     |
| 421 /53 | Geen Obstakel te hoog voor Squirtle        | A Hurdle For Squirtle                    | Pokémon Wedstrijd! Saffron Bijeenkomst(Deel 2)                             | 22 september 2005 | 24 juni 2006      | 11 juni 2006    |
| 422 /54 | Toedel Noedel                              | Pasta la Vista                           | Nek-aan-Nek Vecht Dojo! May tegen Ash!!                                    | 29 september 2005 | 8 juli 2006       | 12 juni 2007    |

### Seizoen 9: Battle Frontier
| Nr.    | Titel aflevering NL                              | Titel aflevering VS                   | Titel aflevering JP (NL vertaling)                                | Uitzenddatum JP   | Uitzenddatum VS   | Uitzenddatum NL |
| ------ | ------------------------------------------------ | ------------------------------------- | ----------------------------------------------------------------- | ----------------- | ----------------- | --------------- |
| 423/01 | Wie Ziet Spoken?                                 | Fear Factor Phony                     | Psychisch tegen Geest! Middernacht Eindgevecht!!                  | 6 oktober 2005    | 8 september 2006  | 3 maart 2008    |
| 424/02 | Lieve Kleine James                               | Sweet Baby James                      | Mime Jr. Komt! Huis van Ontspanning!!                             | 13 oktober 2005   | 9 september 2006  | 3 maart 2008    |
| 425/03 | Eén Brock Onzekerheid                            | A Chip Off The Old Brock              | Mudkip en Flaaffy! Wondermiddel van Liefde!?                      | 20 oktober 2005   | 16 september 2006 | 5 maart 2008    |
| 426/04 | Het Zone Wiel                                    | Wheel of Frontier                     | Strijd Arena! Vecht Confrontatie                                  | 27 oktober 2005   | 16 september 2006 | 6 maart 2008    |
| 427/05 | Het Ei-zersterke Avontuur Van May                | May's Egg-Cellent Adventure!          | Het Fokcentrum & Het Pokemon Ei!                                  | 3 november 2005   | 23 september 2006 | 7 maart 2008    |
| 428/06 | Weekend Strijder                                 | Weekend Warrior                       | De Rivaal Is Een Salarisman??                                     | 10 november 2005  | 23 september 2006 | 8 maart 2008    |
| 429/07 | Het Oude Meer                                    | On Olden Pond!                        | Dragonairs Meer!                                                  | 17 november 2005  | 30 september 2006 | 11 maart 2008   |
| 430/08 | Theatrale Tactieken                              | Tactics Theatrics                     | Battle Dome! Fusie van Vuur en Water!                             | 24 november 2005  | 30 september 2006 | 12 maart 2008   |
| 431/09 | Tegen De Stroom In                               | Reversing The Charges                 | Tegenwerken! Angstig!Elekid!                                      | 1 december 2005   | 7 oktober 2006    | 13 maart 2008   |
| 432/10 | De Bos Beschermer                                | The Green Guardian                    | Pokémon Ranger Verschijnt! Celebi Redingsoperatie!                | 8 december 2005   | 7 oktober 2006    | 14 maart 2008   |
| 433/11 | Van Wieg Tot Redding                             | From Cradle To Save                   | Bonsly en De Ninja School!                                        | 15 december 2005  | 14 oktober 2006   | 17 maart 2008   |
| 434/12 | De Tijdsprong Heelt Alle Wonden                  | Time Warp Heals All Wounds!           | May Reist door de Tijd!                                           | 22 december 2005  | 14 oktober 2006   | 18 maart 2008   |
| 435/13 | De Slangenkoningin                               | Queen of the Serpentine               | Fors Gevecht in De Battle Pike! Tegen Pike Koningin Lucy!         | 5 januari 2006    | 21 oktober 2006   | 19 maart 2008   |
| 436/14 | Van Het Ongebaande Pad Af                        | Off The Unbeaten Path!                | Wie heeft de Overwinning!? Pokémon Oriëntatie!!                   | 12 januari 2006   | 21 oktober 2006   | 20 maart 2008   |
| 437/15 | Harley Gaat Weer Van Start                       | Harley Rides Again                    | Munchlax' Gevechtsdebuut! Harley Neemt Het Spel Serieus!          | 19 januari 2006   | 28 oktober 2006   | 21 maart 2008   |
| 438/16 | Vijfde Pokémon Aan De Wagen!                     | Odd Pokémon Out                       | Groville tegen Tropius! Grasveldgevecht!                          | 26 januari 2006   | 28 oktober 2006   | 24 maart 2008   |
| 439/17 | Een Vurige Strijd                                | Spontaneous Combusken                 | Pokemon Wedstrijd! Yuzuhira Bijeenkomst!                          | 2 februari 2006   | 4 november 2006   | 25 maart 2008   |
| 440/18 | De Banden Verbroken                              | Cutting the Ties that Bind            | Sceptile! Zonopkomst van Herrijzen                                | 9 februari 2006   | 4 november 2006   | 26 maart 2008   |
| 441/19 | Een Uitzicht Met Inzicht                         | Ka Boom With a View                   | Fors Vechten! Junglegevecht in de Battle Palace!                  | 16 februari 2006  | 11 november 2006  | 27 maart 2008   |
| 442/20 | Koning En Koningin Voor Een Dag!                 | King & Queen For a Day                | King Bonsly & Queen Mime Jr.!                                     | 23 februari 2006  | 11 november 2006  | 28 maart 2008   |
| 443/21 | Het Rode Gevaar Ontmaskerd                       | Curbing the Crimson Tide!             | De Rode Inazuma Wolkenkrabber!                                    | 2 maart 2006      | 18 november 2006  | 31 maart 2006   |
| 444/22 | Alles Voor De Liefde!                            | What I Did For Love!                  | Beslissend Spel! May tegen Brock!                                 | 9 maart 2006      | 18 november 2006  | 1 april 2006    |
| 445/23 | Drie Jynx En Een Baby!                           | Three Jynx and a Baby                 | Smoochum en de Drie Jynx Zussen!                                  | 9 maart 2006      | 25 november 2006  | 2 april 2008    |
| 446/24 | Spreken Is Zilver, Zwijgen Is Goud               | Talking A Good Game!                  | Salon Maagd Anabel Komt!                                          | 16 maart 2006     | 25 november 2006  | 3 april 2008    |
| 447/25 | De Tweede Keer Is Het Raak!                      | Second Time’s the Charm               | Battle Tower! Telepathisch Gevecht!                               | 23 maart 2006     | 27 november 2006  | 4 april 2008    |
| 448/26 | Pokémon Ranger - Deoxys In Moeilijkheden! Deel 1 | Pokémon Ranger! Deoxys Crisis! Part 1 | Pokémon Ranger! Deoxys Crisis! Deel 1                             | 13 april 2006     | 28 oktober 2006   | 7 april 2006    |
| 449/27 | Pokémon Ranger - Deoxys In Moeilijkheden! Deel 2 | Pokémon Ranger! Deoxys Crisis! Part 2 | Pokémon Ranger! Deoxys Crisis! Deel 2                             | 13 april 2006     | 28 oktober 2006   | 8 april 2006    |
| 450/28 | Het Is Niet Alles Goud Wat Er Blinkt             | All that Glitters is not Golden       | Sudowoodo! Legende Van Goud!                                      | 20 april 2006     | 28 november 2006  | 9 april 2008    |
| 451/29 | Ouwe Koeien, Nieuwe Sloot                        | New Plot – Odd Lot!                   | Harley en Team Rocket! De Vorming van de Schurkachtige Verdragen! | 27 april 2006     | 29 november 2006  | 10 april 2008   |
| 452/30 | Alles Op Alles                                   | Going for Choke!                      | May tegen Jessie! De Laatste Wedstrijd                            | 4 mei 2006        | 30 november 2008  | 11 april 2008   |
| 453/31 | De Goeie Ouwe Wisseltruc                         | The Ole’ Berate and Switch            | Team Rockets Verbreking!? Respectieve Wegen!                      | 11 mei 2006       | 4 december 2006   | 14 april 2008   |
| 454/32 | Maffe Ruimtes                                    | Grating Spaces                        | Brock en Ash! Verdedig Pewter Gym In Gevecht!                     | 18 mei 2006       | 5 december 2006   | 16 april 2008   |
| 455/33 | Strijd Met De Innerlijke Vijand                  | Battling the Enemy Within             | Battle Pyramide! Tegen Regirock!                                  | 25 mei 2006       | 6 december 2006   | 17 april 2008   |
| 456/34 | Koning Der Bergen                                | Slaking Kong                          | Marvel! Berg van de Gigantische Slaking                           | 8 juni 2006       | 7 december 2006   | 17 april 2008   |
| 457/35 | Wat Moet Je Daar Nou, May!                       | May, We Harley Drew’d Ya!             | Begin! Pokémon Wedstrijd-Grand Festival!                          | 15 juni 2006      | 11 december 2006  | 18 april 2008   |
| 458/36 | Tot Het Uiterste!                                | Thinning the Hoard                    | May tegen Harley! Dubbel Gevecht Op Podium                        | 22 juni 2006      | 12 december 2006  | 21 april 2008   |
| 459/37 | Op Weg Naar De Strijd Zone!                      | Channeling the Battle Zone            | May tegen Drew! Het Laatste Gevecht!                              | 29 juni 2006      | 13 december 2006  | 22 april 2008   |
| 460/38 | Aipom Streken!                                   | Aipom and Circumstance!               | Aipom en de Koning!                                               | 6 juli 2006       | 14 december 2006  | 23 april 2008   |
| 461/39 | Strategie Komt Morgen - Komedie Vanavond!        | Strategy Tomorrow – Comedy Tonight!   | Chatot en de Pokémon Komiek!                                      | 20 juli 2006      | 6 januari 2007    | 24 april 2008   |
| 462/40 | Duel In De Jungle                                | Duels Of The Jungle                   | Aanval! De Gewonde Weavile!                                       | 27 juli 2006      | 13 januari 2007   | 25 april 2008   |
| 463/41 | Strijd Zuster Joy!                               | Overjoyed!                            | Battle Piramide Weer! Tegen Registeel!                            | 3 augustus 2006   | 20 januari 2007   | 28 april 2008   |
| 464/42 | De Onverslaanbare Lichtheid Van Het Besef!       | The Unbeatable Lightness Of Seeing!   | May tegen Drew! Rivalen Voor altijd!                              | 10 augustus 2006  | 27 januari 2007   | 29 april 2008   |
| 465/43 | De Fijne Kneepjes Van Het Vak!                   | Pinch Healing!                        | Het Pokémon Center is Erg Druk!                                   | 17 augustus 2006  | 3 februari 2007   | 30 april 2008   |
| 466/44 | De Groep Van Vier Herenigd!                      | Gathering The Gang Of Four!           | Eerste Pokémon! Laatste Gevecht!                                  | 24 augustus 2006  | 10 februari 2007  | 1 mei 2008      |
| 467/45 | Grenzen Verleggen!                               | Pace – The Final Frontier!            | Besslisend Gevecht! Tegen Regice!                                 | 31 augustus 2006  | 17 februari 2007  | 2 mei 2008      |
| 468/46 | Nog Eén Keer Met Gejoel                          | Once More With Reeling                | Ash tegen May! Het Laatste Gevecht!!                              | 7 september 2006  | 24 februari 2007  | 5 mei 2008      |
| 469/47 | Uit Het Oog Aan De Start                         | Home Is Where The Start Is            | Het Einde van een Reis! Het Begin van een Reis!                   | 14 september 2006 | 3 maart 2007      | 6 mei 2008      |

## Pokémon: Diamond & Pearl(reeks 3)

### Seizoen 10: Diamond and Pearl
| Nr.    | Titel aflevering NL                     | Titel aflevering VS                    | Titel aflevering JP (NL vertaling)                        | Uitzenddatum JP   | Uitzenddatum VS   | Uitzenddatum NL |
| ------ | --------------------------------------- | -------------------------------------- | --------------------------------------------------------- | ----------------- | ----------------- | --------------- |
| 470/01 | Voor Het Eerst Op Reis!                 | Following a Maiden Voyage!             | Begin! Van Twinleaf Town naar Sandgem Town!               | 28 september 2006 | 4 juni 2007       | 12 mei 2008     |
| 471/02 | Twee Soorten Van Scheiding!             | Two Degrees of Seperation!             | Vind Pikachu! Route 202                                   | 28 september 2006 | 5 juni 2007       | 13 mei 2008     |
| 472/03 | Botsende Pokémon Werelden!              | When Pokémon Worlds Collide!           | Rivalen Gevecht! 3 tegen 3!                               | 28 september 2006 | 6 juni 2007       | 14 mei 2008     |
| 473/04 | Een Nieuw Tijdperk Voor Dawn!           | Dawn of a New Era!                     | Piplup tegen Budew! Dawns Eerste Gevecht!!                | 5 oktober 2006    | 7 juni 2007       | 15 mei 2008     |
| 474/05 | Een Driftige Aanwinst!                  | Gettin’ Twiggy With It!                | Vang Turtwig!                                             | 19 oktober 2006   | 11 juni 2007      | 16 mei 2008     |
| 475/06 | Elk Kereltje Zingt Zoals Die Gebekt Is! | Different Strokes for Different Blokes | Het Bos der Aarzeling! Paul Opnieuw!                      | 26 oktober 2006   | 12 juni 2007      | 19 mei 2008     |
| 476/07 | Even Doorbijten, Piplup!                | Like It or Lup It                      | Piplup houdt vol!                                         | 2 november 2006   | 13 juni 2007      | 20 mei 2008     |
| 477/08 | Gym Leugenaars!                         | Gymbaliar                              | Croagunk en de Mysterieuze Gym!                           | 9 november 2006   | 14 juni 2007      | 21 mei 2008     |
| 478/09 | Geef De Wereld Op Z'n Buneary!          | Setting the World on its Buneary!      | Laten we met Buneary spelen                               | 16 november 2006  | 18 juni 2007      | 22 mei 2008     |
| 479/10 | Pokétch Perikelen!                      | Not On My Watch Ya Don't!              | Poketch is niet Beschikbaar?!                             | 23 november 2006  | 19 juni 2007      | 23 mei 2008     |
| 480/11 | Vliegende Start Van Een Coördinator!    | Mounting a Coordinator Assault!        | Dawns Wedstrijd Debuut                                    | 7 december 2006   | 20 juni 2007      | 26 mei 2008     |
| 481/12 | Een Reusachtige Rivaal!                 | Arrival of a Rival                     | Wedstrijd Gevecht! Rivaal Confrontatie!                   | 14 december 2006  | 21 juni 2007      | 27 mei 2008     |
| 482/13 | Er Is Een Staravia Geboren!             | A Staravia is Born                     | Veel Geluk, Starly!                                       | 21 december 2006  | 25 juni 2007      | 28 mei 2008     |
| 483/14 | Laat Brock Maar Schuiven!               | Leave it to Brocko!                    | Laat het over aan Brock!                                  | 21 december 2006  | 26 juni 2007      | 29 mei 2008     |
| 484/15 | Voorproefjes Van Dingen Die Gaan Komen! | Shapes of Things to come!              | Oreburgh Gym! Roark tegen Paul!                           | 11 januari 2007   | 27 juni 2007      | 30 mei 2008     |
| 485/16 | Norse Bomen Vangen Veel Wind!           | A Gruff Act to Follow!                 | Cranidos tegen Pikachu!                                   | 18 januari 2007   | 28 juni 2007      | 2 juni 2008     |
| 486/17 | Wild In De Straten!                     | Wild in the Streets!                   | De Grote Last van de Oeroude Pokemon                      | 25 januari 2007   | 2 juli 2007       | 3 juni 2008     |
| 487/18 | Pas Op Voor Rampardos!                  | O'er the Rampardos We Watched!         | Oreburgh Gym Opnieuw! Beslissende Strijd Tegen Rampardos! | 1 februari 2007   | 3 juli 2007       | 4 juni 2008     |
| 488/19 | Trek Aan, Stoot Af!                     | Twice Smitten, Once Shy!               | Ik heb een Pachirisu! Is dat Oké??                        | 8 februari 2007   | 5 juli 2007       | 5 juni 2008     |
| 489/20 | Muiterij In Pokémonland!                | Mutiny in yhe Bounty!                  | Pokemon Jager J!                                          | 22 februari 2007  | 9 juli 2007       | 6 juni 2008     |
| 490/21 | Het Is Tijd Voor Een Evolutie!          | Ya See We Want an Evolution!           | De Sterkste Magikarp en de Meest Mooiste Feebas!          | 1 maart 2007      | 10 juli 2007      | 9 juni 2008     |
| 491/22 | Eens Geleend Blijft Geleend!            | Borrowing on Bad Faith!                | Pachirisu tegen Aipom! Pokemon Contest                    | 8 maart 2007      | 11 juli 2007      | 10 juni 2008    |
| 492/23 | Oog In Oog Met Steelix!                 | Faced with Steelix Determination       | Brullende Steelix! Bescherm het Bidoof Dorp!              | 15 maart 2007     | 12 juli 2007      | 11 juni 1008    |
| 493/24 | Zo Bak Je Zoete Verhaaltjes!            | Cooking Up a Sweet Story               | Krachtmeting! Ash tegen Pikachu?                          | 29 maart 2007     | 16 juli 2007      | 12 juni 2008    |
| 494/25 | Zeg Ken Jij Het Poffin Plan?            | Oh Do You Know the Poffin Plan         | De Gegeven Roserade en de Bloemenlegende!                 | 29 maart 2007     | 1 september 2007  | 13 juni 2008    |
| 495/26 | De Bibbers Voor De Wedstrijd!           | Getting the Pre-Contest Titters!       | Pokemon Wedstrijd! Floaroma Bijeenkomst!                  | 5 april 2007      | 1 september 2007  | 16 juni 2008    |
| 496/27 | Een Niet Zo Oude Schuld Vereffenen!     | Settling a Not-So-Old Score            | Beslissende Strijd! Piplup tegen Prinplup!                | 5 april 2007      | 8 september 2007  | 17 juni 2008    |
| 497/28 | Drifloon Op De Wind!                    | Drifloon on the Wind!                  | Drifloon en de Bezorger van de Noorderwind!               | 12 april 2007     | 15 september 2007 | 18 juni 2008    |
| 498/29 | De Kampioenstweeling!                   | The Champ Twins!                       | Ash en Dawn! Gered door het Dubbel Gevecht?               | 12 april 2007     | 22 september 2007 | 19 juni 2008    |
| 499/30 | Een Zoete Betovering!                   | Some Enchanting Sweeting               | Eterna Forest! Het Grote Burmy Evolutie Plan!             | 19 april 2007     | 29 september 2007 | 20 juni 2008    |
| 500/31 | De Gras Soort Is Altijd Groener!        | The Grass Type Is Always Greener       | Turtwig tegen Turtwig! Snelheids Krachtmeting!            | 26 april 2007     | 6 oktober 2007    | 23 juni 2008    |
| 501/32 | Een Boze Combee-Natie!                  | An Angry Combeenation                  | Vespiquen van het Amber Kasteel!                          | 3 mei 2007        | 13 oktober        | 24 juni 2008    |
| 502/33 | Gekleed Voor De Gelegenheid!            | All Dressed Up With Somewhere To Go!   | Het is Liefde! Pokemon Transformatie Bijeenkomst!         | 10 mei 2007       | 20 oktober 2007   | 25 juni 2008    |
| 503/34 | Buizel Je Hier Maar Eens Uit!           | Buizel Your Way Out Of This            | Buizel! De Weg naar Kracht!                               | 17 mei 2007       | 27 oktober 2007   | 26 juni 2008    |
| 504/35 | Genieten Met De Elite!                  | An Elite Meet And Greet                | De Elite Vier Lucian en Bronzong!                         | 24 mei 2007       | 3 november 2007   | 27 juni 2008    |
| 505/36 | Bol Van Mysteries!                      | The Secret Sphere Of Influence         | De Ruimtetijd Legende van Sinnoh!                         | 31 mei 2007       | 10 november 2007  | 30 juni 2008    |
| 506/37 | De Gras Menagerie!                      | A Grass Menagerie                      | Eterna Gym! Tegen Gardenia                                | 7 juni 2007       | 17 november 2007  | 1 juli 2008     |
| 507/38 | Happiny Is Geen Zacht Eitje!            | One Big Happiny Family                 | Explosieve Geboorte! Fietsroute!                          | 21 juni 2007      | 24 november 2007  | 2 juli 2008     |
| 508/39 | Zie Ginds Komt De Stoomboot!            | Steamboat Willies                      | Pikachu is de baas!                                       | 5 juli 2007       | 1 december 2007   | 3 juli 2008     |
| 509/40 | Supertraining!                          | Top-Down Training                      | Kampioen Cynthia verschijnt!                              | 19 juli 2007      | 8 december 2007   | 4 juli 2008     |
| 510/41 | Met Eén Been Op De Grond!               | A Stand-Up Sit-Down                    | Dawn, Zoey en de dubbele prestaties!                      | 26 juli 2007      | 15 december 2007  | 7 juli 2008     |
| 511/42 | Een Electrike Onder Hoogspanning!       | The Electrice Company                  | Electrike oefencentrum!                                   | 9 augustus 2007   | 22 december 2007  | 8 juli 2008     |
| 512/43 | Alice In Nachtmerrieland!               | Malice In Wonderland                   | Mismagius! Ontsnappen aan een nachtmerrie                 | 16 augustus 2007  | 29 december 2007  | 9 juli 2008     |
| 513/44 | Massa Hip-Po-Se!                        | Mass Hip-Po-Sis!                       | Red het verdwaald kind Hippopotas                         | 23 augustus 2007  | 5 januari 2008    | 10 juli 2008    |
| 514/45 | Opgejaagd!                              | Ill-Will Hunting                       | Jager J weer! Bescherm Shieldon!                          | 30 augustus 2007  | 12 januari 2008   | 11 juli 2008    |
| 515/46 | Wie Laby-Rent Het Hardst?               | A-Maze-ing Race!                       | Doolhof Verwisseling! Iedereen Dringen!                   | 13 september 2007 | 19 januari 2008   | 14 juli 2008    |
| 516/47 | Sandshrew, Een Schoolvoorbeeld          | Sandshrew's Locker                     | Mira, Abra en de bodem van het water!                     | 27 september 2007 | 26 januari 2008   | 15 juli 2008    |
| 517/48 | Overgeslagen in Nederland en Vlaanderen | Overgeslagen in de VS                  | Ash en Dawn! Storten zich op een nieuw avontuur           | 27 september 2007 | N.V.T.            | N.V.T.          |
| 518/49 | De Snelle Wedstrijd Van Dawn!           | Dawn's Early Night                     | Pokemon wedstrijd! Heartome bijeenkomst!                  | 4 oktober 2007    | 26 januari 2008   | 16 juli 2008    |
| 519/50 | Ieder Voor Zich!                        | Tag! We're It!                         | Iedereen neemt deel! Dubbel gevecht                       | 4 oktober 2007    | 1 februari 2008   | 17 juli 2008    |
| 520/51 | Vlammende Strijd!                       | Glory Blaze                            | Chimchar VS Zangoose! Gevecht van het lot                 | 18 oktober 2007   | 1 februari 2008   | 18 juli 2008    |
| 521/52 | Dat Is Pas Team Spirit!                 | Smells Like Team Spirit!               | Dubbel gevecht! De Finale                                 | 25 oktober 2007   | 1 februari 2008   | 21 juli 2008    |

### Seizoen 11: Diamond and Pearl – Battle Dimension
| Nr.    | Titel aflevering NL                               | Titel aflevering VS                           | Titel aflevering JP (NL vertaling)                                     | Uitzenddatum JP   | Uitzenddatum VS   | Uitzenddatum NL  |
| ------ | ------------------------------------------------- | --------------------------------------------- | ---------------------------------------------------------------------- | ----------------- | ----------------- | ---------------- |
| 522/01 | Tranen Van Angst!                                 | Tears For Fears                               | Chimchars Tranen                                                       | 8 november 2007   | 12 april 2008     | 16 februari 2009 |
| 523/02 | Zo Groen Als Gras!                                | Once There Were Greenfields                   | Gardenia en Cacnea! Vaarwel voor wie?                                  | 15 november 2007  | 19 april 2008     | 17 februari 2009 |
| 524/03 | De Grote Verwisseltruc!                           | Throwing A Track Switch!                      | Aipom en Buizel! Aparte wegen                                          | 22 november 2007  | 26 april 2008     | 18 februari 2009 |
| 525/04 | De Sluitsteen Floept Open!                        | The Keystone Pops!                            | Spiritomb en de rare steensleutel                                      | 29 november 2007  | 10 mei 2008       | 19 februari 2009 |
| 526/05 | Bibarel Knaagt Als De Beste!                      | Bibarel Gnaws Best!                           | Bibarel Begrepen                                                       | 6 december 2007   | 17 mei 2008       | 20 februari 2009 |
| 527/06 | Rondneuzen Op De Berg!                            | Nosing 'Round The Mountain!                   | Probopass! De brandende geest                                          | 6 december 2007   | 24 mei 2008       | 23 februari 2009 |
| 528/07 | De Blik Van Luxray                                | Luxray Vision                                 | Luxrays ogen                                                           | 13 december 2007  | 31 mei 2008       | 24 februari 2009 |
| 529/08 | Reis Naar De Unown!                               | Journey to the Unown                          | Het onbekende van de Solaceon ruïnes                                   | 20 december 2007  | 7 juni 2008       | 25 februari 2009 |
| 530/09 | Team Tegenslag!                                   | Team Shocker!                                 | Pokemon wedstrijd! De Solacean bijeenkomst                             | 20 december 2007  | 14 juni 2008      | 26 februari 2009 |
| 531/10 | Een Tank Vol Herinneringen!                       | Tanks for the Memories!                       | Miltank en het Meiden café                                             | 10 januari 2008   | 21 juni 2008      | 27 februari 2009 |
| 532/11 | Een Lek In Het Zuiverste Water!                   | Hot Springing A Leak!                         | Het Swinub trio en de hete bron gevechten                              | 17 januari 2008   | 28 juni 2008      | 2 maart 2009     |
| 533/12 | Met De Wind Mee!                                  | Riding the Winds of Change!                   | Gliscor en Gligar! Doortocht langs het luchtdoolhof                    | 24 januari 2008   | 5 juli 2008       | 3 maart 2009     |
| 534/13 | Zandvaardigheid!                                  | Sleight of Sand!                              | Pachirisu in Hippowdons muil                                           | 31 januari 2008   | 12 juli 2008      | 4 maart 2009     |
| 535/14 | Strategie Van Een Lijdende Leider!                | Lost Leader Strategy!                         | Lucario en het aura van de wraak!                                      | 7 februari 2008   | 19 juli 2008      | 5 maart 2009     |
| 536/15 | Over De Wedstrijdstreep!                          | Crossing the Battle Line!                     | Dawns eerste gym gevecht                                               | 14 februari 2008  | 26 juli 2008      | 6 maart 2009     |
| 537/16 | Drie Winkansen!                                   | A Triple Fighting Chance!                     | Veilstone Gym! Lucario tegen Buizel!!                                  | 28 februari 2008  | 2 augustus 2008   | 9 maart 2009     |
| 538/17 | De Wereld Van Team Galactic!                      | Enter Galactic!                               | Prachtige mode! De Naam Is Team Galactic!!                             | 6 maart 2008      | 9 augustus 2008   | 10 maart 2009    |
| 539/18 | De Bellen Zingen!                                 | Bells are Singing!                            | Verman jezelf Chingling                                                | 13 maart 2008     | 16 augustus 2008  | 11 maart 2009    |
| 540/19 | Pokémon Ranger En De Ontvoering Van Riolu! Deel 1 | Pokémon Ranger and the Kidnapped Riolu Part 1 | Pokémon Ranger! De Golfleidende Riolu! (deel 1)                        | 20 maart 2008     | 1 november 2008   | 26 maart 2009    |
| 541/20 | Pokémon Ranger En De Ontvoering Van Riolu! Deel 2 | Pokémon Ranger and the Kidnapped Riolu Part 2 | Pokémon Ranger! De Golfleidende Riolu! (deel 2)                        | 20 maart 2008     | 8 november 2008   | 27 maart 2009    |
| 542/21 | Waar Paden Kruisen!                               | Crossing Paths!                               | Vaarwel Dustox!                                                        | 3 April 2008      | 23 augustus 2008  | 12 maart 2009    |
| 543/22 | Pika En Goliath!                                  | Pika and Goliath                              | Pikachu! Raichu! De weg naar evolutie                                  | 3 april 2008      | 30 augustus 2008  | 13 maart 2009    |
| 544/23 | De Beker Stroomt Over!                            | Our Cup Runneth Over!                         | Nader De Contest Meester – Wallace!                                    | 17 april 2008     | 6 september 2008  | 16 maart 2009    |
| 545/24 | Een Viergangen Koppelgevecht!                     | A Full Course Tag Battle!                     | Restaurant met Zeven Sterren! Dubbel Gevecht voor een Maaltijd!        | 24 april 2008     | 13 september 2008 | 17 maart 2009    |
| 546/25 | De Terugkeer Van Een Held!                        | Staging A Heroes Welcome!                     | Iedereen is een Rivaal! Wallace Cup!                                   | 8 mei 2008        | 20 september 2008 | 18 maart 2009    |
| 547/26 | Wie Wordt De Winnaar?                             | Pruning a Passel of Pals!                     | Krachtige Gevechten! Iedereens Onderscheiden Rivaal!                   | 8 mei 2008        | 27 september 2008 | 19 maart 2009    |
| 548/27 | Een Stralende Strategie!                          | Strategy With a Smile!                        | Beslissende Wedstrijd! Dawn tegen May                                  | 15 mei 2008       | 11 oktober 2008   | 20 maart 2009    |
| 549/28 | De Dief Die Maar Blijft Stelen!                   | The Thief that Keeps on Thieving!             | De Vang-Yanma Operatie                                                 | 22 mei 2008       | 18 oktober 2008   | 23 maart 2009    |
| 550/29 | Chimchar In Vuur En Vlam!                         | Chim - Charred!                               | De Verschroeiende Chimchar                                             | 29 mei 2008       | 25 oktober 2008   | 24 maart 2009    |
| 551/30 | Het Neusje Van De Croagunk!                       | Cream of the Croagunk Crop!                   | Het Croagunk Festival van het Grote Moeras van Pastoria!               | 5 juni 2008       | 15 november 2008  | 25 maart 2009    |
| 552/31 | Een Krachtig Gevecht Met Crasher!                 | A Crasher Course in Power!                    | Pastoria Gym! Tegen Crasher Wake!                                      | 19 juni 2008      | 22 november 2008  | 30 maart 2009    |
| 553/32 | Zin In Het Goede Leven!                           | Hungry for the Good Life!                     | De Vraatzuchtige Swinub bij Mr. Backlot!                               | 3 juli 2008       | 6 november 2008   | 31 maart 2009    |
| 554/33 | Angst Met Angst Bestrijden!                       | Fighting Fear with Fear!                      | Gligar! Vleugels van Vriendschap!                                      | 3 juli 2008       | 13 december 2008  | 1 april 2009     |
| 555/34 | Arriveren In Stijl!                               | Arriving in Style                             | Hearthome Verzameling! De Weg naar het Worden van een Pokémon Stylist! | 10 juli 2008      | 21 december 2008  | 2 april 2009     |
| 556/35 | Tegengehouden Door Psyducks!                      | The Psyduck Stops Here!                       | De Psyduck Wegversperring!                                             | 24 juli 2008      | 28 december 2008  | 3 april 2009     |
| 557/36 | Op Zomerkamp!                                     | Camping It Up!                                | Het Pokémon Zomerschool Voorstel                                       | 7 augustus 2008   | 3 januari 2009    | 6 april 2009     |
| 558/37 | Van Heel Dichtbij!                                | Up Close and Personable!                      | Onderzoeks Opening – “De Legende van het Meer”!                        | 14 augustus 2008  | 10 januari 2009   | 7 april 2009     |
| 559/38 | Geest Vrees!                                      | Ghoul Daze!                                   | Het is Spooktijd na School!                                            | 21 augustus 2008  | 17 januari 2009   | 8 april 2009     |
| 560/39 | Wie Gaat Er Winnen, Rood, Groen Of Blauw?         | One Team, Two Team, Red Team, Blue Team       | De Laatste Wedstrijd! De Pokémon Triatlon!                             | 28 augustus 2008  | 24 januari 2009   | 9 april 2009     |
| 561/40 | Slank En Ruig, Team Rocket Tuig!                  | Lean Mean Team Rocket Machine                 | Keer Terug naar de Basis, Team Rocket!                                 | 4 september 2008  | 31 januari 2008   | 10 april 2009    |
| 562/41 | Op Gelijk Niveau Komen!                           | Playing the Leveling Field                    | De Dansende Gymleider! Fantina Verschijnt!                             | 11 september 2008 | 7 februari 2008   | 13 april 2009    |
| 563/42 | Doc Brock!                                        | Doc Brock                                     | Pachirisus Koorts! Zorg door Twee Mensen!?                             | 25 september 2008 | 14 februari 2009  | 14 april 2009    |
| 564/43 | De Strijd Tegen De Generatiekloof!                | Battling the Generation Gap                   | Pokémon Toernooi! De Celestic Bijeenkomst!                             | 25 september 2008 | 21 februari 2009  | 15 april 2009    |
| 565/44 | Glans Verliezen!                                  | Losing Its Lustrous                           | De Maatregel van Team Galactic!! (Deel 1)                              | 2 oktober 2008    | 28 februari 2009  | 16 april 2009    |
| 566/45 | Strijd Tussen De Teams!                           | Double Team Turnover                          | De Maatregel van Team Galactic!! (Deel 2)                              | 2 oktober 2008    | 7 maart 2009      | 17 april 2009    |
| 567/46 | Wie De Sjaal Past, Doet 'm Om!                    | If the Scarf Fits, Wear It                    | Het Onbekende Drijvende Monster!                                       | 16 oktober 2008   | 21 maart 2009     | 20 april 2009    |
| 568/47 | De Hereniging!                                    | A Trainer and Child Reunion                   | Elite Vier Aaron! Het Bos van de Gesplitste Ontmoetingen!              | 23 oktober 2008   | 28 maart 2009     | 21 april 2009    |
| 569/48 | De Vijand Bijstaan!                               | Aiding the Enemy                              | Turtwig, Grotle… & Torterra!                                           | 30 oktober 2008   | 4 april 2009      | 22 april 2009    |
| 570/49 | Barry, De Bruisende Branieschopper!               | Barry’s Busting Out All Over!                 | De Rivaal Trainer Jun Verschijnt!                                      | 6 november 2008   | 11 april 2009     | 23 april 2009    |
| 571/50 | Iets In Z'n Schild Voeren!                        | Shield with a Twist                           | Hearthome Gym! Tegen Fantina!                                          | 13 november 2008  | 18 april 2009     | 24 april 2009    |
| 572/51 | Verlaat Het Rocket Schip!                         | Jumping Rocket Ship                           | Chaotische Wanorde in Canalave City!                                   | 20 november 2008  | 25 april 2009     | 27 april 2009    |
| 573/52 | Slapeloze Nachten Zijn Lang!                      | Sleepless in Pre-Battle                       | Cresselia Tegen Darkrai!                                               | 27 november 2008  | 2 mei 2009        | 28 april 2009    |

### Seizoen 12: Diamond and Pearl – Galactic Battles
| Nr.    | Titel aflevering NL                          | Titel aflevering VS                | Titel aflevering JP (NL vertaling)                      | Uitzenddatum JP   | Uitzenddatum VS   | Uitzenddatum NL  | Uitzenddatum VL   |
| ------ | -------------------------------------------- | ---------------------------------- | ------------------------------------------------------- | ----------------- | ----------------- | ---------------- | ----------------- |
| 574/01 | Rotom Laat Je Rennen!                        | Get Your Rotom Running             | Yokan en Rotom                                          | 27 november 2008  | 9 mei 2009        | 13 maart 2010    | 08 september 2010 |
| 575/02 | Op Hol Geslagen!                             | A Breed Stampede!                  | De Weg naar Bevriende Pokémon!                          | 11 december 2008  | 16 mei 2009       | 14 maart 2010    | 07 september 2010 |
| 576/03 | Oeroude Familiezaken!                        | Ancient Family Matter!             | Rampardos tegen Bastiodon!                              | 18 december 2008  | 23 mei 2009       | 21 maart 2010    | 08 september 2010 |
| 577/04 | Omgaan Met Defensieve Types!                 | Dealing With Defensive Types!      | Canalave Gym! Staal Gevecht!                            | 25 december 2008  | 30 mei 2009       | 28 maart 2010    | 09 september 2010 |
| 578/05 | De Weg Kwijt!                                | Leading A Stray!                   | Het Missende Kind Wailmer!                              | 8 januari 2009    | 6 juni 2009       | 4 april 2010     | 10 september 2010 |
| 579/06 | Stalen Zenuwen!                              | Steeling Peace of Mind!            | Riley en Lucario!                                       | 15 januari 2009   | 13 juni 2009      | 11 april 2010    | 13 september 2010 |
| 580/07 | Red De Ruïnes!                               | Saving the World from Ruins!       | De Verborgen Ruïnes van Iron Island!                    | 22 januari 2009   | 20 juni 2009      | 18 april 2010    | 14 september 2010 |
| 581/08 | Gestrand Op Een Verlaten Eiland!             | Cheers on Castaways Isle!          | De Pikachu-Piplup Opstuivende Kroniek!                  | 29 januari 2009   | 27 juni 2009      | 25 april 2010    | 15 september 2010 |
| 582/09 | Phione Is Niet Te Houden!                    | Hold the Phione!                   | Ondeugende Phione!                                      | 5 februari 2009   | 4 juli 2009       | 2 mei 2010       | 16 september 2010 |
| 583/10 | Gabite Delft Het Onderspit!                  | Another one Gabites the Dust!      | Pokémon Toernooi! De Akebi Bijeenkomst!                 | 12 februari 2009  | 11 juli 2009      | 9 mei 2010       | 17 september 2010 |
| 584/11 | Je Haalt Me De Woorden Uit De Mond!          | Stealing the Conversation!         | De Wilde Jenny & haar Partner Chatot!                   | 16 februari 2009  | 18 juli 2009      | 16 mei 2010      | 20 september 2010 |
| 585/12 | De Verdwenen Snorunt!                        | The Drifting Snorunt!              | Froslass in een Sneeuwstorm!                            | 26 februari 2009  | 25 juli 2009      | 23 mei 2010      | 21 september 2010 |
| 586/13 | Team Rocket Uit Elkaar?                      | Noodles! Roamin' Off!              | Team Rocket Uit Elkaar!?                                | 5 maart 2009      | 1 augustus 2009   | 30 mei 2010      | 22 september 2010 |
| 587/14 | Een Hoger Doel Bereiken!                     | Pursuing a Lofty Goal!             | PokéRinger! Grote Besluitende Lucht Gevecht!!           | 12 maart 2009     | 18 juli 2009      | 6 juni 2010      | 23 september 2010 |
| 588/15 | Door Dik En Dun!                             | Trials and Adulations!             | Crash! Mamoswine Tegen Aggron!                          | 26 maart 2009     | 15 augustus 2009  | 13 juni 2010     | 24 september 2010 |
| 589/16 | Overgeslagen in Nederland en Vlaanderen      | Overgeslagen in de VS              | Mysterieuze Wezens: Pokémon!                            | 26 maart 2009     | N.V.T.            | N.V.T.           | N.V.T.            |
| 590/17 | De Eenzame Snover!                           | The Lonely Snover!                 | De Eenzame Snover!                                      | 2 april 2009      | 22 augustus 2009  | 20 juni 2010     | 27 september 2010 |
| 591/18 | Gestopt Uit Liefde!                          | Stopped in the Name of Love!       | Evolutie! Deze Keer voor Piplup!?                       | 2 april 2009      | 29 augustus 2009  | 27 juni 2010     | 28 september 2010 |
| 592/19 | Oude Rivalen, Nieuwe Trucjes!                | Old Rivals, New Tricks!            | Pokémon Toernooi! Tatsuami Toernooi!                    | 16 april 2009     | 5 september 2009  | 18 oktober 2010  | 29 september 2010 |
| 593/20 | Wees Eerlijk Tegen Je Eigen Pokémon!         | To Thine Own Pokémon Be True!      | Pokémon Pingpong Competitie! Ambipom houdt vol!!        | 23 april 2009     | 12 september 2009 | 19 oktober 2010  | 30 september 2010 |
| 594/21 | Vechten Met Een Schattige Dwaas!             | Battling a Cute Drama!             | Cherubi! Moedig Gevecht!?                               | 30 april 2009     | 26 september 2009 | 20 oktober 2010  | 01 oktober 2010   |
| 595/22 | Trainen In De Klas!                          | Classroom Training!                | Leraar Candice van de Trainers School!                  | 7 mei 2009        | 3 oktober 2009    | 21 oktober 2010  | 04 oktober 2010   |
| 596/23 | Glijdend Naar De Zevende!                    | Sliding into Seventh!              | Snowpoint Gym! IJsgevecht!!                             | 14 mei 2009       | 10 oktober 2009   | 22 oktober 2010  | 05 oktober 2010   |
| 597/24 | De Strijd Piramide!                          | A Pyramiding Rage!                 | Piramide Gevecht! Brandon tegen Paul!                   | 21 mei 2009       | 17 oktober 2009   | 25 oktober 2010  | 06 oktober 2010   |
| 598/25 | Vriendschapspilaren!                         | Pillars of Friendship!             | Regigigas Herrijst! J Keert Terug!!                     | 28 mei 2009       | 24 oktober 2009   | 26 oktober 2010  | 07 oktober 2010   |
| 599/26 | Dood Spoor, Of Niet?                         | Frozen on Their Tracks!            | De Ampharos Trein! Looker Verschijnt!!                  | 4 juni 2009       | 31 oktober 2009   | 27 oktober 2010  | 08 oktober 2010   |
| 600/27 | Op Naar De Vuurproef!                        | Pedal to the Mettle!               | Volledig Gevecht! Paul tegen Ash! (Deel 1)              | 11 juni 2009      | 7 november 2009   | 28 oktober 2010  | 11 oktober 2010   |
| 601/28 | Evolueer De Strategieën!                     | Evolving Strategies!               | Volledig Gevecht! Paul tegen Ash! (Deel 2)              | 18 juni 2009      | 14 november 2009  | 29 oktober 2010  | 12 oktober 2010   |
| 602/29 | Met Opgeheven Hoofd!                         | Uncrushing Defeat!                 | Uxies Schaduw                                           | 25 juni 2009      | 21 november 2009  | 1 november 2010  | 13 oktober 2010   |
| 603/30 | Tangrowth En De Zieke Boom                   | Promoting Healthy Tangrowth!       | Koning van het Bos! Tangrowth!!                         | 2 juli 2009       | 5 december 2009   | 2 november 2010  | 14 oktober 2010   |
| 604/31 | Een Drukte Van Jewelste!                     | Beating The Bustle & Hustle!       | Iedereen Doet Mee! Pokémon Wissel!!                     | 9 juli 2009       | 12 december 2009  | 3 november 2010  | 15 oktober 2010   |
| 605/32 | De Toegangspoort Tot Chaos!                  | Gateway to Ruin!                   | Ruïnes van Mount Coronet! Team Galactic Samenzwering!!  | 23 juli 2009      | 19 december 2009  | 4 november 2010  | 18 oktober 2010   |
| 606/33 | Ieder Verhaal Heeft Drie Kanten!             | Three Sides to Every Story!        | Marill, Piplup en Elekid!                               | 6 augustus 2009   | 26 december 2009  | 5 november 2010  | 19 oktober 2010   |
| 607/34 | Strategie Leer Je Van Huis Uit!              | Strategy begins at home!           | Dawn Tegen Mam! Krachtmeting Tussen Ouder en Kind!!     | 13 augustus 2009  | 2 januari 2010    | 8 november 2010  | 20 oktober 2010   |
| 608/35 | Ook Professor Oak!                           | A Faux Oak Finish!                 | Red Professor Oak! Politoad Tegen Croagunk!!            | 20 augustus 2009  | 9 januari 2010    | 9 november 2010  | 21 oktober 2010   |
| 609/36 | Een Historisch En Mysterieus Uitstapje!      | Historical Mystery Tour!           | Natu, Xatu... Mysterieus Bos!                           | 27 augustus 2009  | 16 januari 2010   | 10 november 2010 | 22 oktober 2010   |
| 610/37 | Een Torenhoge Uitdaging!                     | Challenging A Towering Figure!     | Tower Tycoon! Die Man, Palmer!                          | 3 september 2009  | 23 januari 2010   | 11 november 2010 | 25 oktober 2010   |
| 611/38 | Waar Nog Nooit Een Togepi Is Geweest!        | Where No Togepi Has Gone Before!   | De Slechtste Togepi Aller Tijden!                       | 10 september 2009 | 30 januari 2010   | 12 november 2010 | 26 oktober 2010   |
| 612/39 | Dit Ei Hoort Erbij!                          | An Egg Scramble!                   | Johto Festival! Chikorita en Totodile Verschijnen!!     | 17 september 2009 | 6 februari 2010   | 15 november 2010 | 27 oktober 2010   |
| 613/40 | Uitgeput!                                    | Gone With The Windworks!           | Grotvangst?! De Vallei Kerncentrale!                    | 17 september 2009 | 13 februari 2010  | 16 november 2010 | 28 oktober 2010   |
| 614/41 | Gekibbel Om Een Gible!                       | A Rivalry to Gible On!             | Ik heb... Gible!                                        | 1 oktober 2009    | 20 februari 2010  | 17 november 2010 | 29 oktober 2010   |
| 615/42 | Gekleed Voor Het Succes Van Jess!            | Dressed for Jess Success!          | Pokémon Wedstrijd! Suiren Toernooi!!                    | 1 oktober 2009    | 27 februari 2010  | 18 november 2010 | 01 november 2010  |
| 616/43 | Gegapt En Betrapt!                           | Bagged Then Tagged                 | Ash en Dawn! Dubbelgevecht!!                            | 15 oktober 2009   | 6 maart 2010      | 19 november 2010 | 02 november 2010  |
| 617/44 | Ga Voor De Familiesteen!                     | Try for the Family Stone!          | Misdreavus en Murkrow en de Duister Steen!              | 22 oktober 2009   | 13 maart 2010     | 22 november 2010 | 03 november 2010  |
| 618/45 | Plakken Aan Degene Die Je Liefhebt!          | Sticking With You Know Who!        | Blijf weg bij Pikachu en Piplup!!                       | 29 oktober 2009   | 20 maart 2010     | 23 november 2010 | 04 november 2010  |
| 619/46 | Het Ontsluieren Van De Reeks Gebeurtenissen! | Unlocking the Red Chain of Events! | De Rode Ketting! Team Galactic Gaat Ervoor!!            | 5 november 2009   | 27 maart 2010     | 24 november 2010 | 05 november 2010  |
| 620/47 | De Noodkreet Van Het Trio!                   | The Needs of Three!                | Azelf, Uxie, Mesprit!                                   | 12 november 2009  | 3 april 2010      | 25 november 2010 | 08 november 2010  |
| 621/48 | De Legendarische Gevechtsfinale!             | The Battle Finale of Legend!       | Dialga en Palkia! Het Laatste Gevecht!!                 | 12 november 2009  | 10 april 2010     | 26 november 2010 | 09 november 2010  |
| 622/49 | Geef Mijn Schat Maar Aan Fikkie!             | The Treasure is All Mine!          | Vol Gevaar! De Schatkist van James!!                    | 26 november 2009  | 17 april 2010     | 29 november 2010 | 10 november 2010  |
| 623/50 | Hoe De Wind Waait!                           | Mastering Current Events!          | De Luchtgevecht Meester Verschijnt! Gliscor VS Scizor!! | 3 december 2009   | 24 april 2010     | 30 november 2010 | 11 november 2010  |
| 624/51 | Dubbel Trainen Voor Een Dubbelgevecht!       | Double-Time Battle Training!       | Dubbelgevecht! Mamoswine en Cyndaquil!!                 | 10 december 2009  | 1 mei 2010        | 1 december 2010  | 12 november 2010  |
| 625/52 | Als Een Meteoor Naar De Top!                 | A Meteoric Rise to Excellence!     | Gible en de Drakenmeteoor!                              | 17 december 2009  | 8 mei 2010        | 2 december 2010  | 15 november 2010  |
| 626/53 | Ga Voor Die Gible!                           | Gotta Get A Gibble!                | Gible! Vangoperatie!!                                   | 24 december 2009  | 15 mei 2010       | 3 december 2010  | 16 november 2010  |

### Seizoen 13: Diamond and Pearl – Sinnoh League Victors
| Nr.    | Titel aflevering NL                     | Titel aflevering VS                       | Titel aflevering JP (NL vertaling)                                         | Uitzenddatum JP  | Uitzenddatum VS   | Uitzenddatum NL  |
| ------ | --------------------------------------- | ----------------------------------------- | -------------------------------------------------------------------------- | ---------------- | ----------------- | ---------------- |
| 627/01 | Terugpakken Van Het Voordeel!           | Regaining the Home Advantage!             | Explosie! Magnezone Tegen Metagross!!                                      | 7 januari 2010   | 22 mei 2010       | 19 februari 2011 |
| 628/02 | Snel En Slagvaardig!                    | Short and To the Punch!                   | Grommende IJsslag! Buizel Tegen Mr. Mime!!                                 | 7 januari 2010   | 29 mei 2010       | 20 februari 2011 |
| 629/03 | Marathon Rivaliteit!                    | A Marathon Rivalry!                       | Schiet op Snorlax! Prins van de Pokéthlon!                                 | 21 januari 2010  | 5 juni 2010       | 25 februari 2011 |
| 630/04 | Inderdee-dee, Het Is Dawn!              | Yes, in Dee Dee It's Dawn                 | Pokémon Toernooi! Asatsuki Tournooi!!                                      | 28 januari 2010  | 26 juni 2010      | 25 februari 2011 |
| 631/05 | Een Performance Met Een Toegift!        | Playing the Performance Encore            | Dubbelgevecht! Tegen Plusle en Minun                                       | 4 februari 2010  | 3 juli 2010       | 26 februari 2011 |
| 632/06 | Een Vurig Gevecht!                      | Fighting Ire With Fire!                   | Knallende Evolutie! Infernape!!                                            | 11 februari 2010 | 10 juli 2010      | 27 februari 2011 |
| 633/07 | Piplup, Daar Ga Je!                     | Piplup, Up and Away                       | Piplup Raakt Afgescheiden!                                                 | 18 februari 2010 | 17 juli 2010      | 5 maart 2011     |
| 634/08 | Flint Is Flitsend!                      | Flint Sparks the Fire!                    | Elite Vier Flint en Gym Leider Volkner!                                    | 25 februari 2010 | 24 juli 2010      | 6 maart 2011     |
| 635/09 | Vluchten In De Sunyshore Tower!         | The Fleeing Tower of Sunyshore!           | Vertrek! Sunyshore Toren!!                                                 | 4 maart 2010     | 31 juli 2010      | 12 maart 2011    |
| 636/10 | Wie Geeft Wie Les?                      | Teaching the Student Teacher!             | Strand Pokémon School!                                                     | 11 maart 2010    | 7 augustus 2010   | 13 maart 2011    |
| 637/11 | Blijf In Top Forme                      | Keeping In Top Forme!                     | Vlieg Shaymin! Naar het uiteinde van de hemel!!                            | 18 maart 2010    | 14 augustus 2010  | 20 maart 2011    |
| 638/12 | Pokémon Ranger: Heatran Redding         | Pokémon Ranger: Heatran Rescue!           | Pokémon Ranger! Heatran Reddingsmissie!!                                   | 18 maart 2010    | 16 oktober 2010   | 19 maart 2011    |
| 639/13 | Een Elitaire Dekmantel                  | An Elite Coverup!                         | Elite Vier Bertha! Hippowdon Tegen Torterra!!                              | 25 maart 2010    | 21 augustus 2010  | 26 maart 2011    |
| 640/14 | Een Koninklijke Dag voor Dawn           | Dawn of a Royal Day!                      | Dansende Togekiss! Pokémon Wedstrijdsprinses!!                             | 8 april 2010     | 28 augustus 2010  | 27 maart 2011    |
| 641/15 | Grace Heeft Gratie                      | With the Easiest of Grace!                | Togekiss! Het Gevecht Waar Het Geweldig Wordt!!                            | 15 april 2010    | 4 september 2010  | 2 april 2011     |
| 642/16 | Een Dubbel Ditto Drama                  | Dealing With a Fierce Double Ditto Drama! | Ditto – Transformatie Gevecht!                                             | 22 april 2010    | 11 september 2010 | 3 april 2011     |
| 643/17 | Laatste Oproep, Eerste Ronde!           | Last Call — First Round!                  | De Kunst van Vlammen en IJs!                                               | 29 april 2010    | 18 september 2010 | 9 april 2011     |
| 644/18 | Wisselwerking Tussen Tegenpolen         | Opposites Interact!                       | Mamoswine & Pachirisu! De IJskroonluchter – Beslissende Knal!              | 6 mei 2010       | 25 september 2010 | 10 april 2011    |
| 645/19 | Hier Is Het Festival!                   | Coming Full Festival Circle!              | Halve Finale! Wie Gaat er naar de Finale!?                                 | 13 mei 2010      | 2 oktober 2010    | 16 april 2011    |
| 646/20 | Een Groot Gevecht Voor De Winst         | A Grand Fight for Winning!                | Finale! Dawn Tegen Zoey!                                                   | 20 mei 2010      | 9 oktober 2010    | 17 april 2011    |
| 647/21 | In Naam Van Meowth                      | For The Love Of Meowth!                   | Tot Ziens Team Rocket! Meowths Liefde!                                     | 27 mei 2010      | 23 oktober 2010   | 23 april 2011    |
| 648/22 | Het Achtste Wonder Van De Sinnoh Wereld | The Eighth Wonder of the Sinnoh World!    | Elektrische Schok Gevecht! Het Laatste Gevecht!!                           | 3 juni 2010      | 30 oktober 2010   | 24 april 2011    |
| 649/23 | Een Viersprong In Een Pokémon Haven     | Four Roads Diverged in a Pokémon Port!    | Ash Tegen Kenny! Het Zeil Heisen Voor Elke Bestemming!                     | 10 juni 2010     | 6 november 2010   | 30 april 2011    |
| 650/24 | Schatzoeken                             | Bucking the Treasure Trend!               | Schattenjager – Buck en Claydol!                                           | 17 juni 2010     | 13 november 2010  | 1 mei 2011       |
| 651/25 | Een Mix Van Familie                     | An Old Family Blend!                      | De vooravond van het gevecht! De grote bijeenkomst van de Pokémon van Ash! | 24 juni 2010     | 20 november 2010  | 7 mei 2011       |
| 652/26 | De League Gaat Los!                     | League Unleashed!                         | Opening! Sinnoh League – Suzuran Tournament!!                              | 1 juli 2010      | 27 november 2010  | 8 mei 2011       |
| 653/27 | Een Portie Paul Voor Barry              | Casting a Paul on Barry!                  | Sinnoh League Derde Ronde! Barry Tegen Paul!                               | 8 juli 2010      | 4 december 2010   | 14 mei 2011      |
| 654/28 | Werken Aan Een Juiste Zet!              | Working on a Right Move!                  | Trucenkamer van Angst! Ash Tegen Conway!                                   | 22 juli 2010     | 11 december 2010  | 15 mei 2011      |
| 655/29 | Vertrouwdheid Brengt Strategie Voort!   | Familiarity Breeds Strategy!              | Rivaal Beslissend Gevecht! Ash Tegen Paul!                                 | 05 augustus 2010 | 18 december 2010  | 21 mei 2011      |
| 656/30 | Een Razende Rivaliteit!                 | A Real Rival Rouser!                      | Intense Strijd! Ash Tegen Paul!                                            | 12 augustus 2010 | 08 januari 2011   | 22 mei 2011      |
| 657/31 | Een Relatie Ontdooit Door Dit Gevecht!  | Battling a Thaw in Relations!             | Rivaal gevecht conclusie! Ash tegen Paul!                                  | 19 augustus 2010 | 15 januari 2011   | 29 mei 2011      |
| 658/32 | De Grens Van De Halve Finale!           | The Semi-Final Frontier!                  | Sinnoh league halve finale! Darkrai verschijnt!                            | 26 augustus 2010 | 22 januari 2011   | 5 juni 2011      |
| 659/33 | Brock Komt In Actie!                    | The Brockster Is In!                      | Pokemon dokter Brock                                                       | 2 september 2010 | 29 januari 2011   | 12 juni 2011     |
| 660/34 | Goede Herinneringen Voor Altijd!        | Memories are Made of Bliss!               | Herinneringen zijn parels! Vriendschappen zijn diamanten!                  | 9 september 2010 | 5 februari 2011   | 19 juni 2011     |

## Pokémon: Black & White(reeks 4)

### Seizoen 14: Black & White
| Nr.    | Titel aflevering NL                                              | Titel aflevering VS                                      | Titel aflevering JP (NL vertaling)                              | Uitzenddatum JP   | Uitzenddatum VS   | Uitzenddatum NL   |
| ------ | ---------------------------------------------------------------- | -------------------------------------------------------- | --------------------------------------------------------------- | ----------------- | ----------------- | ----------------- |
| 661/01 | In De Schaduw Van Zekrom!                                        | In The Shadow of Zekrom!                                 | Naar de Unova-regio! De schaduw van Zekrom!                     | 23 september 2010 | 12 februari 2011  | 25 februari 2011  |
| 662/02 | Hier Zijn Iris En Axew                                           | Enter Iris and Axew!                                     | Iris en Axew!                                                   | 23 september 2010 | 19 februari 2011  | 25 februari 2011  |
| 663/03 | Sandile Blaast Stoom Af!                                         | A Sandile Gusher of Change!                              | Oshawott! Sandile! Kritisch moment!!                            | 30 september 2010 | 19 februari 2011  | 25 februari 2011  |
| 664/04 | De Vechtclub En Tepig's Keuze!!                                  | The Battle Club and Tepig's Chioce!                      | Gevechtsclub! Mysterieuze Pokémon verschijnt!!                  | 7 oktober 2010    | 26 februari 2011  | 25 september 2011 |
| 665/05 | Een Dreiging Van Driedubbele Leiders                             | Triple Leaders, Team Threats!                            | Pansear, Panpour, Pansage!                                      | 14 oktober 2010   | 5 maart 2011      | 2 oktober 2011    |
| 666/06 | Een Tuin Vol Dromen                                              | Dreams by the Yard Full!                                 | Een hoop verlaten dromen! Munna en Musharna!!                   | 21 oktober 2010   | 12 maart 2011     | 16 oktober 2011   |
| 667/07 | Snivy Laat Zich Moeilijk Vangen                                  | Snivy Plays Hard to Catch!                               | Snivy krijgen met aantrekking!?                                 | 28 oktober 2010   | 19 maart 2011     | 23 oktober 2011   |
| 668/08 | Darmanitan Redt De Klok, Wie Redt Hem?                           | Saving Darmanitan From the Bell!                         | Darumaka en Darmanitan! Het geheim van de klokkentoren!!        | 4 november 2010   | 26 maart 2011     | 26 oktober 2011   |
| 669/09 | Laat Axew Opbloeien!                                             | The Bloom Is on Axew!                                    | Doorgedraaide Scolipede! Redt Axew!!                            | 11 november 2010  | 2 april 2011      | 27 oktober 2011   |
| 670/10 | Wie Wordt De Vechtclub Kampioen?                                 | A Rival Battle for Club Champ!                           | Rivaal Gevecht! Sterke Tegenstander Frillish!!                  | 18 november 2010  | 9 april 2011      | 12 november 2011  |
| 671/11 | Een Huis Voor Dwebble                                            | A Home for Dwebble                                       | Dwebble! Neem Je Huis Terug!!                                   | 2 december 2010   | 16 april 2011     | 31 oktober 2011   |
| 672/12 | Hier Is De Trubbish Patrouille                                   | Here Comes the Trubbish Squad!                           | De Trubbish Bende en de Geheime Basis!!                         | 9 december 2010   | 23 april 2011     | 1 november 2011   |
| 673/13 | Minccino, Schoon En Netjes!                                      | Minccino—Neat and Tidy!                                  | Minccino is netjes?!                                            | 16 december 2010  | 30 april 2011     | 2 november 2011   |
| 674/14 | Een Nacht In Het Museum Van Nacrene City!                        | A Night in the Nacrene City Museum!                      | Nacrene city! Groot avontuur in het museum!                     | 23 december 2010  | 7 mei 2011        | 3 november 2011   |
| 675/15 | Het Gevecht Volgens Lenora!                                      | The Battle According to Lenora                           | Nacrene gymgevecht! Tegen gymleider Lenora!!                    | 6 januari 2011    | 14 mei 2011       | 4 november 2011   |
| 676/16 | Rematch In De Nacrene Gym!                                       | Rematch at the Nacrene Gym                               | Nacrene city gym rematch! Explosieve nieuwe aanval!!            | 13 januari 2011   | 21 mei 2011       | 7 november 2011   |
| 677/17 | Scraggy Is Een Wilde!                                            | Scraggy-Hatched to be Wild                               | Het wilde kind dat uit het ei kwam!                             | 20 januari 2011   | 28 mei 2011       | 8 november 2011   |
| 678/18 | Sewaddle En Burgh In Pinwheel Forest!                            | Sewaddle and Burgh in Pinwheel Forest                    | Pinwheel bos! Sewaddle en Burgh!!                               | 27 januari 2011   | 4 juni 2011       | 9 november 2011   |
| 679/19 | De Wraak Van Een Deskundige!                                     | A Connoisseur’s Revenge!                                 | De Krachtmeting! Dwebble Tegen Dewott!                          | 17 februari 2011  | 11 juni 2011      | 10 november 2011  |
| 680/20 | Dansen Met Het Ducklett Trio!                                    | Dancing with the Ducklett Trio!                          | Pikachu VS Sandile VS Ducklett                                  | 24 februari 2011  | 18 juni 2011      | 11 november 2011  |
| 681/21 | De Verloren Wereld Van Gothitelle!                               | The Lost World of Gothitelle!                            | De Skyarrow Bridge & Gothitelle!                                | 3 maart 2011      | 25 juni 2011      | 13 november 2011  |
| 682/22 | Een Stormloop Van Venipede!                                      | A Venipede Stampede                                      | Castelia City - Venipede in paniek!                             | 10 maart 2011     | 2 juli 2011       | 13 november 2011  |
| 683/23 | Overgeslagen in Nederland en Vlaanderen                          | Overgeslagen in de VS                                    | Team Rocket tegen Team Plasma! (Deel 1) (Overgeslagen)          | N.O.T.K.          | N.O.T.K.          | N.O.T.K.          |
| 684/24 | Overgeslagen in Nederland en Vlaanderen                          | Overgeslagen in de VS                                    | Team Rocket tegen Team Plasma! (Deel 2) (Overgeslagen)          | N.O.T.K.          | N.O.T.K.          | N.O.T.K.          |
| 685/25 | Vechten Uit Liefde Voor Insectsoorten!                           | Battling for the Love of Bug-Types!                      | Castelia Gymgevecht – Openhartige Insecten Gevecht!             | 17 maart 2011     | 9 juli 2011       | 13 november 2011  |
| 686/26 | Emolga, De Onweerstaanbare!                                      | Emolga the Irresistible!                                 | Pas op voor de Schattige Gezichten! Emolga Verlamt!             | 24 maart 2011     | 16 juli 2011      | 13 november 2011  |
| 687/27 | Emolga En De Nieuwe Volt Wissel!                                 | Emolga and the New Volt Switch!                          | Emolga Tegen Snivy! Volt Switch Chaos!                          | 31 maart 2011     | 23 juli 2011      | 13 november 2011  |
| 688/28 | Paniek In Het Litwick Landhuis!                                  | Scare at the Litwick Mansion!                            | Het Enge Verhaal van het Litwick Huis!                          | 7 april 2011      | 30 juli 2011      | 13 november 2011  |
| 689/29 | De Weg Van De Drakenmeester!                                     | Dragon Master’s Path!                                    | De Weg van de Drakenmeester! Axew Tegen Druddigon!!             | 14 april 2011     | 6 augustus 2011   | 13 november 2011  |
| 690/30 | De Verdwenen Snijschelp Van Oshawott!                            | Oshawott’s Lost Scalchop                                 | De Verloren Schaal! Oshawott’s Grootste Crisis!!                | 21 april 2011     | 13 augustus 2011  | 13 november 2011  |
| 691/31 | Cottonee Is Verliefd                                             | Cottonee in Love                                         | Geliefde Cottonee Bereidt de Wind                               | 28 april 2011     | 20 augustus 2011  | N.O.T.K.          |
| 692/32 | Een UFO Voor Elgyem!                                             | A UFO for Elgyem                                         | Elgyem en het Onbekende Vliegende Voorwerp!                     | 5 mei 2011        | 27 augustus 2011  | 28 november 2011  |
| 693/33 | Het Derde Gevecht Van Ash En Trip!                               | Ash and Trip's Third Battle                              | Rivalengevecht! Vanillite en Timburr strijden!!                 | 12 mei 2011       | 3 september 2011  | 29 november 2011  |
| 694/34 | Met Open Ogen Het Gevaar Tegemoet Gaan!                          | Facing Fear With Eyes Wide Open!                         | Palpitoad en Stunfisk! Gevecht aan de Waterkant!                | 19 mei 2011       | 10 september 2011 | 30 november 2011  |
| 695/35 | Iris En Excadrill Tegen De Drakenkraker!                         | Iris and Excadrill Against the Dragon Buster!            | De Drakenvanger Verschijnt! Iris en Excadrill!!                 | 26 mei 2011       | 17 september 2011 | 2 december 2011   |
| 696/36 | Die Roggenrola Moet Ik Vangen!                                   | Gotta Catch A Roggenrola!                                | Roggenrola!! Laten We de Flitskannon Schieten!!                 | 2 juni 2011       | 24 september 2011 | 18 februari 2012  |
| 697/37 | Waar Ben Je Gebleven, Audino?                                    | Where Did You Go, Audino?                                | Kenner Detective Cilan! De Audino Verdwijnings Zaak!            | 9 juni 2011       | 1 oktober 2011    | N.O.T.K.          |
| 698/38 | Archeops In De Moderne Wereld!                                   | Archeops In The Modern World!                            | Fossiel Herrijzing! Prehistorische Mysterieuze Vogel Archeops!! | 16 juni 2011      | 8 oktober 2011    | N.O.T.K.          |
| 699/39 | Een Sportvis Deskundige In Een Wedstrijd Die Niet In De Haak Is! | A Fishing Connoisseur in a Fishy Competition!            | De sportvisdeskundige – Cilan Verschijnt!                       | 23 juni 2011      | 15 oktober 2011   | N.O.T.K.          |
| 700/40 | Film Tijd! Zorua In "De Legende Van De Pokémon Ridder"!          | Movie Time! Zorua in "The Legend of the Pokémon Knight"! | Zorua de Film! De Legende van de Pokémon Ridder!                | 30 juni 2011      | 22 oktober 2011   | 19 februari 2012  |
| 701/41 | Een Weerzien In Gevecht, In Nimbasa!                             | Reunion Battles In Nimbasa!                              | Iedereen Verzamelen! Don Gevecht!!                              | 7 juli 2011       | 29 oktober 2011   | 26 februari 2012  |
| 702/42 | Cilan Tegen Trip, Ash Tegen Georgia!                             | Cilan Versus Trip, Ash Versus Georgia!!                  | Hevig Vechtend Don Gevecht! Snivy Tegen Pawniard!!              | 21 juli 2011      | 5 november 2011   | 10 maart 2012     |
| 703/43 | Een Hartstochtelijk Club Gevecht: Emolga Tegen Sawk!             | The Club Battle Hearts of Fury, Emolga Versus Sawk!      | Verhitte Don Gevecht! Emolga Tegen Sawk!!                       | 4 augustus 2011   | 12 november 2011  | 11 maart 2012     |
| 704/44 | Club Gevecht Finale: Wie Wordt De Held?                          | The Club Battle Finale: A Heroes Outcome!                | Beslissend Don Gevecht! Ash tegen Iris!!                        | 11 augustus 2011  | 19 november 2011  | 17 maart 2012     |
| 705/45 | Meowth's Slimme Strategie Met Scrafty!                           | Meowth's Scrafty Tactics                                 | Onderhandelaar Meowth! Scrafty Verleidingstactieken!!           | 18 augustus 2011  | 26 november 2011  | N.O.T.K.          |
| 706/46 | Purrloin, Schattig Of Stiekem?                                   | Purrloin: Sweet or Sneaky?                               | Wees Voorzichtig voor Purrloin! Meowth en Oshawott!!            | 25 augustus 2011  | 3 december 2011   | 18 maart 2012     |
| 707/47 | Beheeyem, Duosion En De Droom Dief!                              | Beheeyem, Duosion and the Dream Thief                    | Beheeyem en Duosion en de Dromendief!                           | 1 september 2011  | 10 december 2011  | 25 maart 2012     |
| 708/48 | De Beartic Bergvete!                                             | Beartic Mountain Feud                                    | Onderhandelaar Meowth! Breek door het Bos van Beartic!!         | 8 september 2011  | 17 december 2011  | 19 mei 2012       |
| 709/49 | Crisis Vanuit De Ondergrondse!                                   | Crisis from the Underground Up!                          | Hoge Snelheid! Metro Gevecht! (Deel 1)                          | 15 september 2011 | 31 december 2011  | 20 mei 2012       |
| 710/50 | De Strijd Om De Metro!                                           | Battle For The Underground!                              | Hoge Snelheid! Metro Gevecht! (Deel 2)                          | 15 september 2011 | 7 januari 2012    | 20 mei 2012       |

### Seizoen 15: Black & White – Rivaliserende Lotsbestemmingen
| Nr.    | Titel aflevering NL                                       | Titel aflevering VS                          | Titel aflevering JP (NL vertaling)                                  | Uitzenddatum JP   | Uitzenddatum VS   | Uitzenddatum NL   |
| ------ | --------------------------------------------------------- | -------------------------------------------- | ------------------------------------------------------------------- | ----------------- | ----------------- | ----------------- |
| 711/01 | Doe Mee Elesa, Elektrificerende Gym Leader!               | Enter Elesa, Electrifying Gym Leader!        | Charismatische Gymleider Verschijnt! Elesa Nadert!                  | 22 september 2011 | 18 februari 2012  | 15 september 2012 |
| 712/02 | Een Oogverblindend Gevecht In De Nimbasa Gym!             | Dazzling the Nimbasa Gym!                    | Nimbasa Gym! Bliksem Gevecht!                                       | 29 september 2011 | 25 februari 2012  | 16 september 2012 |
| 713/03 | Verdwaald Bij De Stempel Race!                            | Lost at the Stamp Rally!                     | Ash en Cilan Tegen de Metrobazen!                                   | 6 oktober 2011    | 3 maart 2012      | 22 september 2012 |
| 714/04 | Ash Tegen De Kampioen!                                    | Ash Versus The Champion!                     | Ash Tegen Kampioen Alder!                                           | 13 oktober 2011   | 10 maart 2012     | 23 september 2012 |
| 715/05 | Een Maractus Musical!                                     | A Maractus Musical!                          | Ergens, Over de Regenboog! Een Maractus Musical!                    | 27 oktober 2011   | 17 maart 2012     | 29 september 2012 |
| 716/06 | De Vier Seizoenen Van Sawsbuck!                           | The Four Seasons of Sawsbuck!                | Sawsbuck: Lente, Zomer, Herfst, Winter, Allemaal Aanwezig!!         | 3 november 2011   | 24 maart 2012     | 30 september 2012 |
| 717/07 | Scraggy En De Veeleisende Gothita!                        | Scraggy and the Demanding Gothita!           | Scraggy en de Egoïstische Gothita!!                                 | 10 november 2011  | 31 maart 2012     | 6 oktober 2012    |
| 718/08 | De Eenzame Deino!                                         | The Lonely Deino!                            | Iris & Deino! Training bij de Dagopvang!!                           | 17 november 2011  | 7 april 2012      | 7 oktober 2012    |
| 719/09 | De Machtige Accelwachter Schiet Te Hulp!                  | The Mighty Accelguard to the Rescue!         | Snelle Held Accelgor Tegen Cryogonal Man!!                          | 24 november 2011  | 14 april 2012     | 13 oktober 2012   |
| 720/10 | Een Roep Om Broederliefde!                                | A Call for Brotherly Love!                   | Cilan en Chili, het Gevecht van de Broers! Pansear Tegen Pansage!!  | 1 december 2011   | 21 april 2012     | 14 oktober 2012   |
| 721/11 | Een Einde Maken Aan De Razernij Van De Legendes! (Deel 1) | Stopping the Rage of Legends! (Part 1)       | Tornadus Tegen Thundurus Tegen Landorus!! (Deel 1)                  | 8 december 2011   | 28 april 2012     | 20 oktober 2012   |
| 722/12 | Een Einde Maken Aan De Razernij Van De Legendes! (Deel 2) | Stopping the Rage of Legends! (Part 2)       | Tornadus Tegen Thundurus Tegen Landorus!! (Deel 2)                  | 15 december 2011  | 5 mei 2012        | 21 oktober 2012   |
| 723/13 | Vechten Tegen De Koning Van De Mijnen!                    | Battling the King of the Mines!              | Ondergronds Gym Gevecht Tegen Clay!                                 | 5 januari 2012    | 12 mei 2012       | 27 oktober 2012   |
| 724/14 | Crisis In De Chargestone Grot!                            | Crisis at Chargestone Cave!                  | Joltik, Galvantula! Chargestone grot!!                              | 12 januari 2012   | 19 mei 2012       | 28 oktober 2012   |
| 725/15 | De Spanning Van Een Evolutie Verwisseling!                | Evolution Exchange Excitement!               | Ruil Evolutie! Escavalier & Accelgor!!                              | 19 januari 2012   | 26 mei 2012       | 3 november 2012   |
| 726/16 | Ontdekkers Van De Ruïne Van De Held!                      | Explorers of the Hero's Ruin!                | De Zwarte Held's Ruïne! Sigiliyph en Cofagrigus!!                   | 26 januari 2012   | 2 juni 2012       | 4 november 2012   |
| 727/17 | Vechten Tegen De Tiran!                                   | Battling the Bully!                          | Dubbel Gevecht! Pikachu & Krokorok VS Scolipede & Seismitoad!!      | 2 februari 2012   | 9 juni 2012       | 10 november 2012  |
| 728/18 | De Bouffalant Overbluffen!                                | Baffling the Bouffalant!                     | Afro, NU! Bouffalant, NEE!!                                         | 16 februari 2012  | 16 juni 2012      | 11 november 2012  |
| 729/19 | Cilan Vliegt Eruit!                                       | Cilan Takes Flight!                          | Mistralton Gym Lucht-Gevecht! Uitdager Cilan!?                      | 23 februari 2012  | 23 juni 2012      | 17 november 2012  |
| 730/20 | Een Geweldig Luchtgevecht!                                | An Amazing Aerial Battle!                    | Mistralton Gym! Tegen Skyla: Beslissend Lucht Gevecht!              | 1 maart 2012      | 30 juni 2012      | 18 november 2012  |
| 731/21 | Een Klim Naar De Wensklok!                                | Climbing the Tower of Success!               | Obstakel Doorbraak! Beklim De Toren van de Lucht!!                  | 8 maart 2012      | 7 juli 2012       | 24 november 2012  |
| 732/22 | Het Explodon Toernooi Begint!                             | The Clubsplosion Begins!                     | De Onthullende Donamite! Scraggy Tegen Simisage!!                   | 15 maart 2012     | 14 juli 2012      | 25 november 2012  |
| 733/23 | Zoektocht Naar De Clubwinnaar!                            | Search for the Clubultimate!                 | Snel Opvolgende Donamite! Druddigon Tegen Bisharp!!                 | 22 maart 2012     | 21 juli 2012      | 1 december 2012   |
| 734/24 | Een Explodon Van Opwinding!                               | A Clubsplosion of Excitement!                | Heftige Vecht Donamite! Bisharp Tegen Emboar!!                      | 29 maart 2012     | 28 juli 2012      | 2 december 2012   |
| 735/25 | Aanspraak Maken Op De Explodon Kroon!                     | Commanding the Clubsplosion Crown!           | Beslissend Gevecht Donamite! Throh Tegen Sawk!!                     | 5 april 2012      | 4 augustus 2012   | 8 december 2012   |
| 736/26 | Vechten Tegen De Blaadjesdieven!                          | Battling the Leaf Thieves!                   | Red Axew! Het Nest van Durant!!!                                    | 12 april 2012     | 11 augustus 2012  | 9 december 2012   |
| 737/27 | Een Oeroude Confrontatie! (Deel 1)                        | A Restoration Confrontation! (Part 1)        | Hevig Gevecht in Twist Mountain! Carracosta's Mirakel!! (Deel 1)    | 19 april 2012     | 18 augustus 2012  | 15 december 2012  |
| 738/28 | Een Oeroude Confrontatie! (Deel 2)                        | A Restoration Confrontation! (Part 2)        | Hevig Gevecht in Twist Mountain! Carracosta's Mirakel!! (Deel 2)    | 26 april 2012     | 25 augustus 2012  | 16 december 2012  |
| 739/29 | Evolutie Door Vuur!                                       | Evolution by Fire!                           | Vurige Herinneringen! Tepig Tegen Emboar!!                          | 3 mei 2012        | 1 september 2012  | 22 december 2012  |
| 740/30 | De Beschermheer Van De Berg Beschermen!                   | Guarding the Guardian of the Mountain!       | Brycen Verschijnt! De Heilige Berg van Volcarona!!                  | 10 mei 2012       | 8 september 2012  | 23 december 2012  |
| 741/31 | Pas Op: IJzige Gevechtsomstandigheden!                    | Caution: Icy Battle Conditions!              | Icirrus Gym Gevecht! IJs Strijdveld!!                               | 17 mei 2012       | 15 september 2012 | 29 december 2012  |
| 742/32 | Botsing Tussen De Deskundigen!                            | Clash of the Connoisseurs!                   | Pokémon Deskundige Confrontatie! Beproevend Gevecht!!               | 24 mei 2012       | 22 september 2012 | 30 december 2012  |
| 743/33 | Crisis In Het Ferroseed Onderzoekscentrum!                | Crisis at Ferroseed Research!                | Ferroseed Onderzoek Lab! Iris en Vanilluxe!!                        | 31 mei 2012       | 29 september 2012 | 31 december 2012  |
| 744/34 | Ode Aan De Defensiemacht!                                 | An Epic Defense Force!                       | Film Confrontatie! Uitval, Unova Bescherm Groep!!                   | 7 juni 2012       | 6 oktober 2012    | 1 januari 2013    |
| 745/35 | Lol Trappen In De Virbank Gym! (Deel 1)                   | Rocking the Virbank Gym! (Part 1)            | Hevig Gevecht in de Virbank Gym! Tegen Roxie!! (Deel 1)             | 14 juni 2012      | 13 oktober 2012   | 5 januari 2013    |
| 746/36 | Lol Trappen In De Virbank Gym! (Deel 2)                   | Rocking the Virbank Gym! (Part 2)            | Hevig Gevecht in de Virbank Gym! Tegen Roxie!! (Deel 2)             | 14 juni 2012      | 20 oktober 2012   | 6 januari 2013    |
| 747/37 | Alles Uit Liefde Voor Meloetta!                           | All for the Love of Meloetta!                | Zing, Meloetta! De Melodie der Liefde!!                             | 21 juni 2012      | 27 oktober 2012   | 26 januari 2013   |
| 748/38 | Piplup, Pansage En Een Oude Bekende!                      | Piplup, Pansage, and a Meeting of the Times! | Piplup Tegen Pansage, het Fantastische Gevecht!!                    | 28 juni 2012      | 3 november 2012   | 26 januari 2013   |
| 749/39 | Expeditie Naar Onix Eiland!                               | Expedition to Onix Island!                   | Overleven op het Eiland van Onix!                                   | 5 juli 2012       | 10 november 2012  | 2 februari 2013   |
| 750/40 | Het Mysterie Van De Vermiste Cubchoo!                     | The Mystery of the Missing Cubchoo!          | Detective Deskundige Cilan! Het Mysterie van de Verdwenen Cubchoo!! | 19 juli 2012      | 17 november 2012  | 2 februari 2013   |
| 751/41 | Iris En De Venijnige Dragonite!                           | Iris and the Rogue Dragonite!                | Iris en de Razende Dragonite!                                       | 26 juli 2012      | 24 november 2012  | 9 februari 2013   |
| 752/42 | Knokken Voor De Junior Cup!                               | Jostling for the Junior Cup!                 | De Junior Bekerwedstrijd Gaat Van Start! Dragonite Tegen Beartic!!  | 2 augustus 2012   | 1 december 2012   | 9 februari 2013   |
| 753/43 | Opnieuw Verzet Tegen Het Gezag!                           | Battling Authority Once Again!               | Krachtig Gevecht! Iris Tegen Dawn!                                  | 23 augustus 2012  | 8 december 2012   | 16 februari 2013  |
| 754/44 | Ash, Iris En Trip: En Toen Waren Er Nog Maar Drie!        | Ash, Iris and Trip: Then There Were Three!   | Het Laatste Gevecht van Ash, Iris en Trip                           | 30 augustus 2012  | 15 december 2012  | 16 februari 2013  |
| 755/45 | Vaarwel Junior Cup, Hallo Avontuur!                       | Goodbye, Junior Cup - Hello Adventure!       | Een Junior Bekerwedstrijd van Afscheid en Ontmoetingen!             | 6 september 2012  | 22 december 2012  | 23 februari 2013  |
| 756/46 | De Weg Naar Humilau!                                      | The Road to Humilau                          | Humilau Gymgevecht! Mantine Tegen Samurott                          | 13 september 2012 | 5 januari 2013    | 23 februari 2013  |
| 757/47 | Onrust In Het Dagverblijf!                                | Unrest at the Nursery!                       | Pokémon Kleuterschool Herrie! Rufflet en Vullaby!                   | 20 september 2012 | 12 januari 2013   | 2 maart 2013      |
| 758/48 | Meloetta En De Onderwater Tempel!                         | Meloetta and the Undersea Temple!            | Meloetta en de Abyssal Tempel!                                      | 27 september 2012 | 19 januari 2013   | 2 maart 2013      |
| 759/49 | De Overlevingscrisis Van Unova!                           | Unova's Survival Crisis!                     | De Toenadering van de Therian Vormen! Unova's Grootste Crisis!!     | 4 oktober 2012    | 26 januari 2013   | 9 maart 2013      |

### Seizoen 16: Black & White – Avonturen in Unova en daarbuiten
| Nr.    | Titel aflevering NL                               | Titel aflevering VS                               | Titel aflevering JP (NL vertaling)                                  | Uitzenddatum JP   | Uitzenddatum VS   | Uitzenddatum NL   | Uitzenddatum VL   |
| ------ | ------------------------------------------------- | ------------------------------------------------- | ------------------------------------------------------------------- | ----------------- | ----------------- | ----------------- | ----------------- |
| 760/01 | Schoonheden Strijden Om De Pracht En Praal!       | Beauties Battling for Pride and Prestige!         | De prachtigste Pokémon ter wereld?! Cinccino tegen Snivy!           | 11 oktober 2012   | 2 februari 2013   | 14 september 2013 | 2 september 2013  |
| 761/02 | Een Koppelgevecht Team Ter Land En In De Lucht!   | A Surface to Air Tag Battle Team!                 | Het dubbelgevecht van de lucht en de aarde!                         | 18 oktober 2012   | 9 februari 2013   | 15 september 2013 | 3 september 2013  |
| 762/03 | Thuiskomen In Het Dorp!                           | A Village Homecoming!                             | Iris keert terug naar het Drakendorp!                               | 25 oktober 2012   | 16 februari 2013  | 21 september 2013 | 4 september 2013  |
| 763/04 | Drayden Versus Iris: Verleden, Heden En Toekomst! | Drayden Versus Iris: Past, Present, and Future!   | Opelucid Gym! Iris tegen Drayden!!                                  | 8 november 2012   | 23 februari 2013  | 22 september 2013 | 5 september 2013  |
| 764/05 | Team Eevee En Het Pokémon Reddingsteam!           | Team Eevee and the Pokémon Rescue Squad!          | Team Eevee vertrekt! Pokémon reddingsteam!!                         | 15 november 2012  | 2 maart 2013      | 28 september 2013 | 6 september 2013  |
| 765/06 | Doek Op Voor De Unova League!                     | Curtain Up, Unova League!                         | Het Unova League Vertress-toernooi gaat van start! Ash tegen Trip!! | 22 november 2012  | 9 maart 2013      | 29 september 2013 | 9 september 2013  |
| 766/07 | Missie: Versla Je Rivaal!                         | Mission: Defeat Your Rival!                       | Hevig gevecht! Win en ga door in het rivaalgevecht!                 | 29 november 2012  | 16 maart 2013     | 5 oktober 2013    | 10 september 2013 |
| 767/08 | Verdwaald Bij De League!                          | Lost at the League!                               | Axew raakt verloren!                                                | 6 december 2012   | 23 maart 2013     | 6 oktober 2013    | 11 september 2013 |
| 768/09 | Een Sterke Strategie Steelt De Show!              | Strong Strategy Steals the Show!                  | Sawk verschijnt! Ash tegen Stephan!!                                | 13 december 2012  | 30 maart 2013     | 12 oktober 2013   | 12 september 2013 |
| 769/10 | Het Geheime Wapen Van Cameron!                    | Cameron's Secret Weapon!                          | Ash tegen Cameron! Het geheime wapen: Hydreigon!!                   | 20 december 2012  | 6 april 2013      | 13 oktober 2013   | 13 september 2013 |
| 770/11 | Een Unova League Evolutie!                        | A Unova League Evolution!                         | Conclusie van het Unova League! Lucario tegen Pikachu!!             | 10 januari 2013   | 13 april 2013     | 19 oktober 2013   | 16 september 2013 |
| 771/12 | Nieuwe Plaatsen... Bekende Gezichten!             | New Places... Familiar Faces!                     | Het Juniper Instituut! Een nieuwe reis!!                            | 17 januari 2013   | 20 april 2013     | 20 oktober 2013   | 17 september 2013 |
| 772/13 | De Naam Is N!                                     | The Name's N!                                     | Een vriend... Zijn naam is N!                                       | 24 januari 2013   | 27 april 2013     | 26 oktober 2013   | 18 september 2013 |
| 773/14 | Er Is Een Nieuwe Gym Leader In De Stad!           | There's a New Gym Leader in Town!                 | De nieuwe Gym Leader — Cheren!                                      | 31 januari 2013   | 4 mei 2013        | 27 oktober 2013   | 19 september 2013 |
| 774/15 | Team Plasma's Pokémon Energie-Experiment!         | Team Plasma's Pokémon Power Plot!                 | Colress tegen Looker! Team Plasmas samenzwering!!                   | 7 februari 2013   | 11 mei 2013       | 2 november 2013   | 20 september 2013 |
| 775/16 | Het Licht Van Floccesy Ranch!                     | The Light of Floccesy Ranch!                      | De misitige Floccesy-boerderij! Het licht van Ampharos!!            | 14 februari 2013  | 18 mei 2013       | 3 november 2013   | 23 september 2013 |
| 776/17 | Het Redden Van Braviary!                          | Saving Braviary!                                  | N, Nog een keer! Operatie redt Braviary!!                           | 21 februari 2013  | 25 mei 2013       | 9 november 2013   | 24 september 2013 |
| 777/18 | De Pokémon Havenpolitie!                          | The Pokémon Harbor Patrol!                        | Schiet op! De Pokémon kloofkust reddingsbrigade!!                   | 28 februari 2013  | 1 juni 2013       | 10 november 2013  | 25 september 2013 |
| 778/19 | Het Vuur Van Een Gloeiend Hete Hereniging!        | The Fires of a Red-Hot Reunion!                   | Verbrand, Charizard! Tegen Dragonite!                               | 7 maart 2013      | 8 juni 2013       | 16 november 2013  | 26 september 2013 |
| 779/20 | Team Plasma's Pokémon Manipulatie!                | Team Plasma's Pokémon Manipulation!               | Team Plasmas ambitie! De gemanipuleerde Pokémon!!                   | 14 maart 2013     | 15 juni 2013      | 17 november 2013  | 27 september 2013 |
| 780/21 | Geheimen Doemen Op Uit De Mist!                   | Secrets From Out of the Fog!                      | N's Geheim... Naar de andere kant van de mist!                      | 21 maart 2013     | 22 juni 2013      | 23 november 2013  | 30 september 2013 |
| 781/22 | Meowth, Colress En Team Rivaliteit!               | Meowth, Colress and Team Rivalry!                 | Team Rocket tegen Team Plasma! Meowth en Colress!!                  | 28 maart 2013     | 29 juni 2013      | 24 november 2013  | 1 oktober 2013    |
| 782/23 | Ash En N: Botsende Idealen!                       | Ash and N: A Clash of Ideals!                     | De Witte Ruïnes! Ash Tegen N!!                                      | 4 april 2013      | 6 juli 2013       | 30 november 2013  | 2 oktober 2013    |
| 783/24 | Team Plasma En De Lichtsteenceremonie!            | Team Plasma and the Awakening Ceremony!           | Team Plasma keert terug! Het opwekkings ritueel!!                   | 11 april 2013     | 13 juli 2013      | 1 december 2013   | 3 oktober 2013    |
| 784/25 | Voorbij Waarheid En Dromen!                       | What Lies Beyond Truth and Ideals!                | Reshiram Tegen N! Achter waarheid en idealen!!                      | 18 april 2013     | 20 juli 2013      | 7 december 2013   | 4 oktober 2013    |
| 785/26 | Vaarwel Unova! Tijd Voor Nieuwe Avonturen!        | Farewell, Unova! Setting Sail for New Adventures! | Vaarwel Unova! Laten we nog eens varen!!                            | 25 april 2013     | 27 juli 2013      | 14 december 2013  | 5 december 2013   |
| 786/27 | Gevaar, Zo Zoet Als Honing!                       | Danger, Sweet as Honey!                           | De gevaarlijke zoete honing!                                        | 2 mei 2013        | 3 augustus 2013   | 21 december 2013  | 6 december 2013   |
| 787/28 | Cilan En De Zaak Van De Purrloin Getuige!         | Cilan and the Case of the Purrloin Witness!       | Detective deskundige Cilan! De gesloten kamer in de oceaan!!        | 9 mei 2013        | 10 augustus 2013  | 28 december 2013  | 9 december 2013   |
| 788/29 | De Kroning Van De Snijschelpkoning!               | Crowning the Scalchop King!                       | Vaarwel, Oshawott?! De weg om snijschelp koning te worden!          | 16 mei 2013       | 17 augustus 2013  | 4 januari 2014    | 10 december 2013  |
| 789/30 | Het Eiland Der Illusies!                          | The Island of Illusions!                          | Zoroark in de mist!                                                 | 23 mei 2013       | 24 augustus 2013  | 11 januari 2014   | 11 december 2013  |
| 790/31 | Hoe Vang Je Een Rotom!                            | To Catch a Rotom!                                 | Rotom tegen Professor Oak!                                          | 30 mei 2013       | 31 augustus 2013  | 18 januari 2014   | 12 december 2013  |
| 791/32 | De Piraten Van Decolore!                          | The Pirates of Decolore!                          | De Piratenkoning van de Decolara Eilanden!                          | 6 juni 2013       | 7 september 2013  | 25 januari 2014   | 13 december 2013  |
| 792/33 | Butterfree En Ik!                                 | Butterfree and Me!                                | Ash en Butterfree! Tot de dag dat we herenigd worden!!              | 13 juni 2013      | 14 september 2013 | 1 februari 2014   | 16 december 2013  |
| 793/34 | Het Pad Dat Leidt Naar Afscheid!                  | The Path That Leads to Goodbye!                   | Ash en Iris breken het af?! De snelle weg naar scheiding!!          | 20 juni 2013      | 21 september 2013 | 8 februari 2014   | 17 december       |
| 794/35 | Op Zoek Naar Een Wens!                            | Searching for a Wish!                             | Wensen met Jirachi! Het zeven dagen wonder!!                        | 27 juni 2013      | 28 september 2013 | 15 februari 2014  | 18 december 2013  |
| 795/36 | UFO Op Capacia Island!                            | Capacia Island UFO!                               | De schijnende, vliegende schotel! Beheeyems dorp!!                  | 4 juli 2013       | 5 oktober 2013    | 22 februari 2014  | 19 december 2013  |
| 796/37 | De Journalist Uit Een Andere Regio!               | The Journalist from Another Region!               | Alexa verschijnt! Helioptile en Gogoat!!                            | 18 juli 2013      | 12 oktober 2013   | 1 maart 2014      | 20 december 2013  |
| 797/38 | Een Mysterie Op Een Onbewoond Eiland!             | Mystery on a Deserted Island!                     | Het mysterie van de schat! Avontuur op een onbewoond eiland!!       | 25 juli 2013      | 19 oktober 2013   | 8 maart 2014      | 23 december 2013  |
| 798/39 | Een Pokémon Met Een Andere Kleur!                 | A Pokémon of a Different Color!                   | Clair en Iris! De Shiny Druddigon!!                                 | 1 augustus 2013   | 26 oktober 2013   | 15 maart 2014     | 24 december 2013  |
| 799/40 | De Viering Van De Komeet Van De Held!             | Celebrating the Hero's Comet!                     | Noivern verschijnt! De legende van de komeet en de held!!           | 15 augustus 2013  | 2 november 2013   | 22 maart 2014     | 25 december 2013  |
| 800/41 | Vooruit, Gogoat!                                  | Go, Go Gogoat!                                    | Go, go, Gogoat!                                                     | 22 augustus 2013  | 9 november 2013   | 29 maart 2014     | 26 december 2013  |
| 801/42 | Emolga Sluit Zich Aan Bij Team Rocket!            | Team Rocket's Shocking Recruit!                   | Emolga wordt lid van Team Rocket!                                   | 5 september 2013  | 16 november 2013  | 5 april 2014      | 27 december 2013  |
| 802/43 | De Redding Van De Striaton Gym!                   | Survival of the Striaton Gym!                     | Cilan tegen de IJs-uitdager! Crisis in de Striaton Gym!!            | 12 september 2013 | 23 november 2013  | 12 april 2014     | 30 december 2013  |
| 803/44 | Veel Geluk En Tot Ziens!                          | Best Wishes Until We Meet Again!                  | Beste wensen! Tot de dag dat we herenigd worden!!                   | 19 september 2013 | 30 november 2013  | 19 april 2014     | 31 december 2013  |
| 804/45 | De Droom Gaat Verder!                             | The Dream Continues!                              | Mijn droom, Pokémon meester!!                                       | 26 september 2013 | 7 december 2013   | 26 april 2014     | 30 december 2013  |

## Pokémon: XY(reeks 5)

### Seizoen 17: XY – Een nieuw Mega avontuur
| Nr.    | Titel aflevering NL                        | Titel aflevering VS                       | Titel aflevering JP (NL vertaling)                                   | Uitzenddatum JP   | Uitzenddatum VS   | Uitzenddatum NL | Uitzenddatum VL   |
| ------ | ------------------------------------------ | ----------------------------------------- | -------------------------------------------------------------------- | ----------------- | ----------------- | --------------- | ----------------- |
| 805/01 | Kalos, waar dromen en avonturen beginnen!  | Kalos, Where Dreams and Adventures Begin! | Wij arriveren in de Kalos-regio! Het begin van dromen en avonturen!! | 17 oktober 2013   | 19 oktober 2013   | 18 april 2014   | 25 april 2014     |
| 806/02 | Achtervolging in Lumiose City!!            | Lumiose City Pursuit!                     | Mega-evolutie en de Prisma-toren!!                                   | 17 oktober 2013   | 19 december 2013  | 26 april 2014   | 7 mei 2014        |
| 807/03 | Een levendig luchtgevecht!                 | A Battle of Aerial Mobility!              | Froakie Tegen Fletchling! De Strijd in de Lucht!!                    | 24 oktober 2013   | 1 februari 2014   | 27 april 2014   | 14 mei 2014       |
| 808/04 | Een vriendschap met knetterende konen!     | A Shockingly Cheeky Friendship!           | Pikachu & Dedenne! Nuzzle!!                                          | 31 oktober 2013   | 8 februari 2014   | 03 mei 2014     | 21 mei 2014       |
| 809/05 | Een stormachtig gym gevecht in Santalune!  | A Blustery Santalune Gym Battle!          | Het Santalune gym gevecht! Het prachtige Vivillon dans gevecht!!     | 7 november 2013   | 22 februari 2014  | 04 mei 2014     | 28 mei 2014       |
| 810/06 | Vechten op glad ijs!                       | Battling on Thin Ice!                     | Beslissend Gevecht op het IJs! Pikachu Tegen Vivillon!!              | 14 november 2013  | 22 februari 2014  | 10 mei 2014     | 4 juni 2014       |
| 811/07 | Wat een gesjees tijdens de Rhyhorn-race!   | Giving Chase at the Rhyhorn Race!         | Laat het aan Serena over! Rhyhorn Rampenrace!!                       | 21 november 2013  | 1 maart 2014      | 11 mei 2014     | 11 juni 2014      |
| 812/08 | Furfrou in het pokemon kapsalon!           | Grooming Furfrou!                         | Pokémon Kapper en Furfrou!                                           | 28 november 2013  | 8 maart 2014      | 17 mei 2014     | 18 juni 2014      |
| 813/09 | Clemont heeft een geheim!                  | Clemont's Got a Secret!                   | Onderwerp de Lumiose Gym! Clemont's geheim!!                         | 5 december 2013   | 15 maart 2014     | 18 mei 2014     | 25 juni 2014      |
| 814/10 | Mega-mega Meowth-manie!                    | Mega-Mega Meowth Madness!                 | Chespin VS Mega Mega Meowth!!                                        | 12 december 2013  | 22 maart 2014     | 24 mei 2014     | 2 juli 2014       |
| 815/11 | Het bamboewoeste bos!                      | The Bamboozling Forest!                   | Achtervolging in het Bamboe bos! Pancham en Pangoro!!                | 19 december 2013  | 29 maart 2014     | 25 mei 2014     | 9 juli 2014       |
| 816/12 | Hoe vang je een Pokemon Smokkelaar!        | To Catch a Pokémon Smuggler!              | Pak de Pokemon Smokkelaar ! Het Spewpa imitatie plan!!               | 9 januari 2014    | 5 april 2014      | 31 mei 2014     | 16 juli 2014      |
| 817/13 | Chaos bij het kinderdagverblijf!           | Kindergarten Chaos!                       | Sylveon VS Froakie! Grote commotie op de kleuterschool!!             | 16 januari 2014   | 12 april 2014     | 1 juni 2014     | 23 juli 2014      |
| 818/14 | Een schuilplaats voor de onweersbui!       | Seeking Shelter from the Storm!           | De mysterieuze schuilplaats! Espurr houdt je in de gaten!!           | 30 januari 2014   | 19 april 2014     | 7 juni 2014     | 30 juli 2014      |
| 819/15 | Trek in een gevecht!                       | An Appetite for Battle!                   | Chespin VS Delphox! Een dieet gevecht!?                              | 6 februari 2014   | 26 april 2014     | 8 juni 2014     | 6 augustus 2014   |
| 820/16 | Een schokkende wisseltruc!                 | A Jolting Switcheroo!                     | Dedenne is Pichu, Pichu is Dedenne?!                                 | 13 februari 2014  | 3 mei 2014        | 14 juni 2014    | 13 augustus 2014  |
| 821/17 | Een stormloop aan ninjawijsheden!          | A Rush of Ninja Wisdom!                   | Froakie VS Frogadier! Een Ninja Gevecht!                             | 20 februari 2014  | 10 mei 2014       | 15 juni 2014    | 20 augustus 2014  |
| 822/18 | De slapende reus wakker maken!             | Awakening the Sleeping Giant!             | Word wakker Snorlax! Gevecht in het Parfum Paleis!                   | 27 februari 2014  | 17 mei 2014       | 21 juni 2014    | 27 augustus 2014  |
| 823/19 | Een complot om te veroveren!               | A Conspiracy to Conquer!                  | Mevrouw X's kwade plan! De enge Pokemon Malamar!!                    | 13 maart 2014     | 24 mei 2014       | 22 juni 2014    | 3 september 2014  |
| 824/20 | Een adellijke titel in het kasteel winnen! | Breaking Titles at the Chateau!           | Battle Chateau uitdaging! Viola VS Grant!!                           | 20 maart 2014     | 7 juni 2014       | 28 juni 2014    | 10 september 2014 |
| 825/21 | Een Pokévideo voor de toekomst!            | A Pokévision of Things to Come!           | Debuut! Serena en Fennekin op Pokévision!!                           | 27 maart 2014     | 14 juni 2014      | 29 juni 2014    | 17 september 2014 |
| 826/22 | Voor goud gaan!                            | Going for the Gold!                       | Vis naar de Gouden Magikarp!                                         | 10 april 2014     | 21 juni 2014      | 4 oktober 2014  | 24 september 2014 |
| 827/23 | Weer terug naar de kou!                    | Coming Back into the Cold!                | De band van de Aurora! Amaurus en Aurorus!!                          | 17 april 2014     | 28 juni 2014      | 5 oktober 2014  | 1 oktober 2014    |
| 828/24 | Thuis onder water!                         | An Undersea Place to Call Home!           | Het Onderzeekasteel! Skrelp en Dragalge!!                            | 20 november 2014  | 7 februari 2015   | 14 juni 2015    | 26 augustus 2015  |
| 829/25 | De muren beklimmen!                        | Climbing the Walls!                       | Cyllage Gym Battle! Pikachu VS Tyrunt!!                              | 24 april 2014     | 5 juli 2014       | 11 oktober 2014 | 8 oktober 2014    |
| 830/26 | Een strijd zo zoet!                        | A Battle by Any Other Name!               | Swirlix en Slurpuff! Een zoet gevecht is geen appeltje eitje!!       | 8 mei 2014        | 12 juli 2014      | 12 oktober 2014 | 15 oktober 2014   |
| 831/27 | Op zoek naar een feeënbloem!               | To Find a Fairy Flower!                   | Flabébé en de feeënbloem!!                                           | 15 mei 2014       | 19 juli 2014      | 18 oktober 2014 | 22 oktober 2014   |
| 832/28 | De banden der evolutie!                    | The Bonds of Evolution!                   | Kampioen Diantha verschijnt! Mega Gardevoir in de mist!!             | 22 mei 2014       | 26 juli 2014      | 19 oktober 2014 | 29 oktober 2014   |
| 833/29 | Helden - Zowel vriend als vijand!          | Heroes - Friends and Faux Alike!          | Ta-da! Nep Ash verschijnt!!                                          | 29 mei 2014       | 2 augustus 2014   | 25 oktober 2014 | 5 november 2014   |
| 834/30 | Mega-ontdekkingen!                         | Mega Revelations!                         | Korrina en Lucario! Het geheim van Mega-evolutie!!                   | 29 mei 2014       | 9 augustus 2014   | 26 oktober 2014 | 12 november 2014  |
| 835/31 | De grot der beproeving!                    | The Cave of Trials!                       | Lucario VS Blaziken! De grot van de grote proef!!                    | 5 juni 2014       | 16 augustus 2014  | 1 november 2014 | 19 november 2014  |
| 836/32 | De aurastorm!                              | The Aura Storm!                           | Mega Lucario VS Mega Lucario! De Aurastorm!!                         | 12 juni 2014      | 23 augustus 2014  | 2 november 2014 | 26 november 2014  |
| 837/33 | Doordringen tot de aura!                   | Calling from Beyond the Aura!             | Harten roepen elkaar. Naar de andere kant van de Aura!               | 19 juni 2014      | 30 augustus 2014  | 8 november 2014 | 3 december 2014   |
| 838/34 | De banden van mega-evolutie!               | The Bonds of Mega Evolution!              | Mega Lucario VS Mega Mawile! De band van Mega-evolutie!              | 3 juli 2014       | 6 september 2014  | 9 november 2014 | 10 december 2014  |
| 839/35 | De boskampioen!                            | The Forest Champion!                      | Kampioen van het bos! Hawlucha verschijnt!!                          | 10 juli 2014      | 13 september 2014 | 18 april 2015   | 17 december 2014  |
| 840/36 | Gevechten in de lucht!                     | Battles in the sky!                       | Een Luchtgevecht?! Hawlucha VS Talonflame!!                          | 24 juli 2014      | 20 september 2014 | 19 april 2015   | 24 december 2014  |
| 841/37 | De grot met de spiegels!                   | The Cave of Mirrors!                      | Reflectiegrot! Spiegelwereld Ash en Ash!?                            | 31 juli 2014      | 27 september 2014 | 25 april 2015   | 31 december 2014  |
| 842/38 | Vriendschap sluiten in het bos!            | Forging Forest Friendships!               | Trevenant van het Kruipende Bos!!                                    | 7 augustus 2014   | 4 oktober 2014    | 26 april 2015   | 7 januari 2015    |
| 843/39 | Een zomer vol ontdekkingen!                | Summer of Discovery!                      | Pokémon Zomerkamp! Het Rivalen-trio verschijnt!!                     | 14 augustus 2014  | 11 oktober 2014   | 2 mei 2015      | 20 maart 2015     |
| 844/40 | Kaskrakers op dag drie!                    | Day Three Blockbusters!                   | Serena VS Shauna! Pokévideo-uitdaging!!                              | 21 augustus 2014  | 18 oktober 2014   | 3 mei 2015      | 23 maart 2015     |
| 845/41 | Een Pokémon-oriëntatieloop in de mist!     | Foggy Pokémon Orienteering!               | Pokédropping! X in de Mist!!                                         | 28 augustus 2014  | 25 oktober 2014   | 9 mei 2015      | 23 maart 2015     |
| 846/42 | Vechten voor een plaats in de eregalerij!  | Battling Into the Hall of Fame!           | Team Battle! Strijden voor de Eregalerij!!                           | 4 september 2014  | 1 november 2014   | 10 mei 2015     | 24 maart 2015     |
| 847/43 | De oorsprong van mega-evolutie!            | Origins of Mega Evolution!                | De Toren van Meesterschap! De Geschiedenis van Mega-evolutie!!       | 18 september 2014 | 8 november 2014   | 16 mei 2015     | 24 maart 2015     |
| 848/44 | Confrontatie in de Shalour gym!            | Showdown at the Shalour Gym!              | Shalour Gymgevecht! Pikachu VS Mega Lucario!!                        | 25 september 2014 | 15 november 2014  | 17 mei 2015     | 25 maart 2015     |
| 849/45 | Van je familie moet je het hebben!         | Splitting Heirs!                          | Clemont tegen Bonnie!? Een Broer-zusgevecht om Meowstic!!            | 2 oktober 2014    | 22 november 2014  | 23 mei 2015     | 25 maart 2015     |
| 850/46 | De Onhandige kluns klaart de klus!         | The Clumsy Crier Quiets the Chaos!        | De Klunzige Wigglytuff VS de logeslagen Salamence!!                  | 9 oktober 2014    | 29 november 2014  | 24 mei 2015     | 26 maart 2015     |
| 851/47 | Dromen over een leven als Artiest!         | Dreaming a Performer's Dream!             | Serena vangt haar eerste Pokémon?! Pancham VS Fennekin!!             | 16 oktober 2014   | 6 december 2014   | 30 mei 2015     | 26 maart 2015     |
| 852/48 | Een reünie op school!                      | A Campus Reunion!                         | Een Campus Reünie!                                                   | 23 oktober 2014   | 13 december 2014  | 31 mei 2015     | 27 maart 2015     |
| 853/49 | Bonnie gaat in de verdediging!             | Bonnie for the Defense!                   | Bonnie voor de verdediging!                                          | 30 oktober 2014   | 20 december 2014  | 6 juni 2015     | 27 maart 2015     |

### Seizoen 18: XY – Ontdekkingsreis door Kalos
| Nr.    | Titel aflevering NL                            | Titel aflevering VS                         | Titel aflevering JP (NL vertaling)                                                 | Uitzenddatum JP   | Uitzenddatum VS   | Uitzenddatum NL   | Uitzenddatum VL   |
| ------ | ---------------------------------------------- | ------------------------------------------- | ---------------------------------------------------------------------------------- | ----------------- | ----------------- | ----------------- | ----------------- |
| 854/01 | De weg naar demonstraties door dik en dun!     | Pathways to Performance Partnering!         | Dans Pancham, pak het publiek. De Dans voor morgen!                                | 13 november 2014  | 7 februari 2015   | 7 juni 2015       | 24 augustus 2015  |
| 855/02 | Als licht en donker botsen!                    | When Light and Dark Collide!                | Hawlucha en Donkere Hawlucha!                                                      | 27 november 2014  | 7 februari 2015   | 13 juni 2015      | 25 augustus 2015  |
| 856/03 | Een heimelijke uitdaging!                      | A Stealthy Challenge!                       | Ninja Kunstuitdaging! Frogadier VS Barbaracle!!                                    | 11 december 2014  | 28 februari 2015  | 20 juni 2015      | 27 augustus 2015  |
| 857/04 | Een race naar huis!                            | A Race for Home!                            | Serena wordt Serieus! De Wilde Skiddo Race!!                                       | 18 december 2014  | 7 maart 2015      | 21 juni 2015      | 28 augustus 2015  |
| 858/05 | Confrontatie met het meesterplan!              | Facing the Grand Design!                    | Malamar VS Inkay! Banden die de Wereld moeten redden!!                             | 25 december 2014  | 14 maart 2015     | 27 juni 2015      | 31 augustus 2015  |
| 859/06 | Een glibberige ontmoeting!                     | A Slippery Encounter!                       | De Zwakste Draak!? Goomy verschijnt!!                                              | 8 januari 2015    | 21 maart 2015     | 28 juni 2015      | 1 september 2015  |
| 860/07 | Zet 'em op Goomy!                              | One for the Goomy!                          | Doe je best, Dedenne! Doe het voor Goomy!!                                         | 15 januari 2015   | 28 maart 2015     | 4 juli 2015       | 2 september 2015  |
| 861/08 | Een ijzige paniek laten ontdooien!             | Thawing an Icy Panic!                       | Vanillite Paniek! Een met ijs bedekte Whiteout!!                                   | 22 januari 2015   | 4 april 2015      | 5 juli 2015       | 3 september 2015  |
| 862/09 | Oost, west, bij de grassoorten het best!       | The Green, Green Grass Types of Home!       | Coumarine Gymgevecht! Frogadier VS Gogoat!!                                        | 29 januari 2015   | 11 april 2015     | 30 augustus 2015  | 4 september 2015  |
| 863/10 | Onder de boom der belofte!                     | Under the Pledging Tree!                    | Ash en Serena's Eerste Date!? De Boom der Beloftes en Geschenken!!                 | 5 februari 2015   | 18 april 2015     | 6 september 2015  | 7 september 2015  |
| 864/11 | Een Pokémon show debuut!                       | A Showcase Debut!                           | Richt je op de Kalos Koningin! Serena maakt haar Debuut!!                          | 12 februari 2015  | 25 april 2015     | 12 september 2015 | 8 september 2015  |
| 865/12 | Een oase van hoop!                             | An Oasis of Hope!                           | Beslissend Gevecht in de Wildernis! Val aan, Goomy!!                               | 19 februari 2015  | 2 mei 2015        | 13 september 2015 | 9 september 2015  |
| 866/13 | Vastberadenheid schiet ons de toekomst in!     | The Future Is Now, Thanks to Determination! | Bescherm de Toekomst van de Wetenschap! Het Elektrische Doolhof!!                  | 26 februari 2015  | 9 mei 2015        | 19 september 2015 | 10 september 2015 |
| 867/14 | Een wegsplitsing! Ieder z'n eigen weg!         | A Fork in the Road! A Parting of the Ways!  | Een Splitsing in de Weg der Besluiteloosheid!? Jessie en Wobbuffet!!               | 5 maart 2015      | 16 mei 2015       | 20 september 2015 | 11 september 2015 |
| 868/15 | Vechten met elegantie en een grote glimlach!   | Battling with Elegance and a Big Smile!     | Fennekin VS Delphox! Een Prachtig Uitgevoerd Gevecht!!                             | 12 maart 2015     | 23 mei 2015       | 26 september 2015 | 14 september 2015 |
| 869/16 | Goede vrienden, een te gekke training!         | Good Friends, Great Training!               | Wartortle en Raichu verschijnen! Succes Sliggoo!!                                  | 26 maart 2015     | 30 mei 2015       | 27 september 2015 | 15 september 2015 |
| 870/17 | Confrontatie met het duistere!                 | Confronting the Darkness!                   | Het Lumiose City Onderzoek! Clembot VS Zwarte Clembot!!                            | 2 april 2015      | 6 juni 2015       | 3 oktober 2015    | 16 september 2015 |
| 871/18 | Het moment van de Lumiose waarheid!            | The Moment of Lumiose Truth!                | Lumiose Gymgevecht! Ash VS Clemont!!                                               | 9 april 2015      | 13 juni 2015      | 4 oktober 2015    | 17 september 2015 |
| 872/19 | De megaband van Garchomp!                      | Garchomp's Mega Bond!                       | De Begeerde Mega-evolutie! Garchomp's Banden!!                                     | 16 april 2015     | 20 juni 2015      | 17 oktober 2015   | 18 september 2015 |
| 873/20 | Het land van herkomst verdedigen!              | Defending the Homeland!                     | Gevecht in het Drasland! Goodra VS Florges!!                                       | 23 april 2015     | 27 juni 2015      | 18 oktober 2015   | 21 september 2015 |
| 874/21 | Achter de regenboog!                           | Beyond the Rainbow!                         | Conclusie! Goodra, Ga over de Regenboog!!                                          | 30 april 2015     | 4 juli 2015       | 24 oktober 2015   | 22 september 2015 |
| 875/22 | Dus je hebt een slechte dag!                   | So You're Having a Bad Day!                 | De Grootste Pech? Bonnie VS Meowth!!                                               | 7 mei 2015        | 11 juli 2015      | 25 oktober 2015   | 23 september 2015 |
| 876/23 | Enge gastvrijheid!                             | Scary Hospitality!                          | De Gastvrije Diensten van het Spookhuis!!                                          | 14 mei 2015       | 18 juli 2015      | 31 oktober 2015   | 24 september 2015 |
| 877/24 | Een modieus gevecht!                           | A Fashionable Battle!                       | Gevecht tijdens de Modeshow! Bagon VS Spritzee!!                                   | 21 mei 2015       | 25 juli 2015      | 1 november 2015   | 25 september 2015 |
| 878/25 | De trucjes van fee soorten!                    | Fairy-Type Trickery!                        | Laverre Gymgevecht! De Prachtige Feeën-valstrik!!                                  | 28 mei 2015       | 1 augustus 2015   | 7 november 2015   | 28 september 2015 |
| 879/26 | Rivalen: vandaag en morgen!                    | Rivals: Today and Tomorrow!                 | Driestrijdige Rivalengevecht! Gericht op de Toekomst!!                             | 4 juni 2015       | 8 augustus 2015   | 8 november 2015   | 29 september 2015 |
| 880/27 | Een niet zo'n vliegende start!                 | A Not-So-Flying Start!                      | De Wind, het Ei en de Noibat!                                                      | 11 juni 2015      | 22 augustus 2015  | 14 november 2015  | 30 september 2015 |
| 881/28 | Een estafette in de lucht!                     | A Relay in the Sky!                         | De Pokémon Lucht Estafette Uitdaging! Vlieg, Noibat!!                              | 18 juni 2015      | 29 augustus 2015  | 15 november 2015  | 1 oktober 2015    |
| 882/29 | Licht! Camera! Pika!                           | Lights! Camera! Pika!                       | De Bliksemsnelle Held! Super Pikachu!!                                             | 18 juni 2015      | 21 november 2015  | 27 december 2015  |                   |
| 883/30 | Een furieus fabrieksfiasco!                    | A Frenzied Factory Fiasco!                  | Hevige Strijd in de Pokéball Fabriek! Pikachu VS Meowth!!                          | 25 juni 2015      | 5 september 2015  | 21 november 2015  | 2 oktober 2015    |
| 884/31 | Een demonstratie met vurige charme!            | Performing with Fiery Charm!                | Braixen en Pancham! Een Boeiend Vurig Gevecht!!                                    | 2 juli 2015       | 12 september 2015 | 22 november 2015  | 5 oktober 2015    |
| 885/32 | De wens van Rotom!                             | Rotom's Wish!                               | Ash Gaat Dwars door de Tijd! Rotom's Wens!!                                        | 9 juli 2015       | 19 september 2015 | 28 november 2015  | 6 oktober 2015    |
| 886/33 | Een feestelijke ruil! Een feestelijk vaarwel?  | A Festival Trade! A Festival Farewell?      | Het Gourgeist Festival! Vaarwel, Pumpkaboo!?                                       | 23 juli 2015      | 26 september 2015 | 29 november 2015  | 25 november 2015  |
| 887/34 | Over de sneeuwberg!                            | Over the Mountain of Snow!                  | Over de Sneeuwbergen! Mamoswine en Abomasnow!!                                     | 30 juli 2015      | 3 oktober 2015    | 5 december 2015   | 26 november 2015  |
| 888/35 | Avonturen tijdens het boodschappen doen!       | Adventures in Running Errands!              | Chespin! Zijn Eerste Boodschap!!                                                   | 13 augustus 2015  | 10 oktober 2015   | 6 december 2015   | 27 november 2015  |
| 889/36 | Het herstellen van een geknakt zelfvertrouwen! | Mending a Broken Spirit!                    | Een Gebroken Tak en Een Gebroken Hart! Heftige Gevoelens van Braixen!!             | 20 augustus 2015  | 17 oktober 2015   | 12 december 2015  | 30 november 2015  |
| 890/37 | Een legendarisch fotomoment!                   | A Legendary Photo Op!                       | Fotomoment van Moltres! Kiekje van een Legende!!                                   | 27 augustus 2015  | 24 oktober 2015   | 13 december 2015  | 1 december 2015   |
| 891/38 | De kleine verzorger!                           | The Tiny Caretaker!                         | Bonnie Zal voor Je Zorgen! De Verwende Tyrunt!!                                    | 10 september 2015 | 31 oktober 2015   | 19 december 2015  | 2 december 2015   |
| 892/39 | Herinneringen aan het verleden!                | A Trip Down Memory Train!                   | Herinneringen over De Trein! Clemont en Bunnelby!!                                 | 17 september 2015 | 7 november 2015   | 20 december 2015  | 3 december 2015   |
| 893/40 | Een dartelende vondst tussen de bloemen!       | The Frolicking Find in the Flowers!         | Eevee is Verlegen voor Vreemden!? De Vangst in de Bloemen!!                        | 24 september 2015 | 14 november 2015  | 26 december 2015  | 4 december 2015   |
| 894/41 | Inspiratie voor het koppelteamgevecht!         | Tag Team Battle Inspiration!                | Een Koppelgevecht is een Vriendschapsgevecht! Eevee's Eerste Keer in een Gevecht!! | 1 oktober 2015    | 28 november 2015  | 2 januari 2016    | 15 mei 2016       |
| 895/42 | Een demonstratie-quiz!                         | A Performance Pop Quiz!                     | Het Vreugdedansje Komt Na de Quiz!? Het Anistar Pokémon Toernooi!!                 | 8 oktober 2015    | 5 december 2015   | 3 januari 2016    | 15 mei 2016       |
| 896/43 | Duister lot, zonnige toekomst!                 | Cloudy Fate, Bright Future!                 | De Crisis in Kalos! Het Gevecht om de Gigantische Zonnewijzer!!                    | 15 oktober 2015   | 12 december 2015  | 9 januari 2016    | 15 mei 2016       |
| 897/44 | Alle ogen gericht op de toekomst!              | All Eyes on the Future!                     | Een Dubbelgevecht in de Anistar Gym! Olympia's Toekomstblik!!                      | 22 oktober 2015   | 19 december 2015  | 10 januari 2016   | 15 mei 2016       |

### Seizoen 19: XY&Z – Een reis door onbekend gebied
| Nr.    | Titel aflevering NL                                  | Titel aflevering VS                        | Titel aflevering JP (NL vertaling)                                              | Uitzenddatum JP   | Uitzenddatum VS   | Uitzenddatum NL   | Uitzenddatum VL   |
| ------ | ---------------------------------------------------- | ------------------------------------------ | ------------------------------------------------------------------------------- | ----------------- | ----------------- | ----------------- | ----------------- |
| 898/01 | Van A tot Z!                                         | From A to Z!                               | De Explosieve Geboorte van Z! Wat Zich Schuil Houdt in Kalos!!                  | 29 oktober 2015   | 20 februari 2016  | 20 juni 2016      | 16 mei 2016       |
| 899/02 | Liefde slaat toe! Eevee schrikt, en hoe!             | Love Strikes! Eevee, Yikes!                | Heetgebakerde Quilladin! Gompie is het Doelwit!!                                | 5 november 2015   | 27 februari 2016  | 21 juni 2016      | 16 mei 2016       |
| 900/03 | Een giga-gevecht met mega-resultaten!                | A Giga Battle With Mega Results!           | Mega Audino VS Giga Giga Meowth!!                                               | 12 november 2015  | 5 maart 2016      | 22 juni 2016      | 17 mei 2016       |
| 901/04 | Een vurig overgangsritueel!                          | A Fiery Rite of Passage!                   | Litleo en Pyroar! Een Vurige Reis!!                                             | 19 november 2015  | 12 maart 2016     | 23 juni 2016      | 18 mei 2016       |
| 902/05 | In je dromen!                                        | Dream a Little Dream from Me!              | Pikachu, De Dromen Die Gompie Ziet!                                             | 26 november 2015  | 19 maart 2016     | 24 juni 2016      | 19 mei 2016       |
| 903/06 | De legende van de ninja held!                        | The Legend of the Ninja Hero!              | Welkom in het Ninja Dorp! De Legende van de Heldhaftige Greninja!!              | 3 december 2015   | 26 maart 2016     | 27 juni 2016      | 20 mei 2016       |
| 904/07 | Het feest der beslissingen!                          | A Festival of Decisions!                   | Beslissend Gevecht in het Ninja Dorp! Frogadier VS Bisharp!!                    | 10 december 2015  | 2 april 2016      | 28 juni 2016      | 23 mei 2016       |
| 905/08 | Een dansdebuut!                                      | A Dancing Debut!                           | Dans, Eevee! Zijn Pokémon Show Debuut!!                                         | 17 december 2015  | 9 april 2016      | 29 juni 2016      | 24 mei 2016       |
| 906/09 | Ontmoeting bij de Terminus-grot!                     | Meeting at Terminus Cave!                  | Terminus Grot! Het Mysterie van Z is in Beweging Gezet!!                        | 24 december 2015  | 16 april 2016     | 30 juni 2016      | 25 mei 2016       |
| 907/10 | Een cellulaire connectie!                            | A Cellular Connection!                     | Bonnie en Gompie!                                                               | 14 januari 2016   | 23 april 2016     | 1 juli 2016       | 26 mei 2016       |
| 908/11 | Een ontmoeting in de wind!                           | A Windswept Encounter!                     | Noibat en Floette! Een Confrontatie in de Wind!!                                | 21 januari 2016   | 30 april 2016     | 4 juli 2016       | 27 mei 2016       |
| 909/12 | Dansfeestplezier!                                    | Party Dancecapades!                        | Ash en Serena! Pak Elkaar Vast op het Dansfeest!!                               | 28 januari 2016   | 7 mei 2016        | 5 juli 2016       | 30 mei 2016       |
| 910/13 | Twee reizen komen samen!                             | A Meeting of Two Journeys!                 | Het Sterkste Mega Gevecht! Greninja VS Mega Charizard!!                         | 4 februari 2016   | 14 mei 2016       | 6 juli 2016       | 16 juni 2016      |
| 911/14 | Een explosieve operatie!                             | An Explosive Operation!                    | Een Explosieve Bodemrazernij! De Vangoperatie van Zygarde!!                     | 11 februari 2016  | 21 mei 2016       | 7 juli 2016       | 17 juni 2016      |
| 912/15 | En toen was er water!                                | A Watershed Moment!                        | De Chesnaught uit de Woestijn! De Bomen Plantende Robot!!                       | 18 februari 2016  | 28 mei 2016       | 8 juli 2016       | 20 juni 2016      |
| 913/16 | Hoofdklasse keuzes!                                  | Master Class Choices!                      | De Hoofdklasse Beproeving! Wat Ga Je Doen, Serena!?                             | 25 februari 2016  | 4 juni 2016       | 11 juli 2016      | 21 juni 2016      |
| 914/17 | Een elektriserende woede!                            | An Electrifying Rage!                      | Zapdos en Noivern! De Bliksem van Boosheid!!                                    | 3 maart 2016      | 11 juni 2016      | 12 juli 2016      | 22 juni 2016      |
| 915/18 | Wat respect openen!                                  | Unlocking Some Respect!                    | Links en Rechts! Het Slingerend Hart van Binacle!!                              | 10 maart 2016     | 18 juni 2016      | 13 juli 2016      | 23 juni 2016      |
| 916/19 | De hoofdklasse is een feit!                          | Master Class is in Session!                | De Hoofdklasse Begint! Een Hevig Meisjesgevecht Waar de Vonken van af Vliegen!! | 17 maart 2016     | 25 juni 2016      | 14 juli 2016      | 24 juni 2016      |
| 917/20 | De weg naar de toekomst ligt open!                   | Performing a Pathway to the Future!        | Aria VS Serena! Open de Deur naar de Toekomst!!                                 | 24 maart 2016     | 2 juli 2016       | 15 juli 2016      | 27 juni 2016      |
| 918/21 | Een blijvertje dat mag blijven?                      | A Keeper for Keeps?!                       | Een Bruid voor Clemont!? Bonnie's S'il-vous-plaît Paniek!!                      | 7 april 2016      | 9 juli 2016       | 19 september 2016 | 3 september 2016  |
| 919/22 | Een gevecht op volle sterkte!                        | Battling at Full Volume!                   | Serena Wordt Ash! De Sterkste Pikachu Krachtmeting!!                            | 14 april 2016     | 16 juli 2016      | 20 september 2016 | 4 september 2016  |
| 920/23 | De Synchroniteitstest!                               | The Synchronicity Test!                    | Ash en Alain! Nogmaals Greninja VS Mega Charizard!!                             | 21 april 2016     | 23 juli 2016      | 21 september 2016 | 10 september 2016 |
| 921/24 | Vrienden maken en invloed uitoefenen op schurken!    | Making Friends and Influencing Villains!   | De Vloek van het Bos en de Witte Phantump!                                      | 28 april 2016     | 30 juli 2016      | 22 september 2016 | 11 september 2016 |
| 922/25 | Een onderzoekend gevecht met een kampioen!           | Championing a Research Battle!             | Ash VS Kampioen Diantha! VS Mega Gardevoir!!                                    | 5 mei 2016        | 6 augustus 2016   | 26 september 2016 | 17 september 2016 |
| 923/26 | Een verrassend gevecht op volle sterkte!             | A Full-Strength Battle Surprise!           | Rivaliserende Krachtmeting! Ash VS Sawyer!!                                     | 12 mei 2016       | 13 augustus 2016  | 27 september 2016 | 18 september 2016 |
| 924/27 | Het hagelt op het ijs-strijdveld!                    | All Hail the Ice Battlefield!              | Snowbelle Gymgevecht! Strijdveld van IJs!!                                      | 19 mei 2016       | 20 augustus 2016  | 28 september 2016 | 24 september 2016 |
| 925/28 | Door de bomen het bos niet meer zien!                | Seeing the Forest for the Trees!           | Het Winderig Woud... Het Ontstaan van Evolutie!                                 | 26 mei 2016       | 27 augustus 2016  | 29 september 2016 | 25 september 2016 |
| 926/29 | Een echte ijsbreker!                                 | A Real Icebreaker!                         | Ash-Greninja VS Mega Abomasnow! Laat de Reuze Water-Shuriken los!!              | 2 juni 2016       | 3 september 2016  | 14 januari 2017   | 29 oktober 2016   |
| 927/30 | Een ruwe diamant!                                    | A Diamond in the Rough!                    | Zoek Carbink! Goodra en Dedenne!!                                               | 9 juni 2016       | 10 september 2016 | 15 januari 2017   | 29 oktober 2016   |
| 928/31 | Een scala aan schitterende snufjes!                  | A Gaggle of Gadget Greatness!              | Een Explosieve Hitte op het Mechanische Festival!                               | 16 juni 2016      | 17 september 2016 | 21 januari 2017   | 10 december 2016  |
| 929/32 | Zijn eigen league!                                   | A League of His Own!                       | De Kalos League Begint! De Krachtmeting van Mega Charizard: X VS Y!!            | 30 juni 2016      | 24 september 2016 | 22 januari 2017   | 30 oktober 2016   |
| 930/33 | Een waardevolle ervaring voor iedereen!              | Valuable Experience for All!               | Mega Sceptile VS Raichu! Ik Heb een aantal Ervaringspunten Opgedaan!            | 7 juli 2016       | 1 oktober 2016    | 28 januari 2017   | 30 oktober 2016   |
| 931/34 | Analyse versus passie!                               | Analysis Versus Passion!                   | Het Halve Finale Volledige Gevecht! Ash VS Sawyer!!                             | 21 juli 2016      | 8 oktober 2016    | 29 januari 2017   | 11 december 2016  |
| 932/35 | Een epische strijd!                                  | A Riveting Rivalry!                        | Beslissend Rivalen Gevecht! Ash-Greninja VS Mega Sceptile!!                     | 28 juli 2016      | 15 oktober 2016   | 4 februari 2017   | 17 december 2016  |
| 933/36 | Kalos League passie met een zekere flare!            | Kalos League Passion with a Certain Flare! | Vurige Strijd in de Kalos League! Roep Al Mijn Passie Bijeen!!                  | 4 augustus 2016   | 22 oktober 2016   | 5 februari 2017   | 17 december 2016  |
| 934/37 | Finale voor wie niet huiverig is!                    | Finals Not for the Faint-Hearted!          | Finale! Ash tegen Alain!!                                                       | 11 augustus 2016  | 29 oktober 2016   | 11 februari 2017  | 17 december 2016  |
| 935/38 | Door tot aan de vurige finish!                       | Down to the Fiery Finish!                  | Kalos League Overwinning! Ash's Ultieme Uitdaging!!                             | 18 augustus 2016  | 5 november 2016   | 12 februari 2017  | 18 december 2016  |
| 936/39 | Een gigantische overname!                            | A Towering Takeover!                       | Team Flare valt aan! Zygrade op de Prisma-toren!!                               | 25 augustus 2016  | 12 november 2016  | 8 april 2017      | 18 december 2016  |
| 937/40 | Uiteenlopende dromen!                                | Coming Apart at the Dreams!                | De Schokkende Zygarde VS Zygarde! De Wereld Stort in!!                          | 1 september 2016  | 19 november 2016  | 9 april 2017      | 18 december 2016  |
| 938/41 | De juiste held voor de juiste taak!                  | The Right Hero for the Right Job!          | Aanval op de Lumiose Gym! Clembot voor Altijd!!                                 | 8 september 2016  | 3 december 2016   | 15 april 2017     | 6 februari 2017   |
| 939/42 | Steengoede verdediging van Kalos!                    | Rocking Kalos Defenses!                    | De Megalith Verspreidt Zich! De Kalos Defensielinie!!                           | 15 september 2016 | 10 december 2016  | 16 april 2017     | 6 februari 2017   |
| 940/43 | Het vormen van een meer dan perfect bondgenootschap! | Forming a More Perfect Union!              | De Zygarde Tegenaanval! Het Laatste Beslissend Gevecht om Kalos!!               | 15 september 2016 | 17 december 2016  | 22 april 2017     | 7 februari 2017   |
| 941/44 | Vechten met een schone lei!                          | Battling With a Clean Slate!               | Beginnen vanaf Nul! Clemont's Beslissing!!                                      | 6 oktober 2016    | 24 december 2016  | 23 april 2017     | 7 februari 2017   |
| 942/45 | De eerste dag van de rest van je leven!              | The First Day of the Rest of Your Life!    | Het Laatste Gevecht met Ash! Serena's Keuze!!                                   | 13 oktober 2016   | 7 januari 2017    | 29 april 2017     | 26 februari 2017  |
| 943/46 | In het belang van velen!                             | Facing the Needs of the Many!              | Vaarwel, Ash-Greninja! Xerosic's Tegenaanval!!                                  | 20 oktober 2016   | 14 januari 2017   | 30 april 2017     | 26 februari 2017  |
| 944/47 | Totdat we het weer tegen elkaar opnemen!             | Till We Compete Again!                     | De Eindeloze Nul! Tot de Dag dat we Elkaar weer Zien!!                          | 27 oktober 2016   | 21 januari 2017   | 6 mei 2017        | 26 februari 2017  |
| 48     | De legende van X, Y en Z!                            | The Legend of X, Y and Z!                  | The XYZ Legend!?                                                                | 3 november 2016   | 28 januari 2017   | 7 mei 2017        |                   |

## Pokémon: Zon & Maan(reeks 6)

### Seizoen 20: Zon & Maan
| Nr.    | Titel aflevering NL                          | Titel aflevering VS                  | Titel aflevering JP (NL vertaling)                                       | Uitzenddatum JP   | Uitzenddatum VS   | Uitzenddatum NL  | Uitzenddatum VL   |
| ------ | -------------------------------------------- | ------------------------------------ | ------------------------------------------------------------------------ | ----------------- | ----------------- | ---------------- | ----------------- |
| 945/01 | Alola! Nieuwe avonturen!                     | Alola to New Adventure!              | Alola! Het Starteiland, De Starters Pokémon!                             | 17 november 2016  | 5 december 2016   | 27 november 2016 | 20 november 2016  |
| 946/02 | De uitdaging van de beschermer!              | The Guardian's Challenge!            | De Beschermgod Tapu Koko verschijnt! Uitdaging, Onze Z-Move!!            | 17 november 2016  | 5 december 2016   | 27 november 2016 | 20 november 2016  |
| 947/03 | De Dex opladen!                              | Loading the Dex!                     | Hallo, Roto, Ik ben de Rotom Pokédex, Roto!                              | 24 november 2016  | 13 mei 2017       | 24 juni 2017     | 1 mei 2017        |
| 948/04 | Eerste vangst in Alola, in Ketchum-stijl!    | First Catch in Alola, Ketchum-style! | Het is Rowlet! Pokémon Vangen in Alola!!                                 | 24 november 2016  | 14 mei 2017       | 25 juni 2017     | 1 mei 2017        |
| 949/05 | Yo, ho ho, hup Popplio!                      | Yo, Ho, Ho! Go, Popplio!             | Popplio, Doe je BeLst!                                                   | 1 december 2016   | 15 mei 2017       | 1 juli 2017      | 6 mei 2017        |
| 950/06 | Boodschappen doen wordt schokkend!           | A Shocking Grocery Run!              | De Elektroprikkende Togedemaru                                           | 8 december 2016   | 16 mei 2017       | 2 juli 2017      | 7 mei 2017        |
| 951/07 | Ruwe Litten, blanke pit!                     | That's Why the Litten is a Scamp!    | De Vagebond op de Markt, Litten!                                         | 15 december 2016  | 17 mei 2017       | 8 juli 2017      | 17 mei 2017       |
| 952/08 | Lillie’s ei-zingwekkende uitdaging!          | Lillie's Egg-xhilarating Challenge!  | Wie krijgt het Ei?                                                       | 22 december 2016  | 18 mei 2017       | 9 juli 2017      | 18 mei 2017       |
| 953/09 | Tegen een topper van een totem!              | To Top a Totem!                      | De Totem Pokémon is Gumshoos!                                            | 5 januari 2017    | 19 mei 2017       | 15 juli 2017     | 24 mei 2017       |
| 954/10 | Testen en beproevingen!                      | Trial and Tribulation!               | Zal de Z-Move werken! Tijd voor de Grote Proef!!                         | 12 januari 2017   | 20 mei 2017       | 16 juli 2017     | 25 mei 2017       |
| 955/11 | Kiawe had een boerderij!                     | Young Kiawe Had a Farm!              | Ash Bezoekt Kiawe!                                                       | 19 januari 2017   | 27 mei 2017       | 22 juli 2017     | 31 mei 2017       |
| 956/12 | De zon, de plaag, de geheime schuilplaats!   | The Sun, the Scare, the Secret Lair! | De Buitenschoolse Les over Mareanie!?                                    | 26 januari 2017   | 3 juni 2017       | 23 juli 2017     | 4 juni 2017       |
| 957/13 | Racen naar een grote gebeurtenis!            | Racing to a Big Event!               | De Grote Alola Pannenkoeken Race!                                        | 2 februari 2017   | 10 juni 2017      | 29 juli 2017     | 2 september 2017  |
| 958/14 | Jou leren kennen!                            | Getting to Know You!                 | Het Kristal van Moed, Lillie en Vulpix!                                  | 9 februari 2017   | 17 juni 2017      | 30 juli 2017     | 3 september 2017  |
| 959/15 | Rocken op de Clawmarkberg!                   | Rocking Clawmark Hill!               | De Clawmarkberg, Rockruff en Lycanroc!!                                  | 23 februari 2017  | 24 juni 2017      | 5 augustus 2017  | 9 september 2017  |
| 960/16 | Alleen zonder trainers!                      | They Might Not Be Giants!            | Een Klein Trio op Een Groot Avontuur!!                                   | 2 maart 2017      | 1 juli 2017       | 6 augustus 2017  | 10 september 2017 |
| 961/17 | Kristalhelder speurwerk!                     | Crystal-Clear Sleuthing!             | Alola Detective Rotom! Het Mysterie van het Verloren Kristal!!           | 9 maart 2017      | 1 juli 2017       | 12 augustus 2017 | 16 september 2017 |
| 962/18 | Een pittige zoektocht!                       | A Seasoned Search!                   | Echt!? Mallow's Grote Kook Operatie!                                     | 16 maart 2017     | 1 juli 2017       | 13 augustus 2017 | 17 september 2017 |
| 963/19 | Een rematch tegen de beschermheer!           | A Guardian Rematch!                  | Intense Elektrificerende Training! Rematch Tegen Tapu Koko!!             | 23 maart 2017     | 1 juli 2017       | 19 augustus 2017 | 23 september 2017 |
| 964/20 | Beloftes aan een partner!                    | Partner Promises!                    | Ash en Pikachu, de Belofte tussen Elkaar!                                | 6 april 2017      | 1 juli 2017       | 20 augustus 2017 | 24 september 2017 |
| 965/21 | De ene reis eindigt, de andere begint...     | One Journey Ends, Another Begins...  | Litten, de Tijd van Vertrek!                                             | 6 april 2017      | 1 juli 2017       | 4 december 2017  | 30 september 2017 |
| 966/22 | Een sidderende zoektocht naar een schep!     | A Shivering Shovel Search!           | Pas op voor Scheppen!!                                                   | 13 april 2017     | 8 juli 2017       | 5 december 2017  | 1 oktober 2017    |
| 967/23 | Uit de band springen!                        | Getting the Band Back Together!      | Gruwelijk! Dugtrio Splitsen Zich?!                                       | 20 april 2017     | 15 juli 2017      | 6 december 2017  | 7 oktober 2017    |
| 968/24 | Alolan open dag!                             | Alolan Open House!                   | Alola! De Eerste Bezoekdag!!                                             | 27 april 2017     | 22 juli 2017      | 7 december 2017  | 8 oktober 2017    |
| 969/25 | Een team-tegen-team twist!                   | A Team-on-Team Tussle!               | Vechten voor een Kristal! Team Rocket VS Team Skull!!                    | 4 mei 2017        | 29 juli 2017      | 8 december 2017  | 14 oktober 2017   |
| 970/26 | Tot ziens, Sophocles!                        | So Long, Sophocles!                  | Vaarwel, Sophocles!                                                      | 11 mei 2017       | 5 augustus 2017   | 11 december 2017 | 15 oktober 2017   |
| 971/27 | Een scherpe concurrentie!                    | A Glaring Rivalry!                   | Kom Tevoorschijn! De Rode, Rode Blik van Lycanroc!!                      | 18 mei 2017       | 19 augustus 2017  | 12 december 2017 | 21 oktober 2017   |
| 972/28 | De fantastische Pokémon-honk-wedstrijd!      | Pulling out the Pokémon Base Pepper! | De Hevige Pokéhonk Wedstrijd! Ga voor een Home Run om het Tij te Keren!! | 25 mei 2017       | 26 augustus 2017  | 13 december 2017 | 22 oktober 2017   |
| 973/29 | In slaap gewiegd naar dromenland!            | Lulled to La-La Land!                | Ga jij ook Overnachten in het Morelull Bos?                              | 8 juni 2017       | 2 september 2017  | 14 december 2017 | 30 december 2017  |
| 974/30 | Van ruilen kan je leren!                     | The Ol' Raise and Switch!            | Lillie, Zorg Goed voor Pikachu!!                                         | 15 juni 2017      | 9 september 2017  | 15 december 2017 | 30 december 2017  |
| 975/31 | De eilandfluisteraar!                        | The Island Whisperer!                | Olivia Verschijnt! Lach en Huil, Kahuna!!                                | 22 juni 2017      | 16 september 2017 | 18 december 2017 | 31 december 2017  |
| 976/32 | Schattenjacht op Akala!                      | Treasure Hunt, Akala Style!          | Schat Gevonden! Stoutland Zoektocht!!                                    | 29 juni 2017      | 23 september 2017 | 19 december 2017 | 31 december 2017  |
| 977/33 | Gigantische kleine vis!                      | Big Sky, Small Fry!                  | Wishiwashi de Krachtpatser, Totem van het Meer!                          | 6 juli 2017       | 30 september 2017 | 20 december 2017 | 15 februari 2018  |
| 978/34 | Een kroon op het moment van de waarheid!     | A Crowning Moment of Truth!          | Gevecht om het Vuur! Marowak Verschijnt!!                                | 20 juli 2017      | 7 oktober 2017    | 21 december 2017 | 16 februari 2018  |
| 979/35 | In de smaak vallen!                          | Currying Favor and Flavor!           | Een Prachtig Afransel Gevecht! De Dans van Lurantis!!                    | 27 juli 2017      | 14 oktober 2017   | 22 december 2017 | 17 februari 2018  |
| 980/36 | Beproevingen en vastberadenheid!             | Trials and Determinations!           | Olivia's Grote Proef! De Moeilijkste Pokémon Wedstrijd!!                 | 3 augustus 2017   | 21 oktober 2017   | 10 maart 2018    | 18 februari 2018  |
| 981/37 | Oprijzen uit de ruïnes!                      | Rising from the Ruins!               | Rockruff en de Beschermgod van de Levensruïnes!                          | 10 augustus 2017  | 28 oktober 2017   | 11 maart 2018    | 12 april 2018     |
| 982/38 | Mimikyu ontmaskerd!                          | Mimikyu Unmasked!                    | Mimikyu's Vermomming!                                                    | 17 augustus 2017  | 4 november 2017   | 17 maart 2018    | 13 april 2018     |
| 983/39 | Mallow en de bosleraar!                      | Mallow and the Forest Teacher!       | Mallow Rent Weg van Huis en Oranguru!                                    | 24 augustus 2017  | 11 november 2017  | 18 maart 2018    | 14 april 2018     |
| 984/40 | Ballonnen, Brionne en boosheid!              | Balloons, Brionne, and Belligerence! | Popplio, Brionne en de Kwaadaardige Dhelmise!                            | 31 augustus 2017  | 18 november 2017  | 24 maart 2018    | 15 april 2018     |
| 985/41 | Opgewekt, opgeladen en erop af!              | Mounting an Electrifying Charge!     | Snel! Charjabug!                                                         | 7 september 2017  | 25 november 2017  | 25 maart 2018    | 25 april 2018     |
| 986/42 | Alola, Kanto!                                | Alola, Kanto!                        | Alola in Kanto! Brock en Misty!!                                         | 14 september 2017 | 25 november 2017  | 31 maart 2018    | 26 april 2018     |
| 987/43 | Wanneer regio's met elkaar in botsing komen! | When Regions Collide!                | Gymgevecht! Z-Move VS Mega-evolutie!!                                    | 21 september 2017 | 9 december 2017   | 1 april 2018     | 27 april 2018     |

### Seizoen 21: Zon & Maan – Ultra-avonturen
| Nr.     | Titel aflevering NL                      | Titel aflevering VS                   | Titel aflevering JP (NL vertaling)                                        | Uitzenddatum JP  | Uitzenddatum VS   | Uitzenddatum NL   | Uitzenddatum VL  |
| ------- | ---------------------------------------- | ------------------------------------- | ------------------------------------------------------------------------- | ---------------- | ----------------- | ----------------- | ---------------- |
| 988/01  | Een droom ontmoeting!                    | A Dream Encounter!                    | Satoshi en Hoshigo ook! Vreemde ontmoeting! !                             | 5 oktober 2017   | 24 maart 2018     | 1 april 2018      | 1 mei 2018       |
| 989/02  | Zo zie je ze, en zo zijn ze weer weg!    | Now You See Them, Now You Don't!      | Hoshigumo paniek! Een Spontane Teleportatie                               | 12 oktober 2017  | 25 maart 2018     | 7 april 2018      | 5 mei 2018       |
| 990/03  | Misleidende verschijningen!              | Deceiving Appearances!                | De Transformerende Metamon. Vind die mon!                                 | 19 oktober 2017  | 26 maart 2018     | 8 april 2018      | 6 mei 2018       |
| 991/04  | Een gemaskerde waarschuwing!             | A Masked Warning!                     | Glazio en Silvady! Het Masker van straf!!                                 | 26 oktober 2017  | 27 maart 2018     | 15 april 2018     | 12 mei 2018      |
| 992/05  | De nacht van de duizend poses!           | Night of a Thousand Poses!            | Volledige Kracht Pose bij het slaapfeestje!                               | 2 november 2017  | 28 maart 2018     | 22 april 2018     | 13 mei 2018      |
| 993/06  | Missie: herbeleving van een herinnering! | Mission: Total Recall!                | Lillie en Silvady, de herrezen herinnering                                | 9 november 2017  | 29 maart 2018     | 29 april 2018     | 19 mei 2018      |
| 994/07  | Faba's wraak!                            | Faba's Revenge!                       | Sauboh's tegenaanval! De Ontvoerde Hoshigumo!!                            | 16 november 2017 | 30 maart 2018     | 6 mei 2018        | 20 mei 2018      |
| 995/08  | Een familieaangelegenheid!               | Family Determination!                 | Levendige Lillie! Een Vastbesloten Ontsnapping!!                          | 23 november 2017 | 31 maart 2018     | 13 mei 2018       | 26 mei 2018      |
| 996/09  | Legendarische onthullingen!              | Revealing the Stuff of Legend!        | Het Altaar van de Sunne! Solgaleo Daalt Af!!                              | 30 november 2017 | 7 april 2018      | 20 mei 2018       | 27 mei 2018      |
| 997/10  | De onwillige redden!                     | Rescuing the Unwilling!               | Haast je! De Grote Lusamine Reddingsoperatie!!                            | 7 december 2017  | 14 april 2018     | 27 mei 2018       | 2 juni 2018      |
| 998/11  | 10.000.000 redenen om te vechten!        | 10,000,000 Reasons to Fight!          | Straal, Z-Power Ring! Super 10.000.000 Volt Thunderbolt op Volle Kracht!! | 14 december 2017 | 21 april 2018     | 3 juni 2018       | 3 juni 2018      |
| 999/12  | Het nieuwe avontuur van de professoren!  | The Professors' New Adventure!        | Dank je, Solgaleo! Onze Nebby!!                                           | 21 december 2017 | 28 april 2018     | 10 juni 2018      | 9 juni 2018      |
| 1000/13 | Maak slapende Pokémon niet wakker!       | Let Sleeping Pokémon Lie!             | De Vaste Slaper, Komala's Geheim!                                         | 28 december 2017 | 5 mei 2018        | 23 juni 2018      | 10 juni 2018     |
| 1001/14 | Een nutteloze Pokédex!                   | The Dex Can't Help It!                | Rotom, Kan Niet Stoppen met van Vorm Veranderen!                          | 11 januari 2018  | 12 mei 2018       | 24 juni 2018      | 16 juni 2018     |
| 1002/15 | Vechten tegen de tranen!                 | Fighting Back the Tears!              | Huil niet, Mareanie!                                                      | 18 januari 2018  | 19 mei 2018       | 1 juli 2018       | 17 juni 2018     |
| 1003/16 | De smaak van bitter en zoet!             | Tasting the Bitter with the Sweet!    | Mallow en Lana, de Bitterzoete Herinneringen!                             | 25 januari 2018  | 2 juli 2018       | 8 juli 2018       | 23 juni 2018     |
| 1004/17 | Een voorsprong krijgen op de competitie! | Getting a Jump on the Competition!    | Lillie Zoeft door de Lucht! Het Pokéslee Spring Toernooi!!                | 1 februari 2018  | 9 juli 2018       | 15 juli 2018      | 24 juni 2018     |
| 1005/18 | Een ultra belangrijke missie!            | A Mission of Ultra Urgency!           | Vertrek! Onze Ultra Beschermers!!                                         | 8 februari 2018  | 16 juli 2018      | 22 juli 2018      | 30 juni 2018     |
| 1006/19 | Je ware aard tonen!                      | Acting True to Form!                  | De Kwaadaardige Meowth is een Alolan Meowth!?                             | 15 februari 2018 | 23 juli 2018      | 29 juli 2018      | 1 juli 2018      |
| 1007/20 | Alles op alles zetten!                   | Pushing the Fiery Envelope!           | Vlamgloed, Litten! Versla Incineroar!!                                    | 22 februari 2018 | 30 juli 2018      | 5 augustus 2018   | 20 december 2018 |
| 1008/21 | Overgeslagen in Nederland en Vlaanderen  | Overgeslagen in de VS                 | Ash en Passimian! Touchdown van Vriendschap!!                             | 1 maart 2018     | N.V.T.            | N.V.T.            | N.V.T.           |
| 1009/22 | Kijk, leer en bewonder!                  | Turning Heads and Training Hard!      | Ilima en Eevee Maken Hun Entree!!                                         | 8 maart 2018     | 6 augustus 2018   | 12 augustus 2018  | 16 november 2018 |
| 1010/23 | Smashen met schets!                      | Smashing with Sketch!                 | Geschetste Smash! De Hevige Strijd van Poké-Ping Pong!                    | 15 maart 2018    | 13 augustus 2018  | 19 augustus 2018  | 22 december 2018 |
| 1011/24 | Liefde onder het sterrenlicht!           | Love at First Twirl!                  | Stralende Liefde! Draaiende Poipole!!                                     | 22 maart 2018    | 25 augustus 2018  | 26 augustus 2018  | 23 december 2018 |
| 1012/25 | In het echte leven moet je werken!       | Real Life...Inquire Within!           | Werkervaring! 24-uurs Pokémon Center!!                                    | 5 april 2018     | 1 september 2018  | 2 september 2018  | 24 december 2018 |
| 1013/26 | Ruimteschip, ga hemelhoog!               | Rise and Shine, Starship!             | Het Stralende Ruimteschip Celesteela!                                     | 12 april 2018    | 8 september 2018  | 9 september 2018  | 25 december 2018 |
| 1014/27 | De jonge vlam slaat terug!               | The Young Flame Strikes Back!         | Bescherm de Boerderij! De Tegenaanval van de Blauwe Vlam!!                | 19 april 2018    | 15 september 2018 | 16 september 2018 | 26 december 2018 |
| 1015/28 | Lana vangen!                             | Dewpider Ascending!                   | Dewpider, Pak Lana!                                                       | 26 april 2018    | 22 september 2018 | 23 september 2018 | 27 december 2018 |
| 1016/29 | Zuur voor het zoet!                      | Sours for the Sweet!                  | Ta-ta-ta-dah! Start het op, Mao-familie!!                                 | 26 april 2018    | 29 september 2018 | 30 september 2018 | 28 december 2018 |
| 1017/30 | Op zoek naar een Z-Ring!                 | Why Not Give Me a Z-Ring Sometime?    | Team Rocket's Island Challenge! Pak die Z-Ring!!                          | 3 mei 2018       | 6 oktober 2018    | 7 oktober 2018    | 29 december 2018 |
| 1018/31 | Beproevingen zijn niet voor watjes!      | Tough Guy Trials!!!                   | De super gemene man is een eiland koning?!                                | 10 mei 2018      | 13 oktober 2018   | 14 oktober 2018   | 30 december 2018 |
| 1019/32 | Een soort van luiheid!                   | Some Kind of Laziness!!               | Kapu-Bulul! Intensieve Luie Training!!                                    | 17 mei 2018      | 20 oktober 2018   | 21 oktober 2018   | 31 december 2018 |
| 1020/33 | Het gevecht overdragen!                  | A Battle Hand-Off!                    | Superbeslissende slag! Pikachu tegen Mimikkyu!                            | 24 mei 2018      | 27 oktober 2018   | 28 oktober 2018   | 01 januari 2019  |
| 1021/34 | De ogen worden geopend!                  | Guiding an Awakening!                 | Nanu's Grand Trial! Lycanroc Ontwaakt!!                                   | 31 mei 2018      | 3 november 2018   | 2 december 2018   | 02 januari 2019  |
| 1022/35 | Een knaller van een draai!               | Twirling with a Bang!                 | Ultra Beast Strijd! De Operatie van de Grote Rommelende Botsing!!         | 7 juni 2018      | 10 november 2018  | 9 december 2018   | 03 januari 2019  |
| 1023/36 | De wereld overspoelen met liefde!        | Showering the World with Love!        | Minior en Poipole, de Belofte die Verdween in de Sterrennacht!            | 14 juni 2018     | 17 november 2018  | 16 december 2018  | 04 januari 2019  |
| 1024/37 | Niet zwichten onder druk!                | Not Caving Under Pressure!            | Sandshrewstorm! Dubbelgevecht in een IJsgrot!!                            | 28 juni 2018     | 24 november 2018  | 23 december 2018  | 05 januari 2019  |
| 1025/38 | Een nieuwe royal ontbrandt!              | A Young Royal Flame Ignites!!         | Alola's Nieuwe Vlam! De Geboorte van Royal Ash!!                          | 5 juli 2018      | 1 december 2018   | 30 december 2018  | 06 januari 2019  |
| 1026/39 | Dans, dans revolutie/evolutie!           | All They Want to Do is Dance Dance!   | Dansen Dansen voor Evolutie?                                              | 19 juli 2018     | 8 december 2018   | 6 januari 2019    | 8 juli 2019      |
| 1027/40 | Dommerd, de leerlingen zijn gekrompen!   | Dummy, You Shrunk the Kids!           | Ash Wordt Klein                                                           | 26 juli 2018     | 15 december 2018  | 13 januari 2019   | 9 juli 2019      |
| 1028/41 | De vorm van de toekomstige liefde!       | The Shape of Love to Come!            | De Vorm van Familie, Poipole's Gevoelens!                                 | 2 augustus 2018  | 22 december 2018  | 20 januari 2019   | 10 juli 2019     |
| 1029/42 | De lange sprong naar huis!               | The Long Vault Home!                  | Springen en Klimmen, Stakataka!                                           | 9 augustus 2018  | 29 december 2018  | 27 januari 2019   | 11 juli 2019     |
| 1030/43 | Ik kies paradijs!                        | I Choose Paradise!                    | Ik Kies Hier! Pokémon Warme Bron Paradijs!!                               | 16 augustus 2018 | 12 januari 2019   | 3 februari 2019   | 12 juli 2019     |
| 1031/44 | Het licht vullen met duisternis!         | Filling the Light with Darkness!      | Alola's Crisis! De duisternis die straling geneest!!                      | 23 augustus 2018 | 19 januari 2019   | 10 februari 2019  | 15 juli 2019     |
| 1032/45 | Volle maan en veel armen!                | Full Moon and Many Arms!              | Volle maan en veel armen!                                                 | 30 augustus 2018 | 26 januari 2019   | 17 februari 2019  | 16 juli 2019     |
| 1033/46 | Het prisma tussen licht en donker!       | The Prism Between Light and Darkness! | Prisma van licht en duisternis, zijn naam is Nekozuma!!                   | 23 augustus 2018 | 24 februari 2019  | 24 februari 2019  | 17 juli 2019     |
| 1034/47 | De toekomst veiligstellen!               | Securing the Future!                  | Maak verbinding met de toekomst! Legende van Kagayaki-sama!               | 23 augustus 2018 | 09 februari 2019  | 03 maart 2019     | 18 juli 2019     |
| 1035/48 | Een overvloed aan Pikachu!               | A Plethora of Pikachu!                | Massageneratie! Zelfs Pikachu!                                            | 23 augustus 2018 | 16 februari 2019  | 10 maart 2019     | 19 juli 2019     |
| 1036/49 | Het andere masker toekeren!              | Turning the Other Mask!               | Kukui wanhopige situatie! Nog een koninklijk masker!!                     | 23 augustus 2018 | 23 februari 2019  | 17 maart 2019     | 22 juli 2019     |

### Seizoen 22: Zon & Maan – Ultra Legendes
| Nr.     | Titel aflevering NL                         | Titel aflevering VS                           | Titel aflevering JP (NL vertaling)                                               | Uitzenddatum JP   | Uitzenddatum VS   | Uitzenddatum NL   | Uitzenddatum VL   |
| ------- | ------------------------------------------- | --------------------------------------------- | -------------------------------------------------------------------------------- | ----------------- | ----------------- | ----------------- | ----------------- |
| 1037/01 | Lillier en de staf!                         | Lillier and the Staff!                        | De Held Liliel en de Staf van Alola!                                             | 21 oktober 2018   | 23 maart 2019     | 21 april 2019     | 2 september 2019  |
| 1038/02 | Een spookhuis voor iedereen!                | A Haunted House for Everyone!                 | Grote Samenkomst van Spook Pokémon! Ieders Spookhuis!!                           | 28 oktober 2018   | 24 maart 2019     | 28 april 2019     | 3 september 2019  |
| 1039/03 | De vonken vliegen er vanaf!                 | Sparking Confusion!                           | Wela Volcano, Graveler, Golem en de Bergbeklimmer!                               | 4 november 2018   | 25 maart 2019     | 5 mei 2019        | 4 september 2019  |
| 1040/04 | Stufful zoekt zijn familie!                 | Don't Ignore the Small Stufful!               | Team Rocket en Stufful!                                                          | 11 november 2018  | 26 maart 2019     | 19 mei 2019       | 5 september 2019  |
| 1041/05 | Elke steen omdraaien!                       | No Stone Unturned!                            | Dartrix de Artiest! Slapende Rowlet zzz                                          | 18 november 2018  | 27 maart 2019     | 26 mei 2019       | 6 september 2019  |
| 1042/06 | Felle lampen, grote veranderingen!          | Bright Lights, Big Changes!                   | Het Einde van de Combinatie!? Ash en Rotom                                       | 25 november 2018  | 28 maart 2019     | 2 juni 2019       | 9 september 2019  |
| 1043/07 | Wij weten waar jij naartoe gaat, Eevee!     | We Know Where You're Going, Eevee!            | Eevee, Waar Ga Je Naar Toe? Overal Waar We Elkaar Ontmoeten!                     | 2 december 2018   | 29 maart 2019     | 9 juni 2019       | 10 september 2019 |
| 1044/08 | De strijd tegen het innerlijke beest!       | Battling the Beast Within!                    | De Bliksemschicht dat de Wind Versplinterd! Zijn naam is Zeraora!!               | 9 december 2018   | 30 maart 2019     | 23 juni 2019      | 11 september 2019 |
| 1045/09 | Parallelle vriendschappen!                  | Parallel Friendships!                         | Vuur! De Twee Gigavolt Havoc van Vriendschap!!                                   | 16 december 2018  | 6 april 2019      | 30 juni 2019      | 12 september 2019 |
| 1046/10 | Alola, Alola!                               | Alola, Alola!                                 | Alola in Alola! Brock en Misty!                                                  | 23 december 2018  | 20 april 2019     | 7 juli 2019       | 13 september 2019 |
| 1047/11 | Hart vol vuur, hart van steen!              | Heart of Fire! Heart of Stone!                | Een Gepassioneerd Hart Dat Zelfs Stenen Kan Breken! Olivia en Brock!!            | 6 januari 2019    | 27 april 2019     | 14 juli 2019      | 16 september 2019 |
| 1048/12 | Een pittig eiland onderzoek!                | That's Some Spicy Island Research!            | Poni Island Onderzoeksproject! Op Zoek Naar de Island Kahuna!!                   | 13 januari 2019   | 4 mei 2019        | 21 juli 2019      | 17 september 2019 |
| 1049/13 | Confrontatie op Poni eiland!                | Showdown on Poni Island!                      | Beslissende Lycanroc Gevecht! Ash VS Gladion!!)(Engels: Showdown on Poni Island! | 20 januari 2019   | 11 mei 2019       | 28 juli 2019      | 18 september 2019 |
| 1050/14 | Evolutieonderzoek!                          | Evolving Research!                            | We Hebben de Zee en de Vallei! Grote Intensieve Pokémon Evolutie Training!!      | 27 januari 2019   | 1 juni 2019       | 4 augustus 2019   | 19 september 2019 |
| 1051/15 | Ren, helden, ren!                           | Run, Heroes, Run!                             | Ren Kiawe! Overtref Jezelf!!                                                     | 3 februari 2019   | 8 juni 2019       | 11 augustus 2019  | 20 september 2019 |
| 1052/16 | Herinneringen in de mist!                   | Memories in the Mist!                         | In de Mist van Tapu Fini                                                         | 10 februari 2019  | 15 juni 2019      | 18 augustus 2019  | 23 september 2019 |
| 1053/17 | Een groot debuut!                           | A Grand Debut!                                | De Geboorte van een Island Kahuna! Ash's Grand Trial!!                           | 17 februari 2019  | 22 juni 2019      | 25 augustus 2019  | 24 september 2019 |
| 1054/18 | Je ogen op de bal houden!                   | Keeping Your Eyes on the Ball!                | Hole in One Tijdens PokéGolf!                                                    | 24 februari 2019  | 29 juni 2019      | 1 september 2019  | 25 september 2019 |
| 1055/19 | Dol op metaal!                              | Show Me the Metal!                            | Aankomst in Alola! Druipend Metaal Paniek!!                                      | 3 maart 2019      | 6 juli 2019       | 8 september 2019  | 26 september 2019 |
| 1056/20 | Op zoek naar Meltan!                        | Got Meltan?                                   | Ontdekking van een Nieuwe Soort! Pak, Meltan!!                                   | 10 maart 2019     | 13 juli 2019      | 15 september 2019 | 27 september 2019 |
| 1057/21 | Het Magikarpysche moment!                   | This Magik Moment!                            | Een Nieuw Programma!? De Kleine Melodie van Magikarp                             | 17 maart 2019     | 20 juli 2019      | 22 september 2019 | 30 september 2019 |
| 1058/22 | De schoonheid van kristallen!               | Beauty is Only Crystal Deep!                  | Belle en Meowth!                                                                 | 24 maart 2019     | 27 juli 2019      | 29 september 2019 | 1 oktober 2019    |
| 1059/23 | De vileine vernietiger!                     | The Dealer of Destruction!                    | Keizer van Vernietiging Guzma!                                                   | 31 maart 2019     | 3 augustus 2019   | 6 oktober 2019    | 2 oktober 2019    |
| 1060/24 | De geheime prinses!                         | The Secret Princess!                          | Lillie en de Geheime Mechanische Princes!                                        | 7 april 2019      | 10 augustus 2019  | 13 oktober 2019   | 3 oktober 2019    |
| 1061/25 | Weggeblazen door de wind!                   | Drawn with the Wind!                          | Shaymin, Meltan en Sandy! De Verloren Ontdekkingsreizigers!!                     | 14 april 2019     | 17 augustus 2019  | 20 oktober 2019   | 4 oktober 2019    |
| 1062/26 | Streven naar het hoogste niveau!            | Aiming for the Top Floor!                     | Ga Naar de Bovenste Verdieping! De Explosieve Draken Gym!!                       | 21 april 2019     | 24 augustus 2019  | 27 oktober 2019   | 7 oktober 2019    |
| 1063/27 | Een pijlsnel besef!                         | A High-Speed Awakening!                       | Super Snelle Vikavolt! Het Ontwaken van Sophocles!!                              | 28 april 2019     | 31 augustus 2019  | 3 november 2019   | 8 oktober 2019    |
| 1064/28 | Er zwemmen meer vissen in de zee!           | The One That Didn't Get Away!                 | Lana Vist voor Kyogre!?                                                          | 5 mei 2019        | 7 september 2019  | 10 november 2019  | 9 oktober 2019    |
| 1065/29 | Een recept voor succes!                     | A Recipe for Success!                         | Mallow's Moedige Inspanning! Het Pokémon Bos Café!!                              | 13 mei 2019       | 14 september 2019 | 23 november 2019  | 10 oktober 2019   |
| 1066/30 | Spioneren voor de grote baas!               | Spying for the Big Guy!                       | Je Wordt in Gaten Gehouden! Team Rocket's Alola Vorm!!                           | 20 mei 2019       | 21 september 2019 | 30 november 2019  | 11 oktober 2019   |
| 1067/31 | Een vurig trainingskamp truc!               | A Fiery Training Camp Trick!                  | Wordt Meester van de Z-Move! Kiawe's Meedogenloze Trainingskamp!!                | 26 mei 2019       | 28 september 2019 | 1 december 2019   | 17 februari 2020  |
| 1068/32 | Op het scherp van de snede!                 | Living on the Cutting Edge!                   | Perfecte Scherpte! Kartana is Gearriveerd!!                                      | 2 juni 2019       | 5 oktober 2019    | 8 december 2019   | 18 februari 2020  |
| 1069/33 | Een tijdloze ontmoeting!                    | A Timeless Encounter!                         | Ash, Tijdloze Ontmoeting!                                                        | 9 juni 2019       | 12 oktober 2019   | 15 december 2019  | 19 februari 2020  |
| 1070/34 | Pikachu's spannende avontuur!               | Pikachu's Exciting Adventure!                 | Pikachu's Opwindende Expeditie!                                                  | 16 juni 2019      | 19 oktober 2019   | 22 december 2019  | 20 februari 2020  |
| 1071/35 | Herinneringen najagen en dromen creëren!    | Chasing Memories, Creating Dreams!            | Gladion en Lillie! Achtervolgen van Hun Vader's Geest!!                          | 23 juni 2019      | 26 oktober 2019   | 29 december 2019  | 21 februari 2020  |
| 1072/36 | Voor- en tegenstanders van de League!       | League Offenders and Defenders!               | Het Doek Gaat Op! De Alola Pokémon League!!                                      | 30 juni 2019      | 2 november 2019   | 5 januari 2020    | 24 februari 2020  |
| 1073/37 | Koninklijk gevecht 151!                     | Battle Royal 151!                             | De Grote Strijd! Battle Royal 151!!                                              | 7 juli 2019       | 9 november 2019   | 12 januari 2020   | 25 februari 2020  |
| 1074/38 | Tegen je beste vriendin vechten!            | Battling Besties!                             | Mallow en Lana! Super op Volle Kracht Vriendschap Gevecht!!                      | 14 juli 2019      | 16 november 2019  | 19 januari 2020   | 26 februari 2020  |
| 1075/39 | Het strijdveld van waarheid en liefde!      | The Battlefield of Truth and Love!            | Jessie VS James! Strijdveld van Waarheid en Liefde!!                             | 21 juli 2019      | 23 november 2019  | 26 januari 2020   | 27 februari 2020  |
| 1076/40 | Imitatie is de grootste vorm van strategie! | Imitation Is the Sincerest Form of Strategy!  | Overkom Decidueye!                                                               | 28 juli 2019      | 30 november 2019  | 2 februari 2020   | 28 februari 2020  |
| 1077/41 | Een bevlogen gevecht!                       | Battling on the Wing!                         | Vogel Gevecht! Lefvogel VS Luchtaanval!!                                         | 4 augustus 2019   | 7 december 2019   | 9 februari 2020   | TBA               |
| 1078/42 | De weg naar de halve finale!                | The Road to The Semifinals!                   | Iedereen op Volle Kracht! Het Pad naar de Halve Finales!!                        | 11 augustus 2019  | 14 december 2019  | 16 februari 2020  | TBA               |
| 1079/43 | De laatste vier!                            | The Final Four!                               | De Halve Finales! Kiawe VS Gladion!!                                             | 18 augustus 2019  | 21 december 2019  | 23 februari 2020  | TBA               |
| 1080/44 | De bom kan zo barsten!                      | Getting Down to The Ire!                      | Opgestoken Vuur! Er Is Meer Dan een Rivaal!!                                     | 25 augustus 2019  | 28 december 2019  | 1 maart 2020      | TBA               |
| 1081/45 | De wijsheid om niet weg te rennen!          | The Wisdom Not To Run!                        | Ongeslagen Keizer Guzma!                                                         | 1 september 2019  | 4 januari 2020    | 8 maart 2020      | TBA               |
| 1082/46 | Rivalen in de finale!                       | Final Rivals!                                 | De Finale! Een Krachtmeting van de Sterkste Rivalen!!                            | 8 september 2019  | 11 januari 2020   | 15 maart 2020     | TBA               |
| 1083/47 | Hier is de kampioen!                        | Enter the Champion!!                          | Geboorte! De Alola Kampioen!!                                                    | 15 september 2019 | 18 januari 2020   | 22 maart 2020     | TBA               |
| 1084/48 | Z-Move krachtmeting!                        | Z-Move Showdown!                              | Guzzlord Invasie! Het Grote Z-Move Gevecht!!                                     | 22 september 2019 | 25 januari 2020   | 29 maart 2020     | TBA               |
| 1085/49 | Een vriendschappelijke match zonder masker! | Exhibition Unmasked!                          | Laatste Gevecht! Ash VS Kukui!!                                                  | 29 september 2019 | 1 februari 2020   | 5 april 2020      | TBA               |
| 1086/50 | Een overvloed aan gevechten!                | A Full Battle Bounty!                         | Branden! Opzwellen!! Volledig Gevecht!!!                                         | 6 oktober 2019    | 8 februari 2020   | 12 april 2020     | TBA               |
| 1087/51 | Vurige verrassingen!                        | Fiery Surprise!!                              | Conclusie! Incineroar VS Torracat!!                                              | 13 oktober 2019   | 15 februari 2020  | 19 april 2020     | TBA               |
| 1088/52 | Een Z-Move voor iedere gelegenheid!         | From Z to Shining Z!                          | Alola's Sterkste Z! Tapu Koko VS Pikachu!!                                       | 20 oktober 2019   | 22 februari 2020  | 26 april 2020     | TBA               |
| 1089/53 | Dromen van de Zon en Maan!                  | Dreams of the Sun and the Moon!               | De Zon, de Maan en Iedereens Dromen!                                             | 27 oktober 2019   | 29 februari 2020  | 3 mei 2020        | TBA               |
| 1090/54 | Bedankt Alola! De reis wordt vervolgd!      | Thank You, Alola! The Start of New Journeys!! | Bedankt, Alola! Respectieve Vertrekken!!                                         | 3 november 2019   | 7 maart 2020      | 10 mei 2020       | TBA               |

## Pokémon: Reizen(reeks 7)

### Seizoen 23: Reizen
| Nr.     | Titel aflevering NL                                    | Titel aflevering VS                                         | Titel aflevering JP (NL vertaling)                                        | Uitzenddatum JP   | Uitzenddatum VS   | Uitzenddatum NL   | Uitzenddatum VL |
| ------- | ------------------------------------------------------ | ----------------------------------------------------------- | ------------------------------------------------------------------------- | ----------------- | ----------------- | ----------------- | --------------- |
| 1091/01 | Hier is Pikachu!                                       | Enter Pikachu!                                              | Pikachu is Geboren!                                                       | 17 november 2019  | 12 juni 2020      | 16 augustus 2020  | 19 april 2021   |
| 1092/02 | Legendes en nieuwe vrienden!                           | Legend? Go! Friends? Go!                                    | Ash en Goh, Laten We Bij Lugia Langsgaan!                                 | 24 november 2019  | 12 juni 2020      | 23 augustus 2020  | 19 april 2021   |
| 1093/03 | De geheimzinnige toren van Ivysaur!                    | Ivysaur's Mysterious Tower!                                 | Ivysaur, Is Hij Niet Mysterieus?                                          | 1 december 2019   | 12 juni 2020      | 30 augustus 2020  | 20 april 2021   |
| 1094/04 | De Scorbunny bende!                                    | Settling the Scorbunny!                                     | Laten We naar de Galar-regio Gaan! Een Ontmoeting met Scorbunny!!         | 8 december 2019   | 12 juni 2020      | 6 september 2020  | 20 april 2021   |
| 1095/05 | Duizelingwekkende Dynamax!                             | Mind-Boggling Dynamax!                                      | Snorlax Wordt Gigantisch!? Het Mysterie van Dynamax!!                     | 15 december 2019  | 12 juni 2020      | 13 september 2020 | 21 april 2021   |
| 1096/06 | Mijn weg terugwerken naar Mew!                         | Working My Way Back to Mew!                                 | Vang een Heleboel Pokémon! Het Pad naar Mew!!                             | 22 december 2019  | 12 juni 2020      | 19 september 2020 | 21 april 2021   |
| 1097/07 | Klaar voor de Fluit Cup!                               | Serving Up the Flute Cup!                                   | De Hoenn-regio, Plek van Hevige Gevechten! De Battle Frontier Uitdaging!! | 29 december 2019  | 12 juni 2020      | 27 september 2020 | 22 april 2021   |
| 1098/08 | De IJsberg-race in Sinnoh!                             | The Sinnoh Iceberg Race!                                    | Hou Piplup in het Oog! De IJsberg-race in Sinnoh!!                        | 12 januari 2020   | 12 juni 2020      | 4 oktober 2020    | 22 april 2021   |
| 1099/09 | Op zoek naar een legende!                              | Finding a Legend!                                           | De Belofte Die We Toen Maakten! De Ho-Oh Legende van de Johto-regio!!     | 19 januari 2020   | 12 juni 2020      | 11 oktober 2020   | 23 april 2021   |
| 1100/10 | Een test in het paradijs!                              | A Test in Paradise!                                         | Het Dragonite Paradijs en de Dragonair Beproeving!                        | 26 januari 2020   | 12 juni 2020      | 18 oktober 2020   | 23 april 2021   |
| 1101/11 | Beste vriend... ergste nachtmerrie!                    | Best Friend... Worst Nightmare!                             | Chloe, Yamper en Soms Ook Gengar!                                         | 2 februari 2020   | 12 juni 2020      | 25 oktober 2020   | 26 april 2021   |
| 1102/12 | Het gevecht der titanen!                               | Flash of the Titans!                                        | Dynamax Gevecht! Leon, de Allerbeste!!                                    | 9 februari 2020   | 12 juni 2020      | 1 november 2020   | 26 april 2021   |
| 1103/13 | Ik wil gewoon de beste zijn!                           | The Climb to Be the Very Best!                              | Ash VS Leon! Het Pad om de Sterkste te Worden!!                           | 16 februari 2020  | 11 september 2020 | 8 november 2020   | 27 april 2021   |
| 1104/14 | Oppergevecht in de ruïnes!                             | Raid Battle in The Ruins!                                   | Eerst Naar de Unova-regio! Het Aanvalsgevecht in de Ruïnes!!              | 23 februari 2020  | 11 september 2020 | 15 november 2020  | 27 april 2021   |
| 1105/15 | Een zoektocht door de sneeuw!                          | A Snow Day for Searching!                                   | Sneeuwdag, Waar is Cubone's Bot?                                          | 1 maart 2020      | 11 september 2020 | 22 november 2020  | 28 april 2021   |
| 1106/16 | Een huiveringwekkende vloek!                           | A Chilling Curse!                                           | Vervloekte Ash...!                                                        | 8 maart 2020      | 11 september 2020 | 29 november 2020  | 28 april 2021   |
| 1107/17 | Die zal het nog ver schoppen!                          | Kicking It from Here Into Tomorrow!                         | Scorbunny, Gebruik je Vlammende Trap! Morgen Onder Ogen Komen!!           | 15 maart 2020     | 11 september 2020 | 6 december 2020   | 29 april 2021   |
| 1108/18 | Het einddoel is de kroning!                            | Destination: Coronation!                                    | Ash's Deelname! Het Pokémon Wereldkampioenschap!!                         | 22 maart 2020     | 11 september 2020 | 13 december 2020  | 29 april 2021   |
| 1109/19 | Een talent voor imitatie!                              | A Talent for Imitation!                                     | Ik ben Ditto!                                                             | 29 maart 2020     | 11 september 2020 | 20 december 2020  | 30 april 2021   |
| 1110/20 | Dromen najagen!                                        | Dreams Are Made of These!                                   | Volg je Droom! Ash en Goh!!                                               | 5 april 2020      | 11 september 2020 | 27 december 2020  | 30 april 2021   |
| 1111/21 | Zorgen voor een mysterie!                              | Caring for a Mystery!                                       | Overdragen van Aura! Ash en het Mysterieuze Ei!!                          | 12 april 2020     | 11 september 2020 | 3 mei 2021        | 3 mei 2021      |
| 1112/22 | Tot ziens, vriend!                                     | Goodbye, Friend!                                            | Vaarwel, Raboot!                                                          | 19 april 2020     | 11 september 2020 | 3 mei 2021        | 3 mei 2021      |
| 1113/23 | Paniek in het park!                                    | Panic in the Park!                                          | Grote Paniek! Cerise Park!!                                               | 7 juni 2020       | 11 september 2020 | 4 mei 2021        | 4 mei 2021      |
| 1114/24 | Team Rocket heeft vakantie!                            | A Little Rocket R & R!                                      | Tijd voor Pauze! Team Rocket!!                                            | 14 juni 2020      | 11 september 2020 | 4 mei 2021        | 4 mei 2021      |
| 1115/25 | Weerzien bij een festival!                             | A Festival Reunion!                                         | Een Gevechtsfestival dat Explodeert van het Leven! VS Mega Lucario!!      | 21 juni 2020      | 4 december 2020   | 5 mei 2021        | 5 mei 2021      |
| 1116/26 | Alles op alles voor de kroon! De kroning van Slowking! | Splash, Dash, and Smash for the Crown! Slowking's Crowning! | Spring! Magikarp Zet het Op! Slowking                                     | 28 juni 2020      | 4 december 2020   | 5 mei 2021        | 5 mei 2021      |
| 1117/27 | Volhouden!                                             | Toughing It Out!                                            | Legende van de Helden! Leons Sterkste Gevecht!!                           | 5 juli 2020       | 4 december 2020   | 6 mei 2021        | 6 mei 2021      |
| 1118/28 | Snikkende Sobble!                                      | Sobbing Sobble!                                             | Snikkende Sobble                                                          | 12 juli 2020      | 4 december 2020   | 6 mei 2021        | 6 mei 2021      |
| 1119/29 | De nieuwkomer!                                         | There's A New Kid In Town                                   | Elektrische Jaloezie! Yamper's Gevoelens                                  | 19 juli 2020      | 4 december 2020   | 7 mei 2021        | 7 mei 2021      |
| 1120/30 | Bekaaid, balend en belazerd!                           | Betrayed, Bothered, and Beleagured!                         | De Terughoudende Pikachu en de Verbitterde Mr. Mime                       | 26 juli 2020      | 4 december 2020   | 7 mei 2021        | 7 mei 2021      |
| 1121/31 | De schattigheidsfactor!                                | The Cuteness Quotient!                                      | Feebas en de Prism Scale                                                  | 2 augustus 2020   | 4 december 2020   | 10 mei 2021       | 10 mei 2021     |
| 1122/32 | Een reis door de tijd!                                 | Time After Time!                                            | Celebi: Een Tijdloze Belofte                                              | 9 augustus 2020   | 4 december 2020   | 10 mei 2021       | 10 mei 2021     |
| 1123/33 | Ruilen, lenen en stelen!                               | Trade, Borrow, and Steal!                                   | Zou je een Pokémon-Ruil Willen Doen?                                      | 16 augustus 2020  | 4 december 2020   | 11 mei 2021       | 11 mei 2021     |
| 1124/34 | Solidair en bedreigend!                                | Solitary and Menacing!                                      | De Eenzame Vechter Bea! De Gevaarlijke Grapploct!!                        | 23 augustus 2020  | 4 december 2020   | 11 mei 2021       | 11 mei 2021     |
| 1125/35 | Ik vang een wat?                                       | Gotta Catch a What?!                                        | Pak Pikachu                                                               | 30 augustus 2020  | 4 december 2020   | 12 mei 2021       | 12 mei 2021     |
| 1126/36 | Gevechten in het zand!                                 | Making Battles in the Sand!                                 | Ash en Goh, Kruip uit de Zandtombe!                                       | 6 september 2020  | 4 december 2020   | 12 mei 2021       | 12 mei 2021     |
| 1127/37 | Mijn oude schoolvrienden!                              | That New Old Gang of Mine!                                  | Ik Ben Terug, Goed om jullie te Zien, Alola!                              | 13 september 2020 | 5 maart 2021      | 13 mei 2021       | 13 mei 2021     |
| 1128/38 | Ontwaken en vernieuwen!                                | Restore and Renew!                                          | De Fossiel Pokémon!                                                       | 20 september 2020 | 5 maart 2021      | 13 mei 2021       | 13 mei 2021     |
| 1129/39 | Klem in de gym!                                        | Octo-Gridlock at the Gym!                                   | Ash VS Bea! Overwin de Octolock!!                                         | 27 september 2020 | 5 maart 2021      | 14 mei 2021       | 14 mei 2021     |
| 1130/40 | Een knetterend oppergevecht!                           | A Crackling Raid Battle                                     | VS Zapdos! Een Legendarisch Oppergevecht!!                                | 9 oktober 2020    | 5 maart 2021      | 14 mei 2021       | 14 mei 2021     |
| 1131/41 | Raad eens wat Pikachu zegt! Tot aan je nek!            | Pikachu Translation Check!                                  | Pikachu's Grote Dubbing Operatie/Halve Marshtomp                          | 16 oktober 2020   | 5 maart 2021      | 17 mei 2021       | 17 mei 2021     |
| 1132/42 | Zwaard en Schild: Het sluimerende woud!                | Sword and Shield, Slumbering Weald!                         | Zwaard & Schild I - Sluimerende Woud                                      | 23 oktober 2020   | 5 maart 2021      | 17 mei 2021       | 17 mei 2021     |
| 1133/43 | Zwaard en Schild: De donkerste dag!                    | Sword and Shield: The Darkest Day!                          | Zwaard & Schild II - Zwarte Nacht                                         | 30 oktober 2020   | 5 maart 2021      | 18 mei 2021       | 18 mei 2021     |
| 1134/44 | Zwaard en Schild: Van hier tot Eternatus!              | Sword and Shield: From Here to Eternatus!                   | Zwaard & Schild III - Eternatus                                           | 6 november 2020   | 5 maart 2021      | 18 mei 2021       | 18 mei 2021     |
| 1135/45 | Zwaard en Schild: De legendes ontwaken!                | Sword and Shield...The Legends Awaken!                      | Zwaard & Schild IV - Het Ultieme Zwaard en Schild                         | 13 november 2020  | 5 maart 2021      | 19 mei 2021       | 19 mei 2021     |
| 1136/46 | Een gevecht, en meer dan dat!                          | Getting More Than You Battled For!                          | Vecht en Vang! De Heropleving van Mewtwo                                  | 20 november 2020  | 5 maart 2021      | 19 mei 2021       | 19 mei 2021     |
| 1137/47 | De kroning van de lekkerbek!                           | Crowning the Chow Crusher!                                  | Pokémon Kampioen! De Slag om Grote Eters!!                                | 27 november 2020  | 5 maart 2021      | 20 mei 2021       | 20 mei 2021     |
| 1138/48 | Bijna, maar net niet!                                  | A Close Call... Practically!                                | Het Scheelde Niet Veel Met Pikachu!                                       | 4 december 2020   | 5 maart 2021      | 20 mei 2021       | 20 mei 2021     |

### Seizoen 24: Meester Reizen
| Nr.     | Titel aflevering NL                                                                       | Titel aflevering VS                          | Titel aflevering JP (NL vertaling)                               | Uitzenddatum JP   | Uitzenddatum VS   | Uitzenddatum NL/VL |
| ------- | ----------------------------------------------------------------------------------------- | -------------------------------------------- | ---------------------------------------------------------------- | ----------------- | ----------------- | ------------------ |
| 1139/01 | Trainen, of niet trainen!                                                                 | To Train, or Not to Train!                   | Chloe en de Mysterieuze, Mysterieuze Eevee!                      | 11 december 2020  | 10 september 2021 | 8 november 2021    |
| 1140/02 | Een snufje van dit, en een snufje van dat!                                                | A Pinch of This, a Pinch of That!            | Galar Fossielen! Hou Ze Bij Elkaar!!                             | 8 januari 2021    | 10 september 2021 | 9 november 2021    |
| 1141/03 | Beproevingen van een veelbelovende Meester!                                               | Trials of a Budding Master!                  | Grote Beproevingen van Farfetch'd!                               | 15 januari 2021   | 10 september 2021 | 10 november 2021   |
| 1142/04 | Hoe houd je ze weg van de groentekwekerij?                                                | How Are You Gonna Keep 'Em Off of the Farm?  | Agrarische Ervaring! Waar is Diglett!?                           | 22 januari 2021   | 10 september 2021 | 11 november 2021   |
| 1143/05 | De genezer genezen!                                                                       | Healing the Healer!                          | De Legende Vangen!? Zoek de Beschermer van het Water - Suicune!! | 29 januari 2021   | 10 september 2021 | 12 november 2021   |
| 1144/06 | Licht, camera, reactie!                                                                   | Sobble Spies a Stealthy Strategy!            | Sobble is Mogelijk!                                              | 5 februari 2021   | 10 september 2021 | 15 november 2021   |
| 1145/07 | Het verhaal over jou en het Verlichte Doolhofbos!                                         | The Tale of You and Glimwood Tangle!         | Het Verhaal van Jou en Het Verlichte Bos                         | 12 februari 2021  | 10 september 2021 | 16 november 2021   |
| 1146/08 | Op zoek naar ridderlijkheid!                                                              | Searching for Chivalry!                      | Wikstrom en De Elite Vier! Het Kasteel van de Ridders!!          | 19 februari 2021  | 10 september 2021 | 17 november 2021   |
| 1147/09 | Herinneringen aan warme vriendelijkheid!                                                  | Memories of a Warming Kindness!              | Liefde is Psyduck                                                | 26 februari 2021  | 10 september 2021 | 18 november 2021   |
| 1148/10 | Vrolijk aan de rol... Het doel voor ogen!                                                 | A Rollicking Roll… Eyes on the Goal!         | Paniek! Gulpin Bal!! Kom op, Chewtle - De Schildpaddenrace!      | 5 maart 2021      | 10 september 2021 | 19 november 2021   |
| 1149/11 | Wanneer een huis geen thuis is!                                                           | When a House is Not a Home!                  | De Verloren Grookey! Wie is de Trainer!?                         | 12 maart 2021     | 10 september 2021 | 22 november 2021   |
| 1150/12 | Na het bezoek aan het kasteel van de ridders... is het tijd om een Preimeester te worden! | Beyond Chivalry… Aiming to be a Leek Master! | Wordt een Preimeester! Aanval met Ridderlijkheid!!               | 19 maart 2021     | 10 september 2021 | 23 november 2021   |
| 1151/13 | Op zoek naar een service met een glimlach!                                                | Searching for Service with a Smile!          | Laat Alles aan Ons Over! Plusle en Minun Dienstverleners!!       | 9 april 2021      | 21 januari 2022   | 24 november 2021   |
| 1152/14 | Een ongewenste evolutie!                                                                  | Not Too Close for Comfort!                   | Vochtige Drizzile                                                | 16 april 2021     | 21 januari 2022   | 25 november 2021   |
| 1153/15 | Ter land, ter zee en naar de toekomst!                                                    | On Land, In the Sea, and to the Future!      | Uitdaging! Pokémon Zee Atletiek!!                                | 23 april 2021     | 21 januari 2022   | 26 november 2021   |
| 1154/16 | Absoluut onschuldig!                                                                      | Absol Absolved!                              | De Verafschuwde Absol!                                           | 30 april 2021     | 21 januari 2022   | 29 november 2021   |
| 1155/17 | Een heftige titanenstrijd!                                                                | Thrash of the Titans!                        | Drakengevecht! Ash VS Iris!!                                     | 7 mei 2021        | 21 januari 2022   | 30 november 2021   |
| 1156/18 | Op zoek naar de witte bloem!                                                              | Under Color of Darkness!                     | Flabébé's Witte Bloem                                            | 14 mei 2021       | 21 januari 2022   | 1 december 2021    |
| 1157/19 | Speurders naar de waarheid!                                                               | Sleuths for Truth!                           | Verdachte Pikachu!?                                              | 21 mei 2021       | 21 januari 2022   | 2 december 2021    |
| 1158/20 | Advies aan Goh!                                                                           | Advice to Goh!                               | Een Rivaal voor Goh!? De Weg naar Mew!!                          | 28 mei 2021       | 21 januari 2022   | 3 december 2021    |
| 1159/21 | De klus klaren!                                                                           | Errand Endurance!                            | Waak Over Mijn Eerste Boodschap!                                 | 4 juni 2021       | 21 januari 2022   | 25 april 2022      |
| 1160/22 | Neem mijn dief! Alsjeblieft!                                                              | Take My Thief! Please!                       | Alsjeblieft! Vang Morpeko!!                                      | 11 juni 2021      | 21 januari 2022   | 26 april 2022      |
| 1161/23 | Een sprong dichter bij de droom!                                                          | Leaping Toward the Dream!                    | Daar Gaan We! Project Mew!!                                      | 18 juni 2021      | 21 januari 2022   | 27 april 2022      |
| 1162/24 | De ondergrondse verwisseling!                                                             | Everybody's Doing the Underground Shuffle!   | Verwisselingspaniek in het Ondergrondse Doolhof!?                | 25 juni 2021      | 21 januari 2022   | 28 april 2022      |
| 1163/25 | De aanvoerder wint!                                                                       | Grabbing the Brass Ring!                     | Kapitein Pikachu! Vooruit, Falinks!!                             | 16 juli 2021      | 21 januari 2022   | 29 april 2022      |
| 1164/26 | Als het donker wordt... Nachtmerries!                                                     | Nightfall? Nightmares!                       | Darkrai - Een Midzomernachtdroom                                 | 23 juli 2021      | 21 januari 2022   | 2 mei 2022         |
| 1165/27 | Midzomernachtlicht!                                                                       | A Midsummer Night's Light!                   | Cresselia - Een Midzomernachtlicht                               | 30 juli 2021      | 21 januari 2022   | 3 mei 2022         |
| 1166/28 | Altijd op volle snelheid!                                                                 | All Out, All of the Time!                    | Volle kracht! Alola Verlaten Eiland Race!!                       | 13 augustus 2021  | 26 mei 2022       | 4 mei 2022         |
| 1167/29 | Ultraspannend vanaf het schokkende begin!                                                 | Ultra Exciting from the Shocking Start!      | Super Elektromagnetische Ultra Klasse Strijd!                    | 20 augustus 2021  | 26 mei 2022       | 5 mei 2022         |
| 1168/30 | Detective Drizzile!                                                                       | Detective Drizzile!                          | Het Gerichte Cerise Laboratorium!                                | 27 augustus 2021  | 26 mei 2022       | 6 mei 2022         |
| 1169/31 | Dag en nacht, jullie zijn de besten!                                                      | Night and Day, You are the Ones!             | Maan en Zon, Chloe en Soleil!                                    | 3 september 2021  | 26 mei 2022       | 9 mei 2022         |
| 1170/32 | De gouden beproeving!                                                                     | Trial on a Golden Scale!                     | Proefmissie! Volcarona's Gouden Schubben!                        | 10 september 2021 | 26 mei 2022       | 10 mei 2022        |
| 1171/33 | Dol op blauw!                                                                             | Mad About Blue!                              | Botsen!? De Blauwe Pokémaniakken!                                | 17 september 2021 | 26 mei 2022       | 11 mei 2022        |
| 1172/34 | De zoete smaak van een gevecht!                                                           | The Sweet Taste of Battle!                   | Alcremie's Zoete Strijd!?                                        | 1 oktober 2021    | 26 mei 2022       | 12 mei 2022        |
| 1173/35 | De wens-ster!                                                                             | Star Night, Star Flight!                     | De Cleffa die een Ster Werd                                      | 8 oktober 2021    | 26 mei 2022       | 13 mei 2022        |
| 1174/36 | Een avontuur van mega proporties!                                                         | An Adventure of Mega Proportions!            | Lucario-avond! Avontuur op Mega Eiland!!                         | 22 oktober 2021   | 26 mei 2022       | 16 mei 2022        |
| 1175/37 | Het derde gevecht met Bea!                                                                | Battle Three With Bea!                       | Rivaliserende Confrontatie! Ash VS Bea!                          | 29 oktober 2021   | 26 mei 2022       | 17 mei 2022        |
| 1176/38 | Een gevecht tussen Mega en Max!                                                           | A Battle of Mega Versus Max!                 | Mega-Evolutie VS Gigantamax!                                     | 5 november 2021   | 26 mei 2022       | 18 mei 2022        |
| 1177/39 | Het ijs breken!                                                                           | Breaking the Ice!                            | De IJskoningin en Glaceon!                                       | 12 november 2021  | 26 mei 2022       | 19 mei 2022        |
| 1178/40 | Eerst de een, dan nummer twee!                                                            | Looking Out for Number Two!                  | Proefmissie! Onderzoeksteam voor Diepzeeduiken!!                 | 19 november 2021  | 26 mei 2022       | 20 mei 2022        |
| 1179/41 | De warp-portalen!                                                                         | The Gates of Warp!                           | Dialga & Palkia! De Ruimte-tijd Catastrofe!!                     | 3 december 2021   | 26 mei 2022       | 23 mei 2022        |
| 1180/42 | Confrontatie bij de warp-portalen!                                                        | Showdown at the Gates of Warp!               | Dialga & Palkia! De Ruimte-tijd Confrontatie!!                   | 10 december 2021  | 26 mei 2022       | 24 mei 2022        |

### Seizoen 25: Ultieme Reizen
| Nr.     | Titel aflevering NL                                  | Titel aflevering VS                       | Titel aflevering JP (NL vertaling)                                  | Uitzenddatum JP   | Uitzenddatum VS  | Uitzenddatum NL/VL               |
| ------- | ---------------------------------------------------- | ----------------------------------------- | ------------------------------------------------------------------- | ----------------- | ---------------- | -------------------------------- |
| 1181/01 | De Griezeltrein!                                     | The Spectral Express!                     | De Spooktrein Vertrekt...                                           | 17 december 2021  | 21 oktober 2022  | 24 oktober 2022                  |
| 1182/02 | De slingerende weg naar grootsheid!                  | The Winding Path to Greatness!            | Gengar doet zijn best! De weg naar Gigantamax!!                     | 24 december 2021  | 21 oktober 2022  | 25 oktober 2022                  |
| 1183/03 | Het zit 'm allemaal in de naam!                      | It's All in the Name!                     | Je Naam is François                                                 | 14 januari 2022   | 21 oktober 2022  | 26 oktober 2022                  |
| 1184/04 | Liefdesverdriet!                                     | Suffering the Flings and Arrows!          | Het Verlies van Heracross en de Verliefde Pinsir                    | 21 januari 2022   | 21 oktober 2022  | 27 oktober 2022                  |
| 1185/05 | Mazzel, pech, of iets anders!                        | The Good, The Bad, and The Lucky!         | Afscheid! De Zwervende Team Rocket!                                 | 28 januari 2022   | 21 oktober 2022  | 28 oktober 2022                  |
| 1186/06 | De weg naar huis verlichten!                         | Lighting the Way Home!                    | Bereik de Ruimte! Het Licht van Ampharos!!                          | 4 februari 2022   | 21 oktober 2022  | 31 oktober 2022                  |
| 1187/07 | Een evolutie in smaak!                               | An Evolution in Taste!                    | Slowking! Een Curry-zy Mooie Ontmoeting!!                           | 11 februari 2022  | 21 oktober 2022  | 1 november 2022                  |
| 1188/08 | Uit hun element!                                     | Out of Their Elements!                    | Pokémon Circus! Flareon en Jolteon!!                                | 18 februari 2022  | 21 oktober 2022  | 2 november 2022                  |
| 1189/09 | Vechten met de knop op elf!                          | Battling Turned Up to Eleven!             | Marnie uit Spikemuth!                                               | 25 februari 2022  | 21 oktober 2022  | 3 november 2022                  |
| 1190/10 | Mee met de Monarch!                                  | Meeting Up with the Monarch!              | Nauw Contact! Leon's Speciale Training!!                            | 4 maart 2022      | 21 oktober 2022  | 4 november 2022                  |
| 1191/11 | Een wonder met één stok!                             | A One-Stick Wonder!                       | De Thwackey met één stok!                                           | 11 maart 2022     | 21 oktober 2022  | 7 november 2022                  |
| 1192/12 | Een ijskoud oppergevecht!                            | Battling in the Freezing Raid!            | Proefmissie! Een Bevroren Aanvalsgevecht!!                          | 18 maart 2022     | 21 oktober 2022  | 8 november 2022                  |
| 1193/13 | Strategie schiet ons de toekomst in!                 | The Future is Now, Thanks to Strategy!    | Ash en Clemont! Grote Vriendschapstraining!!                        | 1 april 2022      | 24 februari 2023 | 9 november 2022                  |
| 1194/14 | Met z’n tweeën voor het team!                        | Taking Two For The Team!                  | Ultra Klasse! VS Drasna van De Elite Vier!!                         | 1 april 2022      | 24 februari 2023 | 10 november 2022                 |
| 1195/15 | Voor de eerste keer herenigd!                        | Reuniting for the First Time!             | Eevee en Sylveon! Ontmoetingen en Reünies!!                         | 8 april 2022      | 24 februari 2023 | 11 november 2022                 |
| 1196/16 | Radio voor schurkachtige sterren!                    | Radio Lulled the Mischievous Stars!       | Een Nieuwe Voorstelling! Team Rockets Undercover Koninkrijksradio!! | 15 april 2022     | 24 februari 2023 | 14 november 2022                 |
| 1197/17 | Grote broer schiet te hulp!                          | Big Brother to the Rescue!                | Help, Grote Broer Yamper!                                           | 22 april 2022     | 24 februari 2023 | 30 januari 2023                  |
| 1198/18 | Vang het aura van het lot!                           | Catching the Aura of Fate!                | Lucario en Greninja! De Aura van het Lot!!                          | 29 april 2022     | 24 februari 2023 | 31 januari 2023                  |
| 1199/19 | Op naar de Acht!                                     | Aim for the Eight!                        | Tegen Raihan! Gevecht voor Meesterlijke Acht!!                      | 6 mei 2022        | 24 februari 2023 | 1 februari 2023                  |
| 1200/20 | Hard op weg een speurder te worden!                  | Narrowing the Chaser Chase!               | De Battle Royal van Verraad!                                        | 13 mei 2022       | 24 februari 2023 | 2 februari 2023                  |
| 1201/21 | Een kroon op de hereniging!                          | The Homecoming Crown!                     | Mohn en Lillie, Tundra Reünie!                                      | 20 mei 2022       | 24 februari 2023 | 3 februari 2023                  |
| 1202/22 | Hulp aan de plaatselijke held!                       | Helping the Hometown Hero!                | Een Triomfantelijke Terugkeer! De Alola-kampioen!!                  | 27 mei 2022       | 24 februari 2023 | 6 februari 2023                  |
| 1203/23 | Op naar het eindpunt!                                | Chasing to the Finish!                    | Laatste missie! Vang Regieleki en Regidrago!!                       | 3 juni 2022       | 24 februari 2023 | 7 februari 2023                  |
| 1204/24 | Vrienden, rivalen, leen mij jullie kracht!           | Friends, Rivals, Lend Me Your Spirit!     | Trainingsgevecht van Vuur! Ash VS Paul!!!                           | 10 juni 2022      | 24 februari 2023 | 8 februari 2023                  |
| 1205/25 | Doek op voor de gevechten der gevechten!             | Curtain Up! Fight the Fights!             | Opening! Meester Toernooi!!                                         | 17 juni 2022      | 24 februari 2023 | 9 februari 2023                  |
| 1206/26 | De trots van een kampioen!                           | Pride of a Champion!                      | Trots van de Kampioen! Lance tegen Diantha!!                        | 8 juli 2022       | 24 februari 2023 | 10 februari 2023                 |
| 1207/27 | De vurige weg naar meesterschap!                     | The Fiery Road to Mastership!             | Tegen Cynthia! De Weg van Iris naar Drakenmeester!!                 | 15 juli 2022      | 24 februari 2023 | 13 februari 2023                 |
| 1208/28 | Vecht zo hard als Stone!                             | Battling as Hard as Stone!                | Ash Gaat de Strijd Aan! Tegen Steven!!                              | 22 juli 2022      | 23 juni 2023     | 14 februari 2023                 |
| 1209/29 | Overgeslagen in Nederland en Vlaanderen              | Overgeslagen in de VS                     | Chloe en Eevee, de Evioliet                                         | 29 juli 2022      | N.V.T.           | N.V.T.                           |
| 1210/30 | Oneindig veel mogelijkheden!                         | Infinite Possibilities!                   | De Mogelijkheden zijn Eindeloos voor Chloë en Eevee!                | 5 augustus 2022   | 23 juni 2023     | 15 februari 2023                 |
| 1211/31 | Overgeslagen in Nederland en Vlaanderen              | Overgeslagen in de VS                     | Het hoogtepunt begint! Ash's Masters Toernooi-ervaring!!            | 12 augustus 2022  | N.V.T.           | N.V.T.                           |
| 1212/32 | Een overweldigende overwinning!                      | It's... Champion Time!                    | De Halve Finale I: overwinning                                      | 26 augustus 2022  | 23 juni 2023     | 16 februari 2023                 |
| 1213/33 | Bevecht, buitel en begoochel!                        | Bewitch, Battle, and Bewilder!            | De Halve Finale II: Dazzle                                          | 2 september 2022  | 23 juni 2023     | 17 februari 2023                 |
| 1214/34 | Heldenmoed: een strategisch onderdeel van de strijd! | Valor: A Strategic Part of Battling!      | De Halve Finale III: Moed                                           | 9 september 2022  | 23 juni 2023     | 29 mei 2023                      |
| 1215/35 | Werk ze allemaal weg!                                | Whittle While You Work!                   | De Halve Finale IV: Battle                                          | 16 september 2022 | 23 juni 2023     | 30 mei 2023                      |
| 1216/36 | Overgeslagen in Nederland en Vlaanderen              | Overgeslagen in de VS                     | GA VOOR DROOM! Goh's weg naar dromen!!                              | 23 september 2022 | N.V.T            | N.V.T                            |
| 1217/37 | Op een scone-worp afstand van hier!                  | Just a Scone’s Throw from Here!           | Goh en Cinderace! De plek waar het allemaal begon!!                 | 30 september 2022 | 23 juni 2023     | 31 mei 2023                      |
| 1218/38 | Overgeslagen in Nederland en Vlaanderen              | Overgeslagen in de VS                     | Climax! Ash VS Leon aan de vooravond van de beslissende strijd!!    | 14 oktober 2022   | N.V.T            | N.V.T                            |
| 1219/39 | Een stortvloed aan tactische zetten!                 | A Flood of Torrential Gains!              | De Finale I: Torrent                                                | 21 oktober 2022   | 23 juni 2023     | 1 juni 2023                      |
| 1220/40 | Spelen met je moves!                                 | Toying With Your Motions!                 | De Finale II: spelen                                                | 28 oktober 2022   | 23 juni 2023     | 2 juni 2023                      |
| 1221/41 | Onheilspellend tromgeroffel!                         | Paring Pokémon While Parrying!            | De Finale III: Sterkste                                             | 4 november 2022   | 23 juni 2023     | 5 juni 2023                      |
| 1222/42 | Partners in tijd!                                    | Partners in Time                          | De Finale IV: Partner                                               | 11 november 2022  | 23 juni 2023     | 6 juni 2023                      |
| 1223/43 | Hier is alles Mew!                                   | The Mew from Here!                        | Project Mew                                                         | 25 november 2022  | 23 juni 2023     | 7 juni 2023                      |
| 1224/44 | In de palm van onze handen!                          | In the Palms of our Hands!                | Pak de toekomst!                                                    | 2 december 2022   | 23 juni 2023     | 8 juni 2023                      |
| 1225/45 | Onze helden herenigd!                                | Heroes Unite!                             | Pokémon! Ik ben blij dat ik je heb mogen ontmoeten!                 | 9 december 2022   | 23 juni 2023     | 9 juni 2023                      |
| 1226/46 | Dit zou het begin kunnen zijn van iets groots!       | This Could be the Start of Something Big! | Ash en Goh! Begin aan een nieuwe reis!!                             | 16 december 2022  | 23 juni 2023     | 25 september 202313 oktober 2023 |
| 1227/47 | De meest bewandelde weg!                             | The Road Most Traveled!                   | Winden van het begin! De Eindeloze Weg!!                            | 13 januari 2023   | 8 september 2023 | 26 september 2023                |
| 1228/48 | Een botsing door het lot bepaald!                    | A Fated Face-Off!                         | Ash versus Misty! Een-op-een aan zee!!                              | 20 januari 2023   | 8 september 2023 | 27 september 2023                |
| 1229/49 | Onze helden en de bosheks!                           | Must Be Our Heroes and the Witch!         | Brock en Cilan en de bosheks!                                       | 27 januari 2023   | 8 september 2023 | 28 september 2023                |
| 1230/50 | Vriendelijkheid breekt het ijs!                      | Bearing Down Easy!                        | Beartic zucht!                                                      | 3 februari 2023   | 8 september 2023 | 29 september 2023                |
| 1231/51 | Een ploeg vol passie!                                | A Squad’s Worth of Passion!               | Brandwond! De Squirtle Brandweer!!                                  | 10 februari 2023  | 8 september 2023 | 2 oktober 2023                   |
| 1232/52 | Dezelfde maan, nu en voor altijd!                    | The Same Moon, Now and Forever!           | En we kijken naar dezelfde maan!                                    | 17 februari 2023  | 8 september 2023 | 3 oktober 2023                   |
| 1233/53 | Vlug, Lapras, vlug!                                  | Ride, Lapras, Ride!                       | Rijden op Lapras♪                                                   | 24 februari 2023  | 8 september 2023 | 4 oktober 2023                   |
| 1234/54 | Recht uit het hart!                                  | Getting to the Heart of it All!           | Banette's zoektocht!                                                | 3 maart 2023      | 8 september 2023 | 5 oktober 2023                   |
| 1235/55 | De Rocket-wrekers!                                   | Rocket Revengers!                         | Team Rocket slaat terug!                                            | 10 maart 2023     | 8 september 2023 | 6 oktober 2023                   |
| 1236/56 | Ash en Latios!                                       | Ash and Latios!                           | Ash en Latios!                                                      | 17 maart 2023     | 8 september 2023 | 9 oktober 2023                   |
| 1237/57 | De regenboog en de Pokémon Meester!                  | The Rainbow and the Pokémon Master!       | De Regenboog en de Pokémon Meester!                                 | 24 maart 2023     | 8 september 2023 | 10 oktober 2023                  |
| 1238/58 | Verre blauwe lucht!                                  | Distant Blue Sky!                         | Pokémon: De Verre Blauwe Lucht                                      | 23 december 2022  | 8 september 2023 | 11 oktober 2023                  |

## Pokémon: Horizons(reeks 8)

### Seizoen 26: Horizons
| Nr.   | Titel aflevering NL                             | Titel aflevering VS                       | Titel aflevering JP (NL vertaling)                    | Uitzenddatum JP   | Uitzenddatum VS        | Uitzenddatum NL/VL     |
| ----- | ----------------------------------------------- | ----------------------------------------- | ----------------------------------------------------- | ----------------- | ---------------------- | ---------------------- |
| 01/01 | De hanger waarmee het allemaal begint (Deel 1)  | The Pendant That Starts It All: Part One  | De hanger van het begin, deel 1                       | 14 april 2023     | 7 maart 2024 (Netflix) | 7 maart 2024 (Netflix) |
| 02/02 | De hanger waarmee het allemaal begint (Deel 2)  | The Pendant That Starts It All: Part Two  | De hanger van het begin, deel 2                       | 14 april 2023     | 7 maart 2024           | 7 maart 2024           |
| 03/03 | Natuurlijk. Omdat Sprigatito bij me is.         | For Sure! 'Cause Sprigatito's with Me!    | Zolang ik bij Sprigatito ben, weet ik het zeker       | 21 april 2023     | 7 maart 2024           | 7 maart 2024           |
| 04/04 | De schat na de storm                            | The Treasure After the Storm!             | Een aangespoelde schat                                | 28 april 2023     | 7 maart 2024           | 7 maart 2024           |
| 05/05 | Ik heb je gevonden, Fuecoco                     | Found You, Fuecoco!                       | Ik heb je gevonden, Fuecoco                           | 5 mei 2023        | 7 maart 2024           | 7 maart 2024           |
| 06/06 | De oeroude Pokébal                              | The Ancient Poké Ball                     | De eeuwenoude Pokébal                                 | 12 mei 2023       | 7 maart 2024           | 7 maart 2024           |
| 07/07 | Speciale training met Cap                       | Special Training with Cap!                | Speciale training! Kapitein Pikachu                   | 19 mei 2023       | 7 maart 2024           | 7 maart 2024           |
| 08/08 | De deur die nooit opengaat                      | The Door That Never Opens                 | Het geheim van de ongeopende deur                     | 26 mei 2023       | 7 maart 2024           | 7 maart 2024           |
| 09/09 | Welkom in Paldea                                | Welcome to Paldea!                        | Aankomst in Paldea!                                   | 2 juni 2023       | 7 maart 2024           | 7 maart 2024           |
| 10/10 | Nemona en Brassius en...                        | Nemona and Brassius and...                | Met Nemona en Brassius                                | 9 juni 2023       | 7 maart 2024           | 7 maart 2024           |
| 11/11 | Het woud van Arboliva                           | Arboliva's Forest                         | Het bos van Arboliva                                  | 16 juni 2023      | 7 maart 2024           | 7 maart 2024           |
| 12/12 | De toekomst die ik kies                         | The Future I Choose                       | De toekomst die ik kies                               | 23 juni 2023      | 7 maart 2024           | 7 maart 2024           |
| 13/13 | Een onverwachte picknick!                       | An Unexpected Picnic!                     | Een plotselinge picknick                              | 14 juli 2023      | 10 mei 2024            | 10 mei 2024            |
| 14/14 | Vlieg, Wattrel!                                 | Fly! Wattrel!!                            | Vlieg! Wattrel!!                                      | 21 juli 2023      | 10 mei 2024            | 10 mei 2024            |
| 15/15 | Iemand die we niet kunnen zien! Whoswawhatsit?  | Someone We Can't See! Whosawhatsit?       | Iemand die we niet kunnen zien! Wie is wat?           | 28 juli 2023      | 10 mei 2024            | 10 mei 2024            |
| 16/16 | Quaxly, wij kunnen dit!                         | Quaxly, We Can Do It                      | Zolang ik bij Quaxly ben, kan ik het                  | 4 augustus 2023   | 10 mei 2024            | 10 mei 2024            |
| 17/17 | Tijd voor speciale training!                    | Special Training Time!                    | Wattrel en Fuecoco's geheime grote training!          | 11 augustus 2023  | 10 mei 2024            | 10 mei 2024            |
| 18/18 | Vliegende Pikachu, hoger en hoger!              | Flying Pikachu, Rising Higher and Higher! | Vliegende Pikachu, vliegt hoog!                       | 18 augustus 2023  | 10 mei 2024            | 10 mei 2024            |
| 19/19 | De bitterzoete waarheid!                        | The Bittersweet Truth                     | De waarheid van Alcremie                              | 25 augustus 2023  | 10 mei 2024            | 10 mei 2024            |
| 20/20 | Kabu's gevechtstraining!                        | Kabu's Battle Training!                   | Kabu's gevechtstraining                               | 1 september 2023  | 10 mei 2024            | 10 mei 2024            |
| 21/21 | De eenzame Hatenna!                             | The Lonely Hatenna                        | De eenzame Hatenna                                    | 8 september 2023  | 10 mei 2024            | 10 mei 2024            |
| 22/22 | Aanval in de Galar-mijn!                        | Charge! Galar Mine!                       | Strijd! Galar-mijn                                    | 15 september 2023 | 10 mei 2024            | 10 mei 2024            |
| 23/23 | Vurige Galarian Moltres!                        | Fiery Galarian Moltres                    | Brandende Galarian Moltres                            | 22 september 2023 | 10 mei 2024            | 10 mei 2024            |
| 24/24 | Hereniging op het oude kasteel!                 | Reunion at the Ancient Castle!            | Reünie op het oude kasteel                            | 13 oktober 2023   | 9 augustus 2024        | 9 augustus 2024        |
| 25/25 | Rivalen in het holst van de nacht!              | Rivals in the Dark of Night!              | Rivalen in de donkere nacht                           | 20 oktober 2023   | 9 augustus 2024        | 9 augustus 2024        |
| 26/26 | Het avontuur van Terapagos!                     | Terapagos's Adventure                     | Het avontuur van Terapagos                            | 27 oktober 2023   | 9 augustus 2024        | 9 augustus 2024        |
| 27/27 | Zolang ik bij mijn vrienden ben!                | As Long as I'm with My Friends            | Zolang ik bij mijn vrienden ben                       | 3 november 2023   | 9 augustus 2024        | 9 augustus 2024        |
| 28/28 | De gestolen schat                               | The Stolen Treasure                       | De gestolen schat                                     | 10 november 2023  | 9 augustus 2024        | 9 augustus 2024        |
| 29/29 | Orla en de Pokéball-smid                        | Orla and the Poké Ball Smith              | Orla en de Pokébal-vakman                             | 17 november 2023  | 9 augustus 2024        | 9 augustus 2024        |
| 30/30 | Uitglijden, vallen en een geheimzinnige Pokémon | Slip and Crash! A Mystery Pokémon?!       | De uitglijdende, verpletterende mysterieuze Pokémon!? | 24 november 2023  | 9 augustus 2024        | 9 augustus 2024        |
| 31/31 | Lied vanuit de mist                             | Song Within the Mist                      | De zingende stem in de witte mist                     | 1 december 2023   | 9 augustus 2024        | 9 augustus 2024        |
| 32/32 | Wat Lapras voor haar vrienden voelt             | Lapras's Feelings for its Friends         | Lapras' herinneringen aan zijn metgezellen            | 8 december 2023   | 9 augustus 2024        | 9 augustus 2024        |
| 33/33 | De brul van de zwarte Rayquaza                  | Roar of the Black Rayquaza                | De brullende zwarte Rayquaza                          | 15 december 2023  | 9 augustus 2024        | 9 augustus 2024        |
| 34/34 | Het vertrek                                     | Respective Departures                     | Respectievelijke vertrekken                           | 22 december 2023  | 9 augustus 2024        | 9 augustus 2024        |
| 35/35 | Het wilde paar, Frido en Cap!                   | The Wild Pair, Friede and Cap!            | Een duo in de wildernis: Friede en Cap                | 12 januari 2024   | 22 november 2024       | 22 november 2024       |
| 36/36 | Missie: vind Oinkologne's partner!              | Mission: Find Oinkologne's Partner!       | Operatie Oinkologne vriendschap!                      | 19 januari 2024   | 22 november 2024       | 22 november 2024       |
| 37/37 | Aan welke kant staat Fuecoco?                   | Fuecoco…Becomes a Crook?!                 | Fuecoco, je wordt een crimineel?!                     | 26 januari 2024   | 22 november 2024       | 22 november 2024       |
| 38/38 | Een SOS van Tandemaus?                          | The SOS is from Tandemaus?                | SOS van Tandemaus?                                    | 2 februari 2024   | 22 november 2024       | 22 november 2024       |
| 39/39 | Tinkatinks ideale hamer                         | Tinkatink's Ideal Hammer                  | Tinkatink en zijn speciale hamer                      | 9 februari 2024   | 22 november 2024       | 22 november 2024       |
| 40/40 | Vaarwel, Sprigatito?                            | Farewell, Sprigatito?                     | Vaarwel, Sprigatito?                                  | 16 februari 2024  | 22 november 2024       | 22 november 2024       |
| 41/41 | De komst van een markante moeder                | A Wild Mom Appears!                       | De intense moeder komt binnen!                        | 1 maart 2024      | 22 november 2024       | 22 november 2024       |
| 42/42 | Transformeer! Held van de zee, Palafin          | Transform! Hero of the Seas, Palafin      | Transformeer! Held van de zee, Palafin!               | 8 maart 2024      | 22 november 2024       | 22 november 2024       |
| 43/43 | Een uitdaging van de ontdekkers                 | A Challenge from the Explorers            | Een uitdagingsbrief van de ontdekkers                 | 15 maart 2024     | 22 november 2024       | 22 november 2024       |
| 44/44 | Het plan om Rayquaza te vangen                  | The Plan to Capture Rayquaza              | Een plan om Rayquaza te vangen                        | 22 maart 2024     | 22 november 2024       | 22 november 2024       |
| 45/45 | Van zo ver weg                                  | From So Far Away                          | Naar een plek ver, ver weg                            | 29 maart 2024     | 22 november 2024       | 22 november 2024       |

### Seizoen 27: Horizons: Seizoen 2 – De zoektocht naar Laqua
| Nr.   | Titel aflevering NL                                       | Titel aflevering VS                                 | Titel aflevering JP (NL vertaling)                        | Uitzenddatum JP   | Uitzenddatum VS | Uitzenddatum NL/VL |
| ----- | --------------------------------------------------------- | --------------------------------------------------- | --------------------------------------------------------- | ----------------- | --------------- | ------------------ |
| 46/01 | Welkom bij de Naranja-academie                            | Welcome to Naranja Academy!                         | Hoe spannend! Naranja-academie                            | 12 april 2024     | 7 februari 2025 | 7 februari 2025    |
| 47/02 | Geef alles wat je hebt!                                   | Put Your Heart Into It!                             | Liko en Floragato, leg je hele hart erin                  | 19 april 2024     | 7 februari 2025 | 7 februari 2025    |
| 48/03 | Fonkel! De gloed van vuur en kunst!                       | Sparkle! The Glow of Flame and Art                  | Schitter! De schittering van vuur en kunst                | 3 mei 2024        | 7 februari 2025 | 7 februari 2025    |
| 49/04 | Dot en Nidothing                                          | Dot and Nidothing                                   | Dot en Nidothing                                          | 10 mei 2024       | 7 februari 2025 | 7 februari 2025    |
| 50/05 | Trending Terastallization! Dans, dans, Quaxly!            | Trending Terastallization! Dance, Dance, Quaxly!    | Schitter, Terastal! Dans dans Quaxly!                     | 17 mei 2024       | 7 februari 2025 | 7 februari 2025    |
| 51/06 | De bloementoren                                           | The Flower Tower                                    | Doornachtige Floragato!? De mysterieuze bloemenzuil       | 24 mei 2024       | 7 februari 2025 | 7 februari 2025    |
| 52/07 | Wattrels waarschuwing voor harde wind                     | Wattrel's High Wind Warning!                        | Wattrel, waarschuwing voor harde wind!                    | 31 mei 2024       | 7 februari 2025 | 7 februari 2025    |
| 53/08 | Hatenna en het buitenaardse                               | Hatenna and the Otherworldly                        | Hatenna en de wereldvreemde                               | 7 juni 2024       | 7 februari 2025 | 7 februari 2025    |
| 54/09 | De schat van de eeuwigheid                                | The Treasure of Eternity                            | De eeuwige zegen                                          | 14 juni 2024      | 7 februari 2025 | 7 februari 2025    |
| 55/10 | Klaar voor de strijd! De Vier van Paldea's Elite          | Showdown! The Paldea Elite Four                     | Confrontatie! De Elite Vier van Paldea                    | 21 juni 2024      | 7 februari 2025 | 7 februari 2025    |
| 56/11 | Liko versus Rika! Moge de beste winnen                    | Liko vs. Rika! Towards the Battle's End             | Liko versus Rika! Voorbij de strijd                       | 28 juni 2024      | 7 februari 2025 | 7 februari 2025    |
| 57/12 | De Terapagos die ik niet ken                              | The Terapagos I Don't Know                          | De Terapagos die ik niet ken                              | 5 juli 2024       | 25 april 2025   | 25 april 2025      |
| 58/13 | Voer voor een Kingambit!                                  | Food Fit for a Kingambit!                           | De kenmerkende Pokémon is Kingambit!?                     | 12 juli 2024      | 25 april 2025   | 25 april 2025      |
| 59/14 | Dans de blauwe Medali-step, Quaxly!                       | Dance, Quaxly! The Blue Medali Step!                | Dans, Quaxly! Blauwe Medali-steps!!                       | 26 juli 2024      | 25 april 2025   | 25 april 2025      |
| 60/15 | De eerste sneeuw van Roy en Fuecoco!                      | Roy and Fuecoco's First Snow!                       | De eerste sneeuw! Fue Fue Co!!                            | 9 augustus 2024   | 25 april 2025   | 25 april 2025      |
| 61/16 | Samen in harmonie in een uitdaging met Ryme!              | Resonating Spirits in a Challenge to Ryme!          | Laat je ziel weerklinken! Een uitdaging voor Ryme         | 16 augustus 2024  | 25 april 2025   | 25 april 2025      |
| 62/17 | Een nieuw lied voor Fuecoco                               | A New Song for Fuecoco                              | Het lied van mij en Fuecoco                               | 23 augustus 2024  | 25 april 2025   | 25 april 2025      |
| 63/18 | IJsgevecht! Grusha met de koude ogen                      | Ice Battle! Cold-Eyed Grusha                        | Strijd om het ijs! De koude ogen van Grusha               | 30 augustus 2024  | 25 april 2025   | 25 april 2025      |
| 64/19 | De naderende schaduw!                                     | The Approaching Shadow!                             | Glaseadoberg, de sluipende schaduw                        | 6 september 2024  | 25 april 2025   | 25 april 2025      |
| 65/20 | Liko en Amethio                                           | Liko and Amethio                                    | Liko en Amethio                                           | 13 september 2024 | 25 april 2025   | 25 april 2025      |
| 66/21 | Het systeem geïnfiltreerd! De Naranja-academie in gevaar! | Infiltrating the System! Naranja Academy in Danger! | Systeeminvasie! Crisis op de Naranja-academie!!           | 20 september 2024 | 25 april 2025   | 25 april 2025      |
| 67/22 | Schitter, Terakristallisatie! Liko versus Roy!            | Shine on, Terastallization! Liko vs. Roy!           | Schitter, Terastal! Liko versus Roy!!                     | 27 september 2024 | 25 april 2025   | 25 april 2025      |
| 68/23 | De Dappere Olivijn kiest een nieuw luchtruim              | Into a New Sky! The Brave Olivine!                  | Naar een nieuwe hemel! Dappere Olivijn!!                  | 11 oktober 2024   | 27 juni 2025    | 27 juni 2025       |
| 69/24 | Roy is Crocalor, en Crocalor is Roy                       | Roy is Crocalor, and Crocalor is Roy!               | Ik ben een Pokémon en jij bent mij!?                      | 18 oktober 2024   | 27 juni 2025    | 27 juni 2025       |
| 70/25 | De hamer van Tinkatink is niet in één dag gemaakt         | Tinkatink's Hammer Wasn't Made in a Day             | De hamer van Tinkatink is niet in één dag gemaakt         | 25 oktober 2024   | 27 juni 2025    | 27 juni 2025       |
| 71/26 | Ontmoetingen bij het Kristalmeer                          | Encounters at the Crystal Pool                      | Ontmoeting bij het Kristalmeer                            | 1 november 2024   | 27 juni 2025    | 27 juni 2025       |
| 72/27 | De zoektocht naar Kleavor                                 | The Search for Kleavor!                             | Achtervolging! De zoektocht naar Kleavor!!                | 8 november 2024   | 27 juni 2025    | 27 juni 2025       |
| 73/28 | Kleavor, de eenzame krijger                               | Kleavor the Solitary Warrior                        | De eenzame krijger Kleavor                                | 15 november 2024  | 27 juni 2025    | 27 juni 2025       |
| 74/29 | De drie Ontdekkers                                        | The Three Explorers                                 | De drie Ontdekkers                                        | 22 november 2024  | 27 juni 2025    | 27 juni 2025       |
| 75/30 | De wonderen van de wereld                                 | The Wonders of the World!                           | De toevertrouwde toekomst, de schittering van deze wereld | 29 november 2024  | 27 juni 2025    | 27 juni 2025       |
| 76/31 | Wynaut? Wy-Yes                                            | Wynaut?! Wy-Yes!                                    | Wynaut? Wy-Yes!                                           | 6 december 2024   | 27 juni 2025    | 27 juni 2025       |
| 77/32 | De thuiskomst van Ludlow                                  | Ludlow's Homecoming!                                | Ludlow keert terug naar huis                              | 13 december 2024  | 27 juni 2025    | 27 juni 2025       |
| 78/33 | De woeste strijdkreet van Entei                           | Entei's Fierce Battle Cry!                          | Heftige strijd met Entei! Oorlogskreet van vlammen!!      | 20 december 2024  | 27 juni 2025    | 27 juni 2025       |

## Specials
De volgende Pokémon specials zijn in Nederland uitgebracht in het Nederlands.
- Het verhaal van Mewtwo's afkomst (The Story of Mewtwo's Origin)
- Pokémon: De terugkeer van Mewtwo
- Het Meesterbrein van de Illusie-Pokémon
- Mewtwo: Proloog voor het ontwaken (Mewtwo — Prologue to Awakening)
- Pokémon Mystery Dungeon: De Geheimzinnige Kerker (Pokémon Mystery Dungeon: Team Go-Getters Out Of The Gate!)
- Pokémon Mystery Dungeon: Explorers of Time and Darkness
- Pikachu's vakantie (Pikachu's Winter Vacation)
- Pikachu en de redding (Pikachu's Rescue Adventure)
- Pikachu en Pichu (Pikachu and Pichu)
- Pokémon Generations
- Pokémon Evoluties (Pokémon Evolutions)

## Niet meer uitgezonden afleveringen
Om verschillende redenen werden sommige Pokémon afleveringen nooit meer opnieuw uitgezonden, gewijzigd of zijn nooit buiten Japan uitgezonden.

### Globale verwijdering

#### Aflevering 38
"Denno Senshi Porygon" ("Cyber Soldier Porygon"/"Electric Soldier Porygon") werd op TV Tokyo in Japan op 16 december 1997 uitgezonden. 20 minuten na het begin van de aflevering is er een scène waarin Pikachu vaccinraketten stopt met Thunderbolt-aanval, wat een enorme explosie veroorzaakt met knipperend rood en blauw licht. Een relatief erg klein deel van kijkers begon te klagen over wazig zien, hoofdpijn, duizeligheid en misselijkheid. 685 kijkers, 310 jongens en 375 meisjes, werden door ambulances naar het ziekenhuis gebracht. Hoewel veel slachtoffers tijdens de ambulancereis zich hersteld hadden, werden meer dan 150 van hen werden opgenomen in ziekenhuizen. Twee kinderen bleven in het ziekenhuis voor meer dan 2 weken.
Hierdoor werd Pokémon tijdelijk niet uitgezonden, na 4 maanden keerde het terug na vele fanverzoeken met aanpassingen in de animatie waardoor het niet meer voor zou kunnen komen. Ook andere anime voerde dezelfde aanpassingen door.
De aflevering is nooit meer uitgezonden, ook de Pokémon Porygon en zijn evoluties zijn nooit meer voorgekomen in de anime.

#### Aflevering 377
In "Battle of the Quaking Island! Dojoach (Barboach) vs. Namazun (Whiscash)!!" is Ash Ketchum net klaar met de Mossdeep City Gym en zijn volgende doel is de laatste Gym op Sootopolis City. Ash en vrienden reizen naar Jojo Island dat is getroffen door een aardbeving die veroorzaakt werd door de Pokémon Whiscash. Ze ontmoetten dan een Pokémontrainer genaamd Chota.
De episode werd oorspronkelijk gepland in Japan op 4 november 2004, tussen aflevering 376 (Sterk als een Solrock) en aflevering 378 (Wat Overmoed Doet), maar werd overgeslagen als gevolg van overeenkomsten tussen de aflevering en de aardbeving in Chuetsu op 23 oktober 2004. De aflevering is vervolgens nooit uitgezonden. Sindsdien is de Pokémonaanval Earthquake naast vergelijkbare moves zoals Fissure en Magnitude niet gebruikt in de anime.

#### Aflevering 683 & 684
De tweedelige aflevering "Team Rocket vs Team Plasma!" was oorspronkelijk gepland om te worden uitgezonden op 17 maart en 24 maart 2011. Ze werden in eerste instantie uitgesteld als gevolg van de Zeebeving Sendai 2011, alvorens te worden uitgesteld als gevolg van de inhoud van de afleveringen waarin de fictieve stad Castelia City wordt verwoest. Er waren plannen om de aflevering op een later tijdstip uit te zenden, maar er is geen dergelijke uitzending geweest. Beelden uit deze aflevering werden later gebruikt voor de aflevering Meloetta en de Onderwater Tempel!.

#### Aflevering 828
De aflevering Thuis onder water! (The Undersea Castle! Kuzumo and Dramidoro!!), waarin Ash, Clemont, Serena en Bonnie Skrelp (Kuzumo) helpen terug naar zijn familie te keren in een gezonken cruiseschip, werd oorspronkelijk gepland om uitgezonden te worden op 24 april 2014. Vanwege de recente ondergang van een het schip de MV Sewol in Zuid-Korea werd de aflevering uitgesteld. Op 20 november 2014 werd de aflevering alsnog uitgezonden in Japan, en later ook in de rest van de wereld.

#### Aflevering 1008
De aflevering "Ash en Passimian! Touchdown van Vriendschap!" is nooit buiten Azië uitgezonden. De reden hiervoor is dat Ash zich als de Pokémon Passimian verkleedt, die een zwart gezicht heeft. Veel mensen zien dit als het raciale stereotype Blackface.

### Verwijderd door 4Kids Entertainment
Deze afleveringen zijn nooit uitgezonden in de Verenigde Staten en nagesynchroniseerd door 4Kids Entertainment, het bedrijf dat verantwoordelijk was tot 2005 voor de productie van de Engelstalige Pokémon anime. Als gevolg hiervan zijn ze ook nooit uitgezonden in andere landen die gebruik maken van de Engelse nasynchronisatie zoals Nederland.

#### Aflevering 18
"Beauty and the Beach" werd oorspronkelijk overgeslagen door 4Kids Entertainment tot 2000. Op 24 juni 2000 werd er een nieuw geproduceerde Engelstalige versie van de aflevering uitgezonden op Kids 'WB! als "Beauty and the Beach". Het werd gepromoot als een 'verloren aflevering' en is maar één keer herhaald, ook is de aflevering nooit op dvd uitgekomen.
In deze aflevering doen de vrouwelijke personages mee aan een schoonheidswedstrijd. Team Rocket doet ook mee, James trekt een bikini aan met opblaasbare borsten. In een scène van de aflevering pronkt James met zijn kunstmatige borsten voor humoristisch effect, en treitert Misty door te zeggen: "Misschien, op een dag als je ouder bent, heb je zulke grote borsten als dit!". Toen het werd nagesynchroniseerd en uitgezonden in 2000, waren alle scènes van James in een bikini (ongeveer 40 seconden) verwijderd. Er waren een aantal andere scènes die verwijderd zijn, zoals een waarin Ash en Brock verbijsterd zijn bij het zien van Misty in een bikini en een andere waarin het lijkt of een oudere man zich aangetrokken voelt tot haar.

#### Aflevering 35
"The Legend of Miniryu" (Miniryu no Densetsu), of "The Legend of Dratini", is verboden door 4Kids Entertainment vanwege het gebruik van vuurwapens in de aflevering. Het verbieden van deze aflevering leidde tot continuïteitsproblemen, gezien Ash 29 Tauros in deze aflevering had gevangen, en hij kreeg de 30ste van Brock met een van zijn Safari Balls. De Tauros verschijnen in latere afleveringen en worden gebruikt in Pokémon Toernooien door Ash, en slechts één episode verwijst kort naar waar ze vandaan kwamen.

#### Aflevering 252
"The Ice Cave!" (Kori no Dokutsu!) werd nooit buiten Azië uitgezonden (behalve in Brazilië) omdat de Pokémon Jynx erin voorkwam die als racistisch wordt beschouwd wegens een raciale stereotype van Afrikanen vanwege zijn grote roze lippen en pure zwarte huid. In latere afleveringen kreeg Jynx een paarse huidskleur.